# نجم

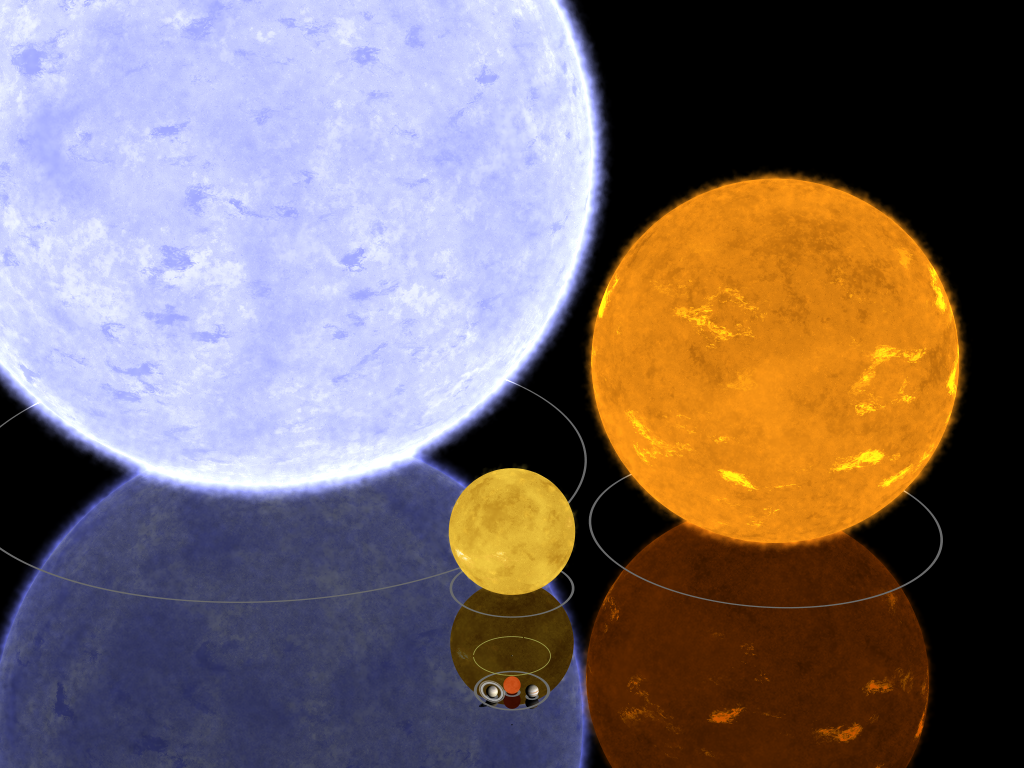
مقارنة بين أحجام بعض النجوم: المرزم (يسار)، ورأس الغول (يمين) وبينهما حجم الشمس.

النجم هو جسم فلكي كروي من البلازما ضخم ولامع ومتماسك بفعل الجاذبية. يستمد النجم لمعانه من الطاقة النووية المتولدة فيه، حيث تلتحم ذرات الهيدروجين مع بعضها البعض مكونة عناصر أثقل من الهيدروجين، مثل الهيليوم والليثيوم وباقي العناصر الخفيفة حتى عنصر الحديد. إن هذا التفاعل الفيزيائي يسمى اندماجاً نووياً تنتج عنهُ طاقة حرارية كبيرة جدًا تصل إلينا في صورة أشعة ضوئية.
أغلب مكونات النجم هما عنصرا الهيدروجين المتأين والهيليوم المتأين (وهما يسميان في حالة التأين بلازما). وقد بينت الأرصاد الفلكية أن نسبة كبيرة من النجوم لها كواكب تدور حولها مثلما هي موجودة في المجموعة الشمسية.
أقرب نجم للأرض هو الشمس فهو مصدر الطاقة للأرض. كما تصل طاقة الشمس إلى الكواكب الأخرى التي تشكل المجموعة الشمسية. وتكون بعض النجوم الأخرى واضحة أثناء الليل حينما لا تغطيها السحب أو ظواهر جوية أخرى وتظهر كنقاط كثيرة مضيئة بسبب بعدها الهائل عن الأرض.
تاريخيًا، شكلت النجوم تجمعات تسمى كوكبات (كوكبة) وأبراج في الكرة السماوية. ولقد أعطى الإنسان منذ القدم لأشد النجوم لمعانًا أسماء وكذلك للكوكبات والأبراج. واستدل بها العرب في معرفة طريقهم في الصحراء والملاحة في البحار والمحيطات. لهذا فإن معظم النجوم اللامعة المرئية لها أسماء أصولها عربية. ولقد جمع علماء الفلك فهرس شامل يحوي أسماء النجوم التي تهمنا - مثل فهرس مسييه وفهرس المجرات وعناقيد المجرات. وباختراع المقراب ذو القدرة المتزايدة استطاع علماء الفلك رؤية نجوم ضعيفة اللمعان أو بعيدة، لم يستطع رؤيتها السابقون بالعين المجردة.

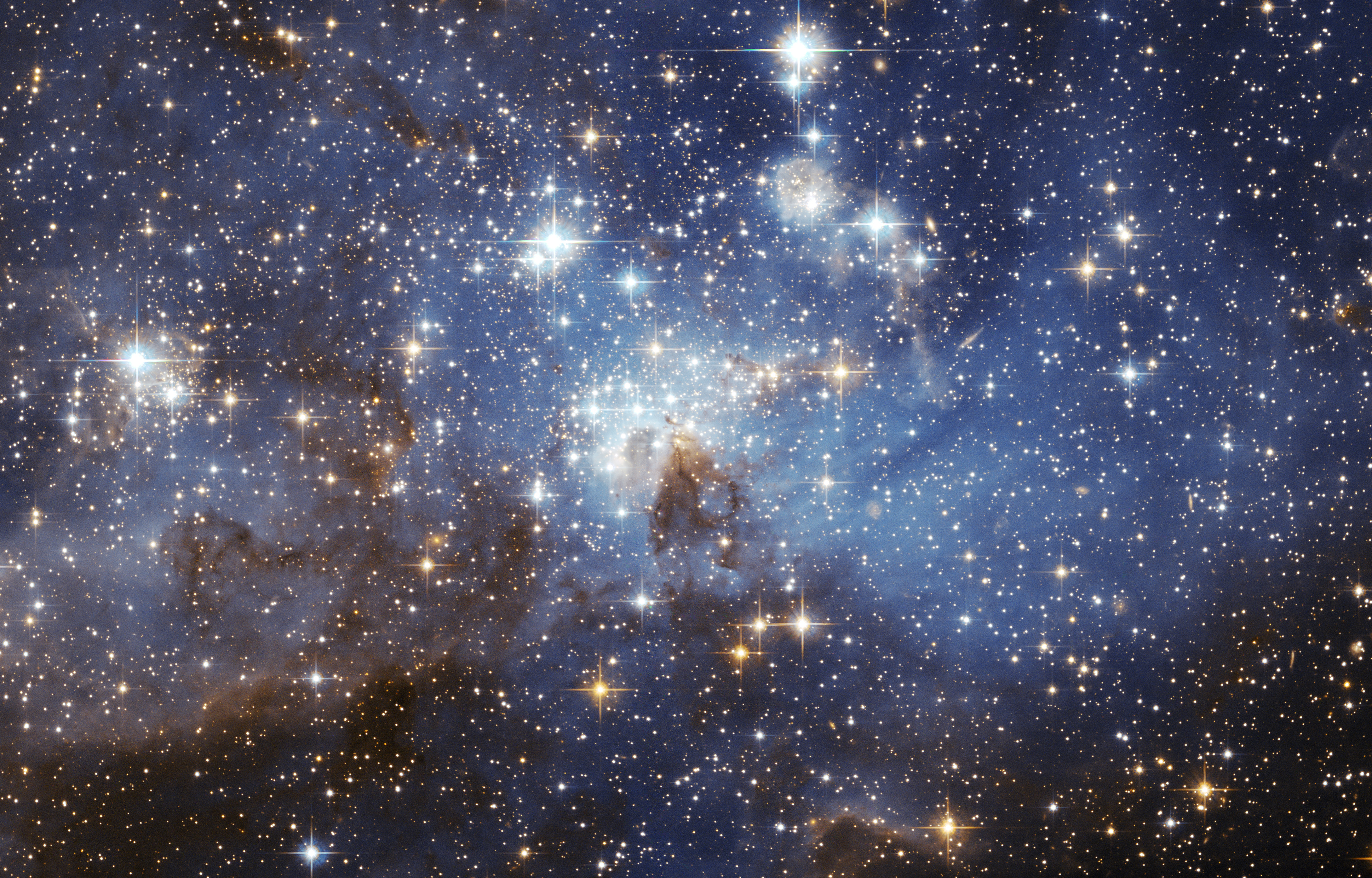
تقع المنطقة تشكيل النجوم في سحابة ماجلان الكبرى.

يضيء النجم بسبب الاندماج النووي الحراري للهيدروجين لتكوين الهيليوم في لُب النجم خلال جزء (على الأقل) من حياتهِ. مطلقًا بذلك الطاقة التي تخترق باطن النجم ويشعها في الفضاء الخارجي. وحالما يتم استنفاذ عنصر الهيدروجين من النجم، فإن جميع العناصر الناشئة من الاندماج النووي للهيدروجين تكون أثقل من الهيليوم الذي يتم أيضًا إنتاجه؛ إما عن طريق الاصطناع النووي النجمي خلال حياة النجم أو عن طريق الاصطناع النووي في المستعرّ الأعظم عندما تنفجر النجوم الضخمة جدًا. ومع اقتراب نهاية حياته، يمكن أن يحتوي النجم على نسبة من المواد المتحللة. ويمكن للفلكيين تحديد الكتلة، والعمر، والتركيبة (التركيب الكيميائي)، والعديد من الخصائص الأخرى للنجم من خلال مراقبة حركته عبر الفضاء، عن طريق لمعانه، أو مراقبة الطيف الخاص به على التوالي. والكتلة الإجمالية للنجم هي المحدد الرئيسي لتطوره ومصيره في نهاية المطاف. ويتم تحديد الخصائص الأخرى للنجم بواسطة تاريخهِ، بما في ذلك قطره، ودورانه، وحركته ودرجة حرارته. إذ أن جزء من درجة حرارة العديد من النجوم ضد لمعانها، والذي يعرف باسم مخطط هرتزشبرونج-راسل البياني يسمح بتحديد العمر والحالة التطورية للنجم.

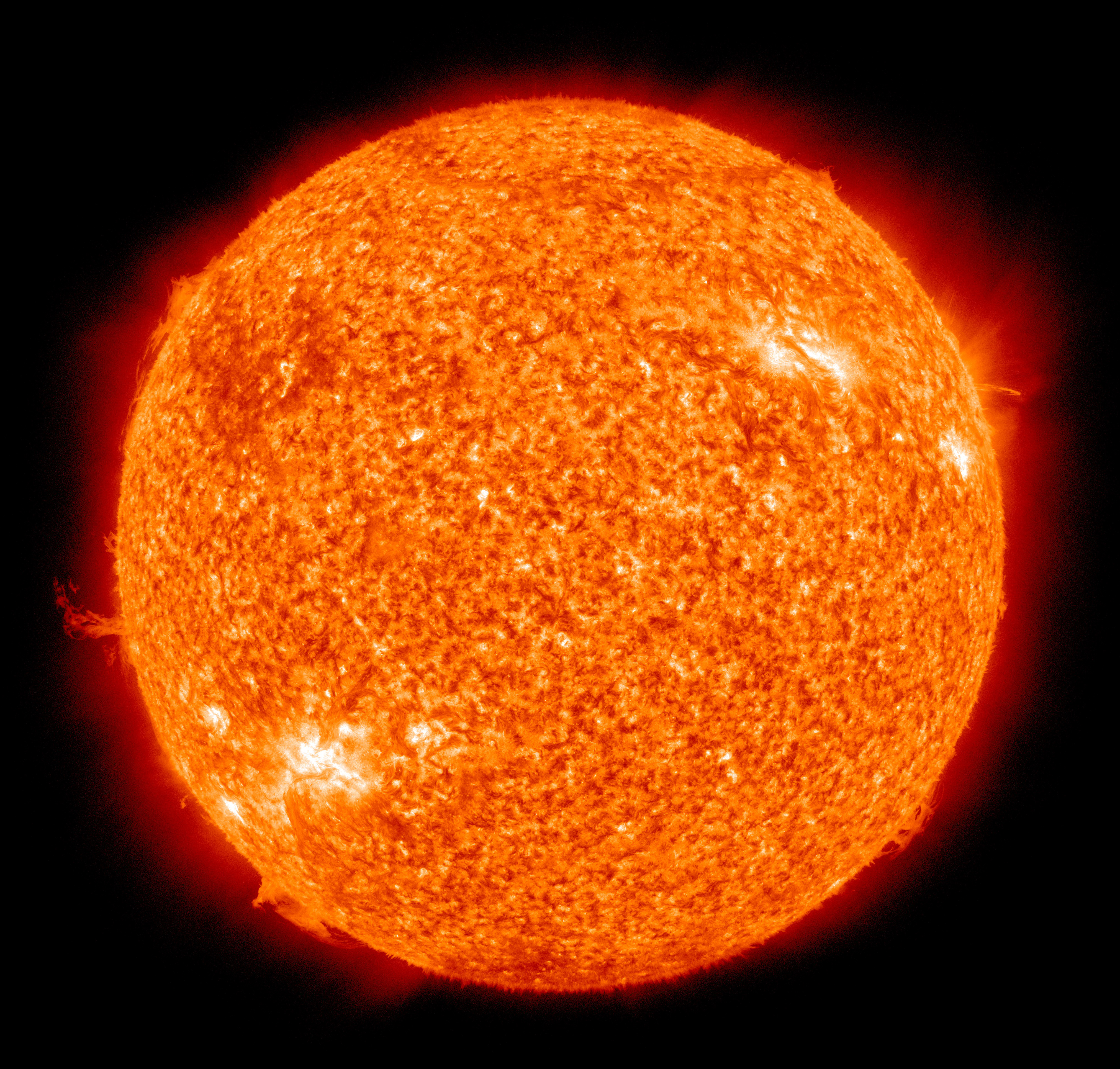
صورة وهمية للون الشمس، وهو من نوع نجم G المتسلسل الجوهري، والأقرب للأرض

يبدأ تكون النجم كسحابة متساقطة من مواد سديمية تحتوي في المقام الأول على الهيدروجين، بالإضافة إلى الهيليوم ومقدار ضئيل من عناصر أخرى ثقيلة. حالما يتكثف اللبّ النجمي فإن عنصر الهيدروجين يتحول بثبات إلى هيليوم من خلال عملية الاندماج النووي، ومطلقا طاقة في هذه العملية. وما تبقى من باطن النجم يحمل الطاقة بعيداً عن اللب من خلال خليط من العمليات الإشعاعية والحملية. وضغط النجم الداخلي يمنعه من السقوط أكثر تحت جاذبيته. وحالما يتم استنفاد طاقة الهيدروجين في اللب، ويتكون النجم بكتلة لا تقل عن 0.4 مرة من كتلة الشمس. ويتمدد ليصبح عملاق أحمر، وفي بعض الحالات يتم صهر عناصر أثقل في اللب أو في الطبقة الحامية حول اللب ويتطور عندها النجم إلى شكل متحلل، معيداً تدوير جزء من جوهرهِ إلى بيئتهِ النجمية، حيث أنه سيُكون جيلا جديدا من النجوم ذات نسبة أكبر من العناصر الثقيلة. في هذه الاثناء فإن اللب يصبح بقايا نجم: قزم أبيض أو نجم نيتروني أو (إذا كان ضخم بما فيه الكفاية) ثقب أسود.
تتكون الأنظمة الثنائية ومتعددة النجوم من اثنين أو أكثر من النجوم ارتباطاً جاذبياً، والتي تتحرك حول بعضها البعض في مدارات مستقرة. وعندما لا يكون لدى اثنين من هذه النجوم مدار قريب نسبياً، فإن تفاعل الجاذبية لهُ تأثير كبير على تطورها في نشوء بنية ذات جاذبية أضخم مثل العناقيد النجمية والمجرات.

## تاريخ مراقبة النجوم

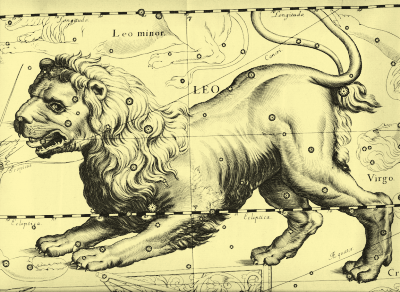
شهد الناس أنماطاً في النجوم منذ العصور القديمة. وقام يوهانس هوليوس برسم صورة برج الأسد هذه في عام 1690.

كانت النجوم مهمة للحضارات من الناحية التاريخية في جميع أنحاء العالم. حيث كانت النجوم جزءاً من الممارسات الدينية وكانت تستعمل في الملاحة الفلكية ولمعرفة الاتجاهات. وكان العديد من علماء الفلك القدماء يعتقدون أن النجوم ثابتة بشكل دائم على مجال سماوي، وأنها غير متغيرة. وبالإجماع، جمع علماء الفلك النجوم في كوكبات واستعملوها لتتبع حركة الكواكب واستنتاج موقع الشمس. وكان يتم استعمال حركة الشمس على خلفية من النجوم (والأفق) لصنع تقويم يستخدمهُ المزارعين والفلاحين في معرفة مواسم الزراعة. يعد التقويم الميلادي (الذي يستعمل تقريباً في كل مكان على الأرض) تقويماً شمسياً يستند على درجة محور دوران الأرض بالنسبة إلى نجمها المحلي، الشمس.

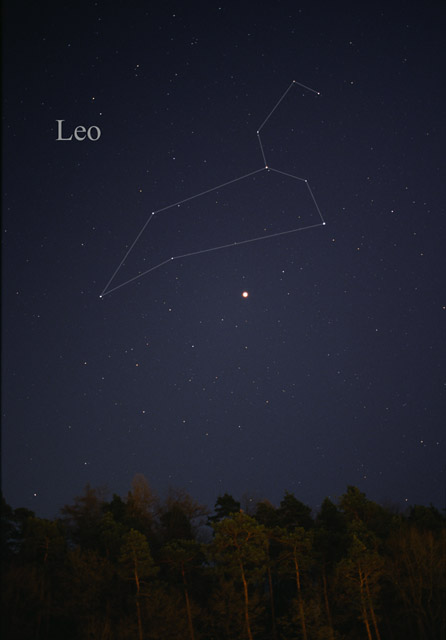
يمكن رؤية برج الأسد بالعين المجردة كما هو ظاهر في الصورة، وقد تم إضافة الخطوط هنا للتوضيح

ظهر أقدم رسم بياني للنجوم في علم الفلك المصري القديم في 1534 قبل الميلاد. تم جمع أقدم فهرس معروف عن النجوم من قبل علماء الفلك البابليين القدماء من بلاد ما بين النهرين في نهاية القرن الثاني قبل الميلاد، خلال فترة الكيشيين (حوالي 1531-1155 قبل الميلاد).
تم إنشاء أول فهرس نجوم في علم الفلك الإغريقي من قبل اريستيلوس في 300 قبل الميلاد تقريباً، بمساعدة تيموكارس. احتوى فهرس نجوم أبرخش (القرن الثاني قبل الميلاد) على 1020 نجمة، كما تم استعماله لتجميع فهرس نجوم بطليموس. يُعرف أبرخش باكتشافه لأول نجم متفجّر. اشتُقت أسماء العديد من الكوكبات والنجوم المستخدمة اليوم من علم الفلك الإغريقي.
على الرغم من ثبات ظهورها في السماء، كان فلكيّو الصين على وعي وإدراك أن نجوم جديدة يمكن أن تظهر. في العام 185 بعد الميلاد كانوا أول من لاحظ وكتب عن نجم متفجّر -سوبر نوفا- والذي يعرف الآن مستعر أعظم 185. وكان ألمع النجوم التي سجلت في التاريخ هو SN 1006 والذي تم اكتشافه في عام 1006 وكتب عنه الفلكي المسلم علي بن رضوان والعديد من الفلكيين الصينين. النجم المستعر الأعظم SN 1054 والذي نشأ لسديم السرطان لوحظ من قبل علماء الفلك الصينيون والمسلمون.
أعطى علماء الفلك المسلمون في العصور الوسطى الأسماء العربية إلى العديد من النجوم التي لا تزال تستخدم اليوم، واخترعوا العديد من الأدوات الفلكية التي يمكن بواسطتها تحديد مواقع النجوم. كما بنوا أول وأكبر معاهد المراصد البحثية، وذلك أساسا لغرض إنتاج قوائم دالة على نجوم الزيج. ومن بينها كتاب صور الكواكب الثمانية والأربعين (964) من قبل عالم الفلك عبد الرحمن الصوفي، الذي لاحظ ووصف عدد من النجوم وتجمعات النجوم (بما في ذلك فيلوروم أو ميكرون وتجمعات بروكي) والمجرات (بما في ذلك مجرة أندروميدا). ووفقا للزاهور، فإنه في القرن الحادي عشر وصف الباحث الموسوعي الفارسي المسلم أبو الريحان البيروني مجرة درب التبانة كوافر من الشظايا التي لها خصائص نجوم غامضة، وأيضا أعطى خطوط العرض من مختلف النجوم خلال الكسوف القمري في 1019.
بحسب جوزيف بويج، فإن الفلكي الأندلسي ابن باجة اقترح أن درب التبانة مكونة من نجوم كثيرة توشك أن تلامس بعض وظهرت على أن تكون صورة متواصلة وذلك بسبب تأثير انحراف الضوء من المواد القمرية الفرعية، واستشهد بملاحظته اقتران كوكب المشتري وكوكب المريخ في عام 500 هجرياً (1106/1107 م) كدليل لهذا. الفلكيون الأوربيون الأوائل مثل تايكو براه ميز نجوم جديدة في سماء الليل (لاحقا سميت نوفو) مرجحاً أن السماء ليست ثابتة. في 1584 أشار جوردانو برونو إلى أن النجوم مثل الشمس، وقد تكون لها كواكب أخرى، ومن المحتمل حتى كواكب مثل الأرض، تدور حولها، وهذا الفكرة قد طرحت سابقاً من الفلاسفة اليونانيين القدامى، ديمقريطوس وإبيقور ومن علماء الفلك المسلمين في العصر الذهبي للإسلام مثل فخر الدين الرازي.[بحاجة لمصدر]. بحلول القرن التالي، وصلت الفكرة بأن النجوم مثل الشمس إلى إجماع بين الفلكيين. ولشرح لماذا لا تقوم النجوم بأي سحب جاذبي على النظام الشمسي، اقترح إسحاق نيوتن أن النجوم موزعة بالتساوي في جميع الاتجاهات، وهي الفكرة التي دُعمت من قِبل عالم اللاهوت ريتشارد بينتلي.
سجّل عالم الفلك الإيطالي جيمينانو مونتاناري ملاحظاته عن اختلاف لمعان النجم رأس الغول عام 1667. بينما نشر ادموند هالي القياسات الأولى للحركة الصحيحة لكل زوج متقارب من النجوم الثابتة، موضحاً أن مواقعها تغيرت منذ وقت الفلكيين اليونانيين بطليموس وهيبارخوس.
كان ويليام هيرشل أول عالم فلك يحاول أن يحدد توزيع النجوم في السماء. في عام 1870 م، قام بتنفيذ سلسلة من القياسات في 600 اتجاه، وأحصى النجوم على طول خط الأفق. وبناءا على ذلك، استطاع أن يستنتج أن عدد النجوم كان يرتفع تدريجياً نحو جانب واحد من السماء، في اتجاه درب التبانة. أعاد ابنه جون هيرشل هذه الدراسة في نصف الأرض الجنوبي ووجد ارتفاع مُماثل في نفس الاتجاه. بالإضافة إلى إنجازاته الأخرى، يُعرف ويليام هيرشل باكتشافه الذي ينص على أن بعض النجوم لا تقع فقط على نفس خط الأفق، بل هي أيضاً مترافِقة فيزيائياً وتشكّل أنظمة نجوم ثنائية.
يعد جوزيف فون فراونهوفر وأنجيلو سيكي رواد علم المطياف النجمي، وذلك من خلال مقارنة أطياف النجوم مثل الشعرى اليمانية بالشمس، حيث وجدا اختلاف في قوة وعدد خطوط الامتصاص (الخطوط الداكنة في المطيافية النجمية الناتجة عن امتصاص ترددات معينة من الجو). بدأ سيكي في عام 1865 بتصنيف أطياف النجوم. بالرغم من ذلك، تم تطوير النسخة الحديثة من التصنيف النجمي من قبل آني جمب كانن خلال فترة التسعينات.

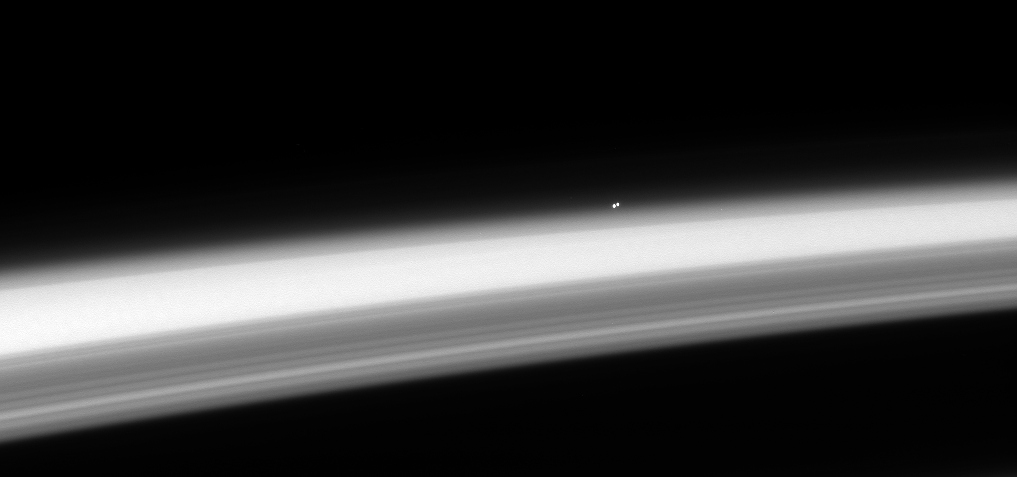
يظهر نجما رجل القنطور (أ) و القنطور (ب) على أطراف كوكب زحل.

القياس الأول المباشر للمسافة لنجم 61 سيغني (وهو نجوم ثنائية في كوكبة الدجاجة) في 11.4 سنة ضوئية كان قد عمل في 1838 بواسطة فريدريك بيسيل باستخدام تقنية البارالاكس. قياسات البارالاكس تشرح الفاصل الكبير للنجوم في السماوات. ازدادت أهمية رصد النجوم المضاعفة المكتسبة خلال القرن التاسع عشر. ففي 1834، رصد فريدريك بيسيل تغيرات في الحركة الحقيقية للشعرى اليمانية، واستدل بذلك على وجود مرافق خفية. بينما اكتشف ادوارد بيكيرنج أول نجم ثنائي في 1899 عندما رصد الانشقاق الدوري للخطوط الطيفية للنجم مئزر في دورة اليوم 104. جمع الفلكيون - على رأسهم ويليام ستروفه وويسلي بيرنهام - تفاصيل الرصد لعدد من أنظمة النجوم الثنائية مما سمح بتحديد كتلة النجوم وذلك بحساب العناصر المدارية. الحل الأول لمشكلة اشتقاق مدار لنجوم ثنائية من رصد لتليسكوب كانت قد عملت بواسطة فليكس سافاري في 1827. شهد القرن العشرون تقدما سريعا نحو مزيد من الدراسة العلمية للنجوم K كما أصبح التصوير أداة فلكية مهمة في هذه الدراسة. اكتشف كارل شوارتزشيلد بأن لون النجم وبالتالي درجه حرارته يمكن تحديدها بمقارنة المقدار الظاهري بالمقدار التصويري. سمح التطور في صناعة الفوتوميتر الكهروضوئي -جهاز لقياس شدة الضوء- بالقيام بقياسات دقيقة للمقدارعلى فترات متعددة للأطوال الموجية. أجرى ألبرت ميكلسون عام 1921م أول قياس لقطر نجمي بواسطة الانترفيروميتر -جهاز مقياس التداخل الفلكي- من تلسكوب هوكر -مرصد جبل ويلسون.

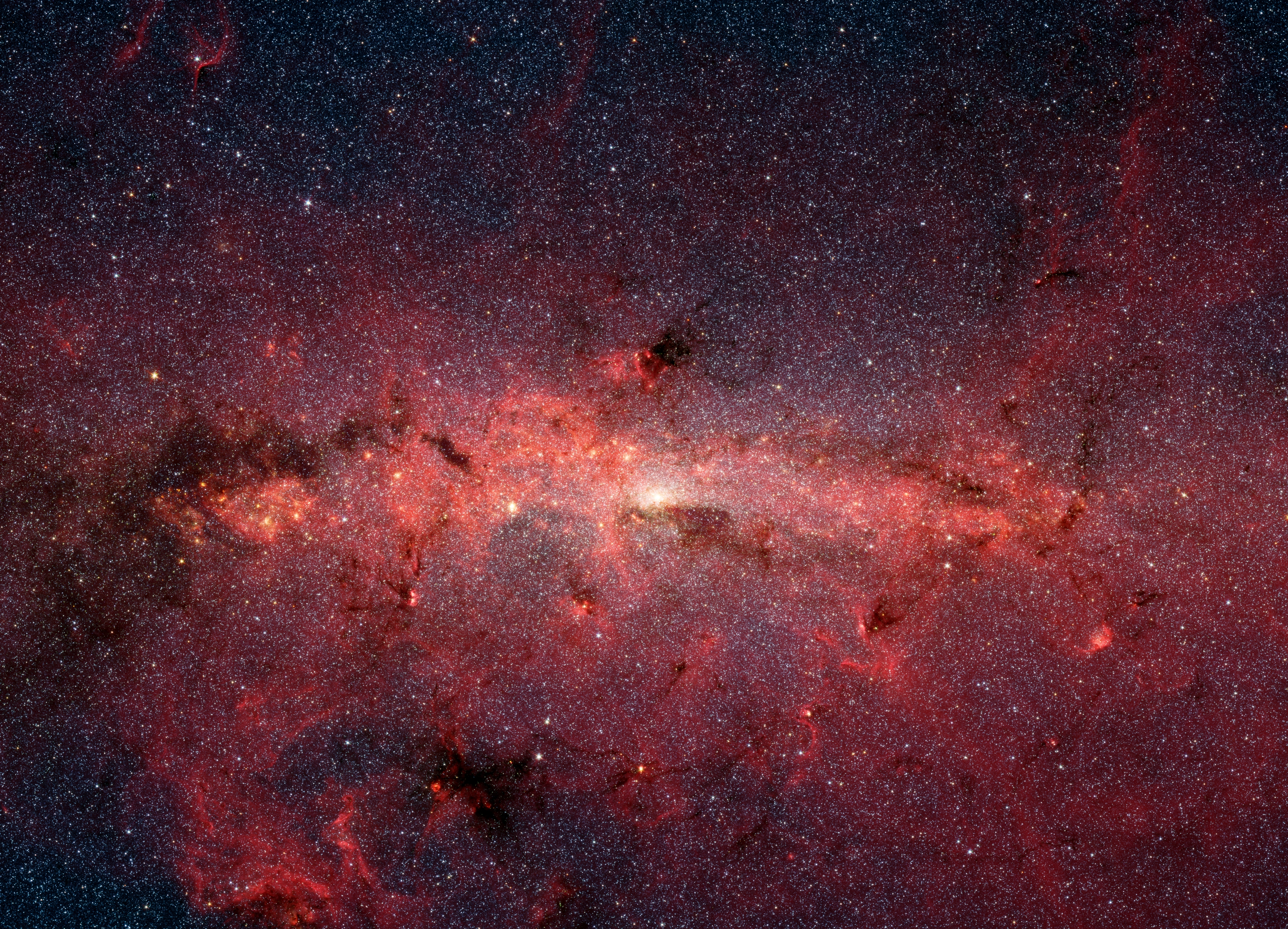
تظهر صورة الأشعة تحت الحمراء من تلسكوب سبيتزر الفضائي التابع لناسا مئات الآلاف من النجوم في مجرة درب التبانة

ظهرت أعمال مهمة عن البنية المادية للنجوم خلال العقود الأولى من القرن العشرين. في عام 1913، تم تطوير تصنيف هرتزشبرونج-راسل، مما دفع بدراسة النجوم الفيزيائية الفلكية إلى الأمام. تم تطوير نماذج ناجحة لشرح التصميم الداخلي للنجوم وتطور النجوم. كانت سيسيليا بيني-جابونسشكن أول من اقترح أن النجوم مكونة في الاساس من الهيدروجين والهيليوم في أطروحتها لنيل الدكتوراة عام 1925. تم فهم أطياف النجوم أكثر أيضاً بعد التطور في مجال ميكانيكا الكم. سمح هذا بتحديد التكوين الكيميائي للجو النجمي.
باستثناء النجوم المتفجرة، لوحظ في المقام الأول النجوم الفردية في مجموعتنا المحلية للمجرات، وخصوصا في الجزء المرئي من مجرة درب اللبانة (كما يتضح من الفهارس التفصيلية متاحة للنجمة مجرتنا). ولكن لوحظت بعض النجوم في المجرة M 100 من عنقود مجرات العذراء العظيم، والتي تبعد حوالي 100 مليون سنة ضوئية عن الأرض. وفي عنقود مجرات العذراء العظيم من الممكن أن نرى عناقيد النجوم، ويمكن للتلسكوبات الحالية مبدئياً مراقبة النجوم الفردية الخافتة في المجموعة المحلية للنجوم – حيث النجوم الأكثر بعدا قد تصل إلى مائة مليون سنة ضوئية عن الأرض (انظر: متغير قيفاوي). ومع ذلك، خارج عنقود مجرات العذراء العظيم، فإن كلا النجوم الفردية ومجموعات النجوم لم تُلاحظ. والاستثناء الوحيد هو صورة باهتة من مجموعة نجوم كبيرة تحوي مئات الآلاف من النجوم التي تقع على بعد مليار سنة ضوئية - أي عشرة أضعاف المسافة بيننا وبين أبعد تجمع نجمي قد شوهد من قبل.
في فبراير 2018، صرح علماء الفلك للمرة الأولى عن عصر عودة التأين، وهو اكتشاف غير مباشر للضوء من النجوم الأولى التي تشكلت بعد حوالي 180 مليون سنة من الانفجار العظيم.
في أبريل 2018، صرح علماء الفلك عن اكتشاف النسق الأساسي للنجم إيكاروس (MACS J1149 Lensed Star 1)، والذي يبعد 9 مليارات سنة ضوئية من الأرض.
في مايو 2018، صرح علماء الفلك عن اكتشاف الأكسجين الموجود في الكون بواسطة مصفوف مرصد أتاكاما المليمتري الكبير وهو مقراب كبير، وكانت نتائج الفريق بأنه وجد قبل 13.3 مليار عام أو (500 مليون سنة بعد الانفجار الكبير). حيث انهم اكتشفوا أن السطوع واللمعان المرصود أو الملاحظ للمجرة يفسر بداية تكوين النجوم بعد 250 مليون سنة فقط من بدء تشكل الكون، وهو ما يمثل انزياحًا أحمرًا حوالي 15.

## التسميات

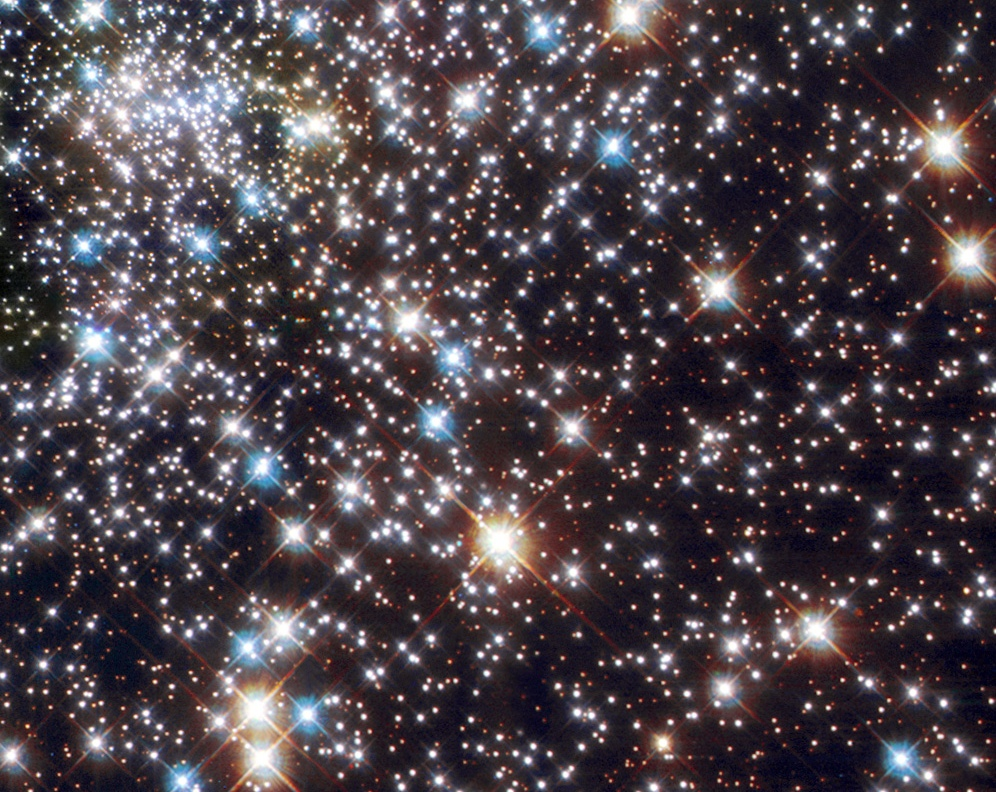
تحتوي هذه الصورة على نجوم زرقاء تعرف بـ"النجوم الزرقاء الشاردة" ويظهر موقعها على رسم هرتزشبرونغ-راسل.

بدأ مفهوم الكوكبة منذ القدم خلال الفترة البابلية حيث أدت مراقبتهم للسماء إلى تخيلهم لتشكل النجوم في أشكال يرونها في خيالهم أشكال حيوانات كالأسد والحوت والحمل وغيرها. ومن تلك الأشكال التي سميت كوكبات اختاروا منها 12 كوكبة موزعة على الأفق بحيث تشمل الأفق كله. ورأوا أن الشمس تسير خلال سنة عبر تلك ال 12 كوكبة؛ بهذا بدأ تقسيم السنة إلى 12 شهرا. ومن العجيب أن قدماء المصريين توصلوا على ذلك فقد قسموا السنة إلى 12 شهر، وقسموا كل أربعة أشهر إلى فصل سنوي؛ فكانت السنة لدى المصريين القدماء ثلاثة فصول. هذا بعكس النظام البابلي الذي يقسم السنة إلى أربعة فصول. بالإضافة إلى تعرف القدماء على أشهر السنة واقترانها بأحداث طبيعية معينة مثل حدوث فيضان النيل في كل سنة، وحلول وقت بذر البذور ومعرفة وقت الحصاد فقد قاموا بربطها أيضا بجوانب من حياتهم الشخصية، ومن هنا نشأ علم التنجيم. وتم إعطاء العديد من النجوم البارزة أسماء وخصوصا أسماء عربية أو لاتينية بعدما اندثرت الأسماء المصرية والبابلية القديمة. وعندما نتمعن في أسماء النجوم البارزة كما نعرفها بالوضع الحالي نجدها في الأصل أسماء عربية أو لاتينية.
وكذلك بعض الأبراج والشمس نفسها، والنجوم الفردية كانت بحد ذاتها أساطير.
بالنسبة إلى الثقافة الإغريقية القديمة، بعض «النجوم»، والمعروفة باسم الكواكب (اليونانية πλανήτης (بلانتيس)، وتعني «الهيام»)، تمثل مجموعة من الإلهات المهمة المختلفة، والتي اخذت منها أيضا أسماء الكواكب عطارد والزهرة والمريخ والمشتري وزحل وأورانوس ونبتون كانوا أيضاً من الآلهة اليونانية والرومانية، ولكن لم يكن أي من هذه الكواكب معروفا في العصور القديمة وذلك لان لمعانها منخفض. حيث قام علماء الفلك في وقت لاحق بتسمية هذه الكواكب.
في عام 1600 كانت الأبراج تسمى على حسب موقعها في السماء. أنشأ عالم الفلك الألماني يوهان بيير سلسلة من خرائط النجوم ووضعها بالحروف الإغريقية كدلالة للنجم في كل مجموعة. بعد ذلك كان نظام الترقيم استنادا إلى الصعود الأيمن للنجم حيث تم اختراعه وضمّه إلى كاتالوج النجوم لجون فلامستيد في كتابه «وصف مواقع النجوم - الطبعة 1712»، والذي به تم تسمية نظام الترقيم بتعيين فلامستيد أو ترقيم فلامستيد.
يعتبر الاتحاد الفلكي الدولي (IAU) هو الجهة الوحيدة المعترف بها دولياً لتسمية الأجرام السماوية، هناك عدد من الشركات الخاصة تبيع أسماء النجوم، وهي ما تعتبرها المكتبة البريطانية مؤسسات تجارية غير نظامية. بينما الاتحاد الفلكي الدولي قد أبعد نفسه عن هذه الممارسة التجارية، كما أن هذه الأسماء غير معترف بها من قبل الاتحاد الفلكي الدولي ولا يتم استخدامها. أحد هذه الشركات الخاصة لتسمية النجوم هي السجل النجمي الدولي، والتي في الثمانينيات، كانت متهمة بممارسات مضللة لتوحي على أنها جهة مصرح بها وعلى أن اسمها المعين كان رسمياً. نشاطات شركة السجل النجمي الدولي -الموقفة حالياً- كانت مصنفة بشكل غير رسمي على أنها شركة نصابة، كما أن إدارة شؤون المستهلك بنيويورك صدرت مخالفة ضد السجل النجمي الدولي في المشاركة في ممارسة تجارية مضللة.

## وحدات القياس
بالرغم من انه يمكن التعبير عن المعايير النجمية (قياسات النجوم) بنظام الوحدات الدولي والذي يرمزله بالرمز (SI) أو نظام وحدات سنتيمتر جرام للثانية إلا انه غالبا ما يكون أكثر ملائمة هو استخدام الوحدات الشمسية لقياس الكتلة واللمعان (السطوع) ونصف القطر النجمي، وذلك بالمقارنة بخصائص الشمس التالية:
| الكتلة الشمسية   | M⊙ = 1.9891 × 1030 kg   |
| السطوع الشمسي    | L⊙ = 3.827 × 1026 watts |
| نصف القطر الشمسي | R⊙ = 6.960 × 108 m      |

لم يتم تعريف الكتلة الشمسية ⊙M بشكل صريح بواسطة الاتحاد الفلكي الدولي بسبب عدم التيقن النسبي الكبير (10−4) من ثابت الجاذبية النيوتوني والذي يرمز له بالرمز (G). ومع ذلك، منذ أن تم إنتاج ثابت الجاذبية النيوتونية والكتلة الشمسية معا (⊙GM) والتي مصممة على دقة أكبر بكثير حيث حدد الاتحاد الفلكي الدولي معلمة الكتلة الشمسية الإسمية لتكون:
| معلمة الكتلة الشمسية الاسمية: | GM⊙ = 1.3271244 × 1020 m3 s−2 |

ومع ذلك، يمكن للمرء أن يجمع بين معلمة الكتلة الشمسية الإسمية وتقدير لجنة بيانات العلوم والتقنية الأحدث (2014) لثقل الجاذبية النيوتوني (G) لاشتقاق الكتلة الشمسية بحوالي 1.9885 × 1030 كجم.
على الرغم من أن القيم الدقيقة للمعان النصوع، ونصف القطر، ومعلمة الكتلة، والكتلة قد تختلف قليلاً في المستقبل بسبب عدم التيقن الرصدي، فإن الثوابت الإسمية لوحدة الاتحاد الفلكي الدولي لعام 2015 ستظل نفس قيم نظام الوحدات الدولي لأنها تظل مقاييس مفيدة للاقتباس من المعلمات النجمية.
غالبًا ما يتم التعبير عن الأطوال الكبيرة، مثل نصف قطر النجم العملاق أو المحور شبه الرئيسي لنظام النجوم الثنائية، من حيث الوحدة الفلكية — مساوية تقريبًا للمسافة المتوسطة بين الأرض والشمس (150 مليون كم أو حوالي 93 مليون ميل).
في عام 2012، حدد الاتحاد الفلكي الدولي الثابت الفلكي ليكون الطول الدقيق بالأمتار: 149,597,870,700 م.
فنقول مثلا هذا النجم يعادل 2.4 كتلة شمسية أو هذا النجم يبلغ ضياؤه أشد 1000 مرة من ضياء الشمس.
أما بالنسبة للأطوال الأكبر مثل قياسات نصف المحور الرئيسي لأنظمة النجوم الثنائية أو بعد كوكب ما عن نجمه الذي يدور حوله فغالبا يتم استخدام الوحدة الفلكية (AU) للتعبير عن تلك المسافات - والوحدة الفلكية تعادل متوسط المسافة بين الأرض والشمس (150 مليون كيلومتر أو 93 مليون ميل).

## تشكّل النجوم وتطورها

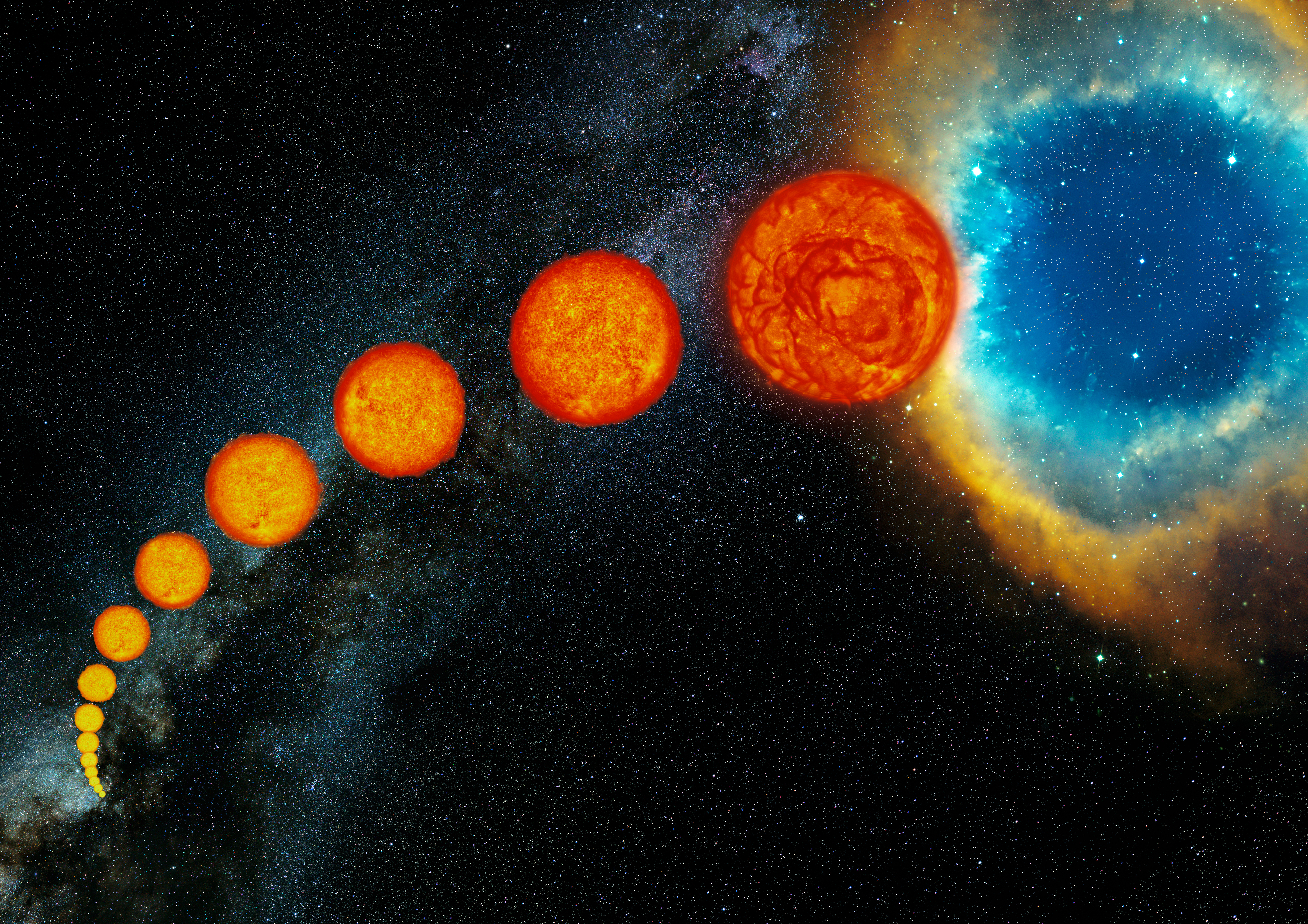
دورة عمر نجم كالشمس،:نشأة من سحابة هيدروجينية وبها هيليوم (يسار)، تتكور وتحدث في النجم تفاعلات اندماجية مضيئة، ويتمدد النجم حتى يصبح عملاقا أحمر ا الذي ينفجر كمستعر أعظم يتبعثر الغلاف في الفضاء ويبقى قلب النجم في هيئة قزم أبيض (في وسط السحابة الزرقاء).

النجوم تولد في مناطق ممتدة ذات كثافة عالية في وسط بين نجمي، حيث يتكون الوسط بين النجمي بصفة أساسية من الهيدروجين والهيليوم وقليل من العناصر المعدنية؛ وكثافة تلك السحب على الرغم من كثافتها تكون كثافتها لا تزال أقل من كثافة قارورة فارغة من الغاز في مختبر (غرفة فارغة). هذه السحب تسمى السحابات الجزيئية وتحتوي غالبا على الهيدروجين مع 23-28% هيليوم ونسبة قليلة من عناصر ثقيلة أخرى. مثال واحد لهذه المناطق المولدة للنجوم هي سديم أوريون.

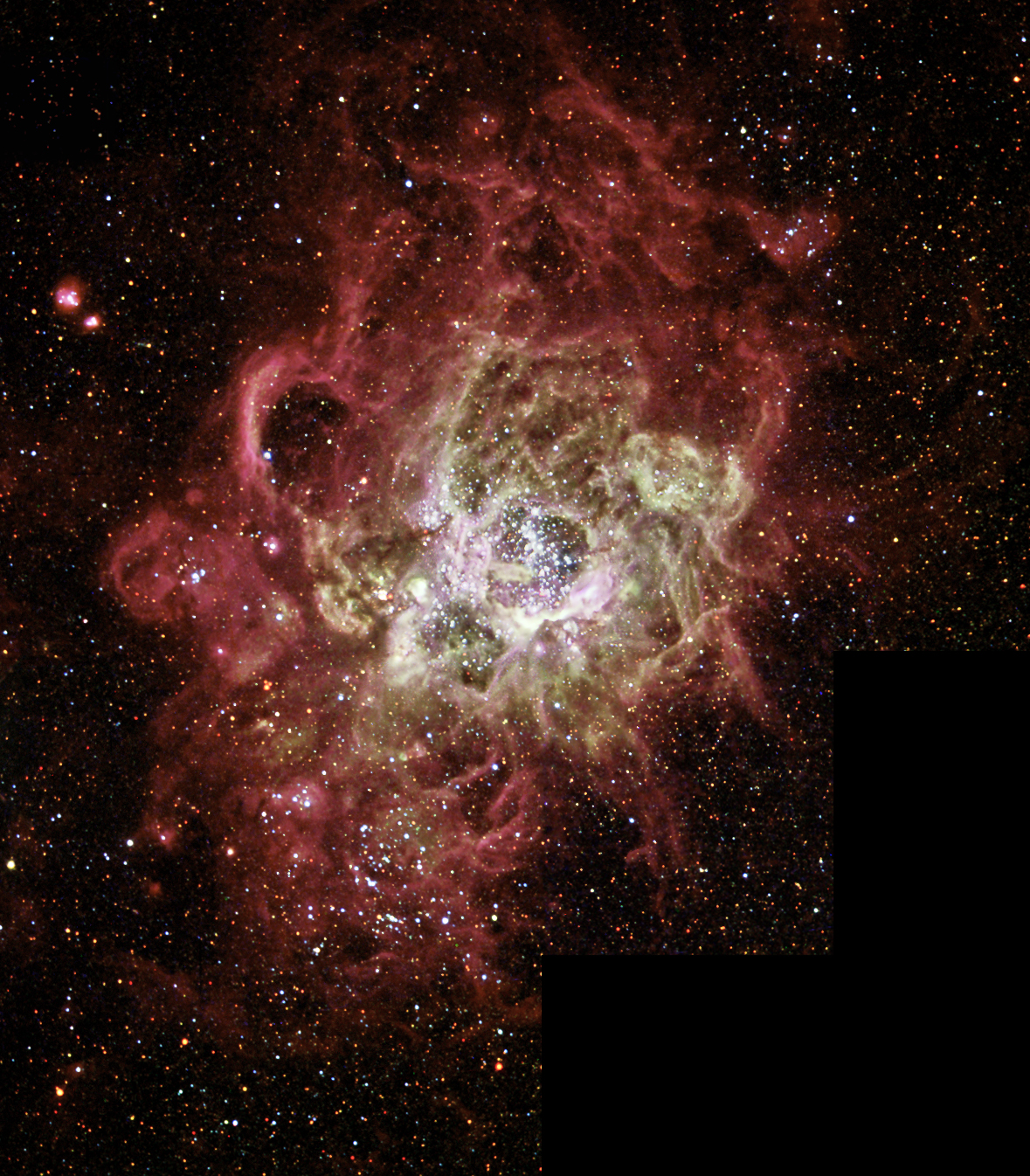
سحابة جزيئية نشطة NGC 604 تتكون فيها نجوم جديدة، تبلغ مقاييسها 1,300 سنة ضوئية وتوجد في سديم مسييه 33.

عندما تتولد هذه النجوم الهائلة في السحب الجزيئية فهي تتكور تحت تأثير قوة الجاذبية (قوة الثقالة)وتزداد كثافتها وترتفع حرارتها. وهي تظل تنكمش بقوة الجاذبية وتشتد كثافتها وتزداد درجة حرارتها ويزداد الضغط في قلبها إلى أن يبدأ اندماج الهيدروجين فيها (عند درجة حرارة نحو 10 مليون كلفن)، وتنتج عن اندماج الهيدروجين طاقة هائلة فيشع النجم ويضيء، ويكون هذا هو مولد نجم جديد. ويحدث توازن بين ضغط الإشعاع من الداخل غلى الخارج وقوة الثقالة من الخارج للداخل ويحتفظ النجم بذلك بحجمه.
تنشأ النجوم في مناطق غنية بالهيدروجين. وعند بداية الكون تشير معلومات العلماء إلى أن الغاز الذي نتج عن الانفجار العظيم كان مكونا أساسا من نحو 77% من الهيدروجين ونحو 23% من الهيليوم. مكان تكون النجوم الأولى الابتدائي من الهيدروجين والهيليوم. وبتفاعلات الاندماج النووي للهيدروجين ثم اندماج الهيليوم في تلك النجوم الأولى بدأت عناصر أثقل منهما تتكون مثل الكربون والأكسجين والنيون والعناصر التي تعتبر خفيفة حتى الحديد. عند الحديد يتوقف النجم عن إنتاج عناصر أثقل من الحديد حيث أن تفاعلاته لا تؤتي بطاقة كبيرة مثل طاقة اندماج الهيليوم مثلا. عنما كبرت النجوم الأولى في عمرها ولم يستطع الحديد مدها بالطاقة الكافية فكانت قوة الثقالة تتغلب على ضغدط الإشعاع وينهار النجم على نفسه في انفجار كبير نعرفه كمستعر أعظم. ينتج المستعر الأعظم درجات حرارة عالية جدا وتجري خلاله تفاعلات نووية تنتج العناصر الأثقل من الحديد، مثل الرصاص واليورانيوم. وتنتشر معظم المادة الخارجية للنجم في الفضاء كما نراه في صور المستعرات العظمى ويتخلف قلب النجم ويكون شديد الكثافة.

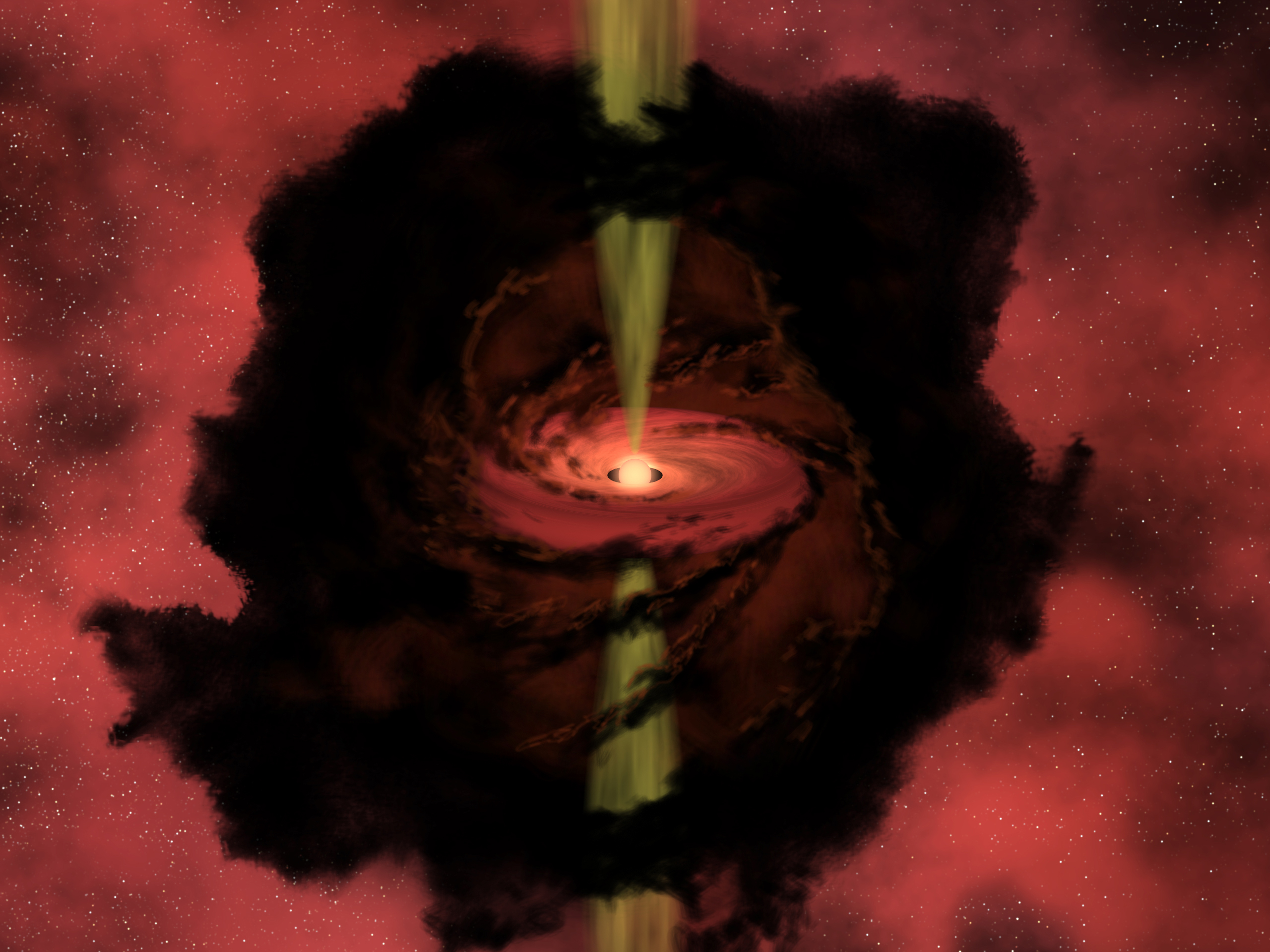
تصور فنان لولادة نجم داخل سحابة جزيئية كثيفة. صورة من وكالة ناسا.

إذن تنتج النجوم الأولى العناصر المعدنية الخفيفة حتى الحديد، ولهذا نستطيع معرفة عمر النجم من رصد طيفه واستنتاج ما به من «معدنية». تختلط منتجات انفجار المستعرات العظمى بسحب الهيدروجين الكوني، وتنتج مها جيل نجوم أجديدة - ليست تحتوي على الهيدروجين والهيليوم فقط وإنما على نجو 1% من المعادن. تلك هي الأجيال التالية من النجوم. وعندما تصبح نجوما مضيئة فإنها تضيء تلك السحب حولها بقوة. وايضا تؤين الهيدروجين حولها وتسمى تلك المناطق منطقة هيدروجين 2.
نعرف أن الشمس قد نشأت من الجيل الثاني المحتوي على «معدنية أو معادن» ويدل على ذلك وجود الكواكب التي تحتوي على عناصر من العناصر التي نعرفها على الأرض. ونشأت الشمس والمجموعة الشمسية قبل نحو 4.5 مليار سنة. أما عمر الكون فيقدر بنحو 13.7 مليار سنة.
تقضي النجوم معظم حياتها كنجوم تمر في مرحلة تسمى النسق الأساسي، تغذيها في المقام الأول الاندماج النووي للهيدروجين في قلب النجم. طبقا للنسق الأساسي الذي يجري إحصاء للنجوم وتوزيعها في رسم بياني على أساس كتلتها ودرجة ضيائها ولونها وتصنيفات أخرى مثل تصنيفها الطيفي، تتبع النجوم خلال حياتها نسق النسق الأساسي. تتقدم النجوم في العمر بازدياد تحول الهيدروجين إلى هيليوم وتحول الهيليوم إلى الكربون والأكسجين وهكذا إلى أن يستهلك وقودها من الهيدروجين. المصير النهائي لأكثر النجوم الضخمة مختلف عن نظيرتها من النجوم الأقل ضخامة وهذا بالمقارنة بتطور عمر الشمس؛ كذلك تختلف في درجة لمعانها وتأثيرها على ما حولها طوال حياتها. لذلك، غالبا ما يتم تصنيف النجوم بالكتلة، كما يتم تصنيفها حسب تصنيف طيفها.
- النجوم ذات الكتل المنخفضة - كتلتها نحو 0.5 كتلة شمسية - تكون منخفضة الحرارة ويتم فيها اندماج الهيروجين بمعدل منخفض؛ يكون لونها أحمر أو بني وتبلغ من العمر طويلا قد يصل عمرها إلى 13 مليار سنة . تلك النجوم تسمى اقزام حمراء.
- نجوم ذات الكتل المتوسطة (مثل الشمس) وتصل كتلتها بين 1 كتلة شمسية إلى 1.44 كتلة شمسية، يكون طيفها أصفر إلى البرتقالي. يتم فيها اندماج الهيدروجين بمعدل أعلى من اندماجه في النجوم الصغيرة، كما يتم فيها اندماج الهيليوم والكربون والسيليكون حتى الحديد، ويصل عمرها النهائي إلى نحو 10 مليارات سنة. عمر الشمس الحالي 4.5 مليار سنة؛ ومن المتوقع طبقا لنظرية تطور النجوم أن تبدأ في التمدد خلال الأربعة مليار سنة قادمة فتقترب حافتها من الأرض وتفنى الحياة على الأرض ثم تستمر في تمددها وتشع طيفا أحمر، حتى تصبح بعد نحو 4 مليارات سنة عملاقا احمرا. وينتهي عمرها بانفجارها في شكل مستعر أعظم مخلفة قلبها المتماسك من العناصر الثقيلة والحديد وتصبح قزما أبيض - وتنفض طبقاتها الخارجية في الفضاء.[69]
- نجوم تبلغ كتلتها بين 1.44 - 3 كتلة شمسية ينتهي عمرها كعملاق أحمر ثم ينفجر وتصبح نجما نيوترونيا شديد الكثافة.
- النجوم الكبيرة ذات كتلة أكبر بـ 3 مرات من كتلة الشمس يتم فيها اندماج الهيدروجين واندماج الهيليوم حتى الحديد بطريقة اسرع من معدله في الشمس، فهي تعمر عشرات ملايين السنين فقط وينتهي عمرها وتنفجر في شكل مستعر أعظم ويتبقى منها قلبها الذي يصبح ثقبا أسودا، شديد الجاذبية حتى أن الضوء لا يستطيع الإفلات منه.

### تكوّن النجم الأولي

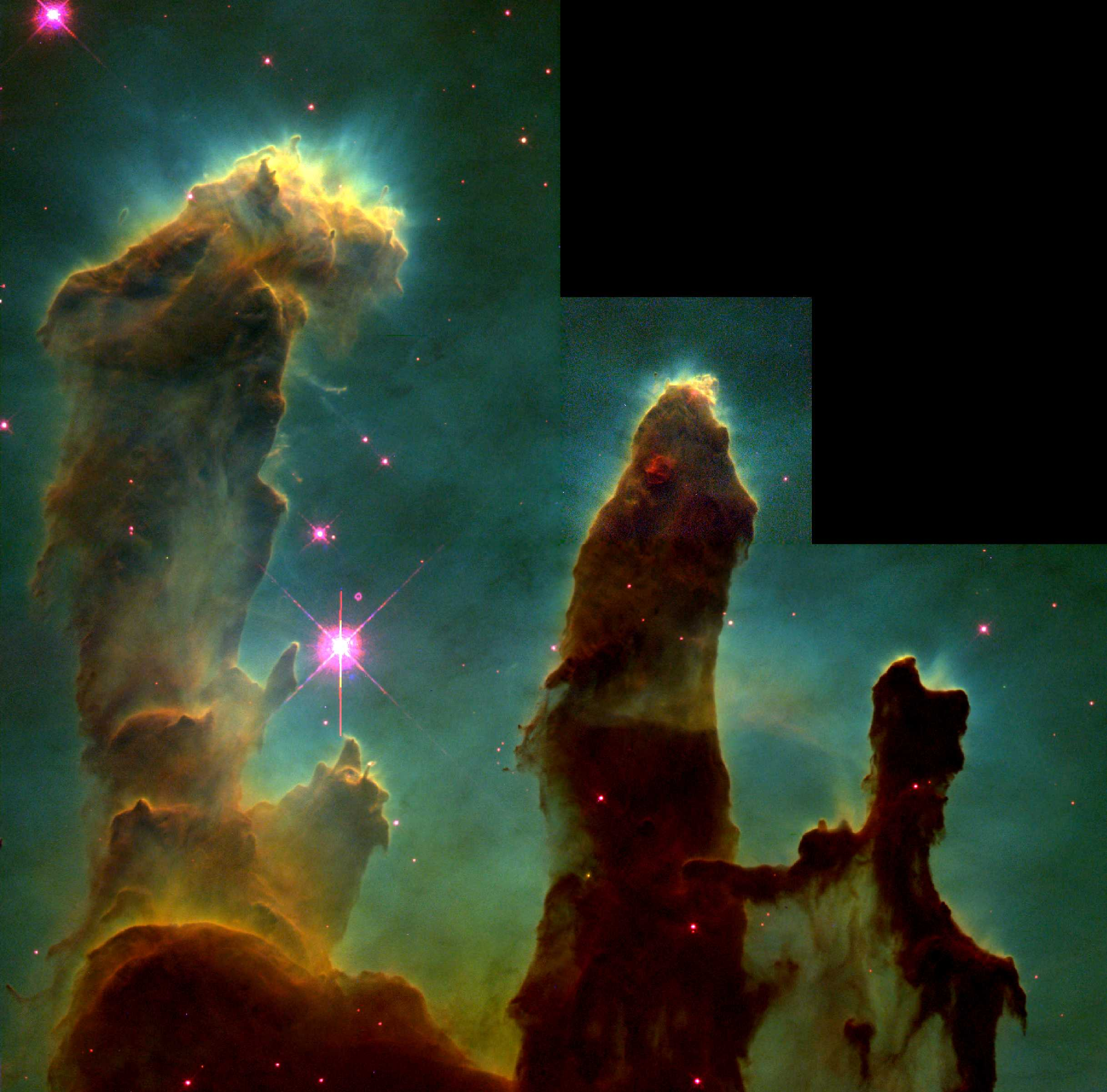
صورة التقطها تلسكوب هابل الفضائي لأعمدة الخلق في سديم النسر، منطقة تنشأ فيها نجوم جديدة، تلك النجوم الجديدة تضيء أطراف الأعمدة الغازية.

تكّون النجوم يبدأ بوجود جاذبية غير مستقرة ضمن سحابة جزيئية، مسببّة من مناطق ذات كثافة عالية مثارة غالباً من موجات الصدم من نجوم متفجرة قريبة (انفجارات نجمية هائلة)، حيث تتصادم سحابات جزيئية مختلفة أو تصادم لمجرات (مثل الذي في مجرة ستاربرست -مجرة نجمية). عندما تصل منطقة إلى كثافة كافية للمواد كي تلبي معايير جينس لعدم الإستقرارية، تبدأ بالانكماش تحت قوتها الجاذبية.
كلما انكمشت السحابة، تنكمش في سحب جزيئات والهيدروجين بما يعرف بكرات بوك. كلما انكمشت الكرة وزادت كثافتها فإن طاقة الوضع الناتجة فيها عن قوة الثقالة تتحول إلى حرارة مما يسبب ارتفاع درجة الحرارة ويرتفع الضغط وتظل تنكمش حتى تصبح حرارتها وضغطها كافيان لابتداء اندماج الهيروجين (عند نحو 10 ملايين درجة كلفن) وتصبح نجما مضيئا وفيه ينشأ ضغط الإشعاع الذي يوازن قوة الثقالة ويمنع زيادة انكماش النجم، ويصل النجم إلى حالة استقرار للتوازن الهيدروستاتيكي، لا يكبر ولا ينكمش لمدة طويلة وهو النجم الاولي. هذه النجوم التي تستعد للتطور تكون في العادة محاطة بقرص كوكبي. من القرص الكوكبي حول النجم تتكون كواكب ومع مرور الوقت يعمل الريح النجمي والإشعاع على إزاحة الجسيمات الخفية إلى خارج المجموعة ويصبح النجم ظاهرا لامعا. تستغرق فترة الانكماش الأولي لتكوين نجم ما يقارب من 10 إلى 15 مليون سنة.
تسمى النجوم ذات الكتلة الأقل من 2 كتلة شمسية بنجم تي تاوري، في حين تسمى النجوم ذات كتلة أكبر «نجمة هيربيغ». تنبعث من هذه النجوم حديثة الولادة غازات على طول محور دورانها مما قد يقلّل زاوية سقوط النجم وينتج بقع صغيرة من الضبابية تعرف بأجسام هييربج هارو. هذه الانبعاثات بالإضافة إلى إشعاعات النجوم القريبة ربما تساعد في إبعاد السحب المحيطة عن مكان تشكّل النجم.
في وقت مبكر من حياة نجوم تي تاوري تتبع مسار هياشي حيث وجد بأنها تنكمش ويقل لمعانها في حين تبقى تقريباً في نفس درجة الحرارة. نجوم تي تاوري الأقل ضخامة تتبع هذا المسار إلى التسلسل الرئيسي، بينما النجوم الأكثر ضخامة تتحول إلى مسار هينيي.
لوحظ أن معظم النجوم أعضاء في أنظمة النجوم الثنائية وخصائص تلك الثنائيات هي نتيجة للظروف التي تشكلت فيها حيث يجب أن تفقد سحابة الغاز زخمها الزاوي من أجل الانهيار وتشكيل نجمة حيث يؤدي تجزئة السحابة إلى نجوم متعددة إلى توزيع بعض الزخم الزاوي.
تنقل الثنائيات البدائية بعض الزخم الزاوي عن طريق تفاعلات الجاذبية أثناء مواجهات مع نجوم أخرى في مجموعات نجمية شابة. تميل هذه التفاعلات إلى الفصل بين الثنائيات (اللينة) المنفصلة على نطاق واسع مع التسبب في أن تصبح الثنائيات الصلبة أكثر ارتباطا.

### التسلسل الرئيسي

سديم الجبار، صورة من تلسكوب هابل الفضائي.

تقضي النجوم حوالي 90% من حياتها في اندماج الهيدروجين لإنتاج الهيليوم في تفاعلات ذات درجة حرارة عالية وضغط عالي بالقرب من لب النجم. ويقال أن هذه النجوم تكون على التسلسل الرئيسي وتسمى النجوم القزمة. ابتداء من الساعة صفر في مرحلة التسلسل الرئيسي، فإن نسبة الهيليوم في قلب النجم في زيادة مطردة، معدل الاندماج النووي في قلب النجم سيزيد ببطء، وكذلك لدرجة حرارة النجم ولمعانه. الشمس على سبيل المثال تشير التقديرات إلى أن زيادة في لمعانها بنحو 40% منذ أن وصلت إلى مرحلة التسلسل الرئيسي منذ 4.6 مليار (4.6 × 109) سنة.
كل نجم يولّد رياحا نجمية من الجسيمات الأولية (معظمها بروتونات ونيوترينوات) التي تتدفق باستمرار إلى الفضاء، بالنسبة إلى معظم النجوم فإن كمية الكتلة المفقودة مع تلك الرياح متواضعة. الشمس تفقد 14−10 من كتلتها الشمسية كل سنة بسبب تحول الكتلة إلى طاقة خلال الاندماج النووي وبسبب الجسيمات المنطلقة منها على الفضاء، أو حوالي 0.01% من مجموع كتلتها في كل عمرها وعلى الرغم من ذلك، فإن عدداً من النجوم الهائلة جداً قد تفقد 10−7 إلى 10−5 من كتلتها الشمسية كل سنة، مما يؤثر على تطورها بشكل ملحوظ. النجوم التي تبدأ بأكثر من 50 كتلة شمسية قد تفقد أكثر من نصف مجموع كتلتها في حين تبقى في تسلسلها الرئيسي.

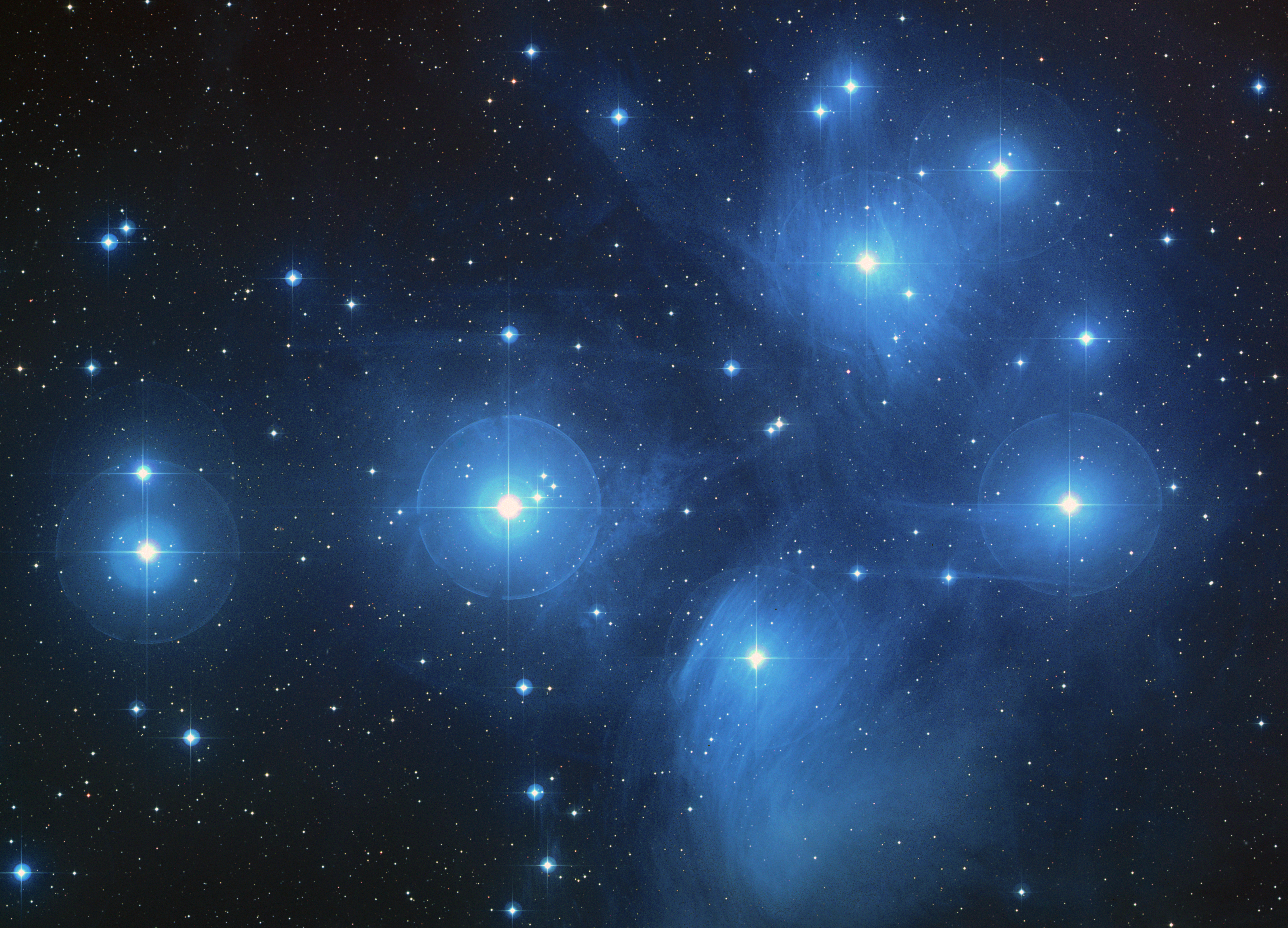
في الصورة مجموعة الثريا وبعض النجوم الاخرى

تعتمد المدة التي يقضيها النجم في التسلسل الرئيسي في المقام الأول على كمية من الوقود التي تندمج ومعدل اندماج الهيدروجين، أي كتلتها الأولية ولمعانها. بالنسبة للشمس، تقدر حياتها في أن تكون حوالي 10 مليار (1010) سنة. النجوم الضخمة تستهلك وقودها بسرعة جدا وقصيرة الأجل، إذ تكون درجة حرارتها عالية جدا، تبلغ مليارات الدرجات المئوية. النجوم ذات الكتلة المنخفضة تستهلك وقودها ببطء شديد وتسير فيها التفاعلات عند درجات حرارة أقل (نحو 12 مليون درجة مئوية). النجوم الأقل ضخامة من 0.25 كتلة شمسية تسمى: الأقزام الحمراء تكون قادرة على ادماج الهيدروجين إلى ما يقارب كتلتها كوقود في حين أن النجوم ذات كتلة تعادل 1 كتلة شمسية لا يمكن أن تستهلك إلا حوالي 10% من كتلتها كوقود. يسير اندماج الهيدروجين في النجوم ذات كتلة تعادل حوالي 0.25 من كتلة الشمس بطيئا ويمكن أن يستمر لحوالي تريليون (1012) سنة وفقا لحسابات التطور النجمي؛ في حين أن النجوم الأقل كتلة (0.08 كتلة شمسية) سوف تستمر لمدة حوالي 12 تريليون سنة. وفي نهاية حياتها، الأقزام الحمراء تصبح ببساطة اخفت لمعانا وابهت. ومع ذلك، بما ان عمر بعض هذه النجوم ذات كتلة اقل من 0.85 كتلة شمسية قد يصل إلى 12 مليار سنة (مقارنة بالعمر الحالي للكون (13.8 مليار سنة)، فتكون قد استهلكت طاقتها وانطفأت . يتوقع أن تكون قد انتقلت للخروج من التسلسل الرئيسي.
بالإضافة إلى الكتلة، فإن العناصر الأثقل من الهيليوم تلعب دورا هاما في تطور النجوم. في علم الفلك كل العناصر الأثقل من الهيليوم تسمى «معادن» (اصطلاح فلكي يختلف عن التعريف الكيميائي للمعدن)، ويسمى تركيزها في النجم معدنية النجم. تؤثر هذه العناصر المعدنية على مدة حرق النجم لوقوده، كما تسيطر على تكوين الحقول المغناطيسية فيه نظرا لتكوّن بعض الحديد أثناء تفاعلات الاندماج. وتخفف قوة الرياح النجمية. في أقدم تصنيف للنجوم، النجوم المعمرة تحتوي على معدنية أعلى من النجوم الناشئة التي تتكون من انكماش موضعي في سحب الهيدروجين والغبار الكوني. مع مرور الوقت تثري هذه النجوم العناصر الأثقل (المعادن)على نحو متزايد كما تموت النجوم القديمة.
نجم تبلغ كتلته 1 كتلة شمسية يستهلك هيدروجينه خلال نحو 8 مليارات سنة، تزداد في نهاية تلك الفترة درجة حرارته إلى درجة يتمدد فيها النجم ويصبح عملاقا أحمر. أما قلبه الثري بالمعادن فينكمش تحت تأثير الجاذبية ويكوّن قزما أبيضا؛ وتغادر الشمس مرحلة النسق الأساسي وتصبح قزما أبيضا (أنظر الرسم البياني لهرشل-راسل). وهذا ما تتوقعه نطرية تطور النجوم بالنسبة إلى الشمس حيث ستصبح الشمس بعد نحو 4 - 5 مليار سنة عملاقا أحمر وتصل حافتها الخارجية إلى الأرض وتتعداها لتصل إلى مدار المريخ وخلال تلك المرحلة سوف ترتفع درجة الحرارة في الأرض لدرجة لا تسمح بوجود حياة عليها.
النجوم ذات كتلة أكبر من كتلة الشمس تنتهي بانفجار كبير يسمى مستعر أعظم. تتبعثر خلال الانفجار الطبقات الخارجية للنجم في الفضاء. فإذا كانت كتلة النجم الابتدائية 4.2 كتلة شمسية ينكفيء قلب النجم تحت تأثير الجاذبية البالغة مكونا نجما نيوترونيا شديد الكثافة. وإذا كانت الكتلة الابتدائية للنجم أكبر من ذلك فينشأ عن انفجار النجم كمستعر أعظم ثقبا أسود بالغ الكتلة وبالغ الكثافة.

### مابعد التسلسل الرئيسي

مقارنة بين حجم عملاق الدبران والشمس في حين أن كتلته تبلغ 2.5 من كتلة الشمس.

في الوقت الذي تستهلك النجوم ذات الكتلة الشمسية والتي لا تقل عن 0.4 مخزونها من الهيدروجين في باطن النجم، تتمد طبقاته الخارجية بشكل كبير ثم تبرد لتشكل عملاق أحمر.
خلال 5 بليون سنة وعندما تدخل الشمس هذه المرحلة سوف يتمدد نصف قطرها إلى حوالي 1 وحدة فلكية (150 مليون كيلومتر)، أي مايعادل 250 مرة حجمها الحالي. عندها تصبح الشمس عملاقا احمر، فسوف تفقد تقريبا 30% من كتلتها الحالية.
في أي عملاق أحمر بكتلة تبلغ حوالي 2.25 كتلة شمسية يتواصل اندماج الهيدروجين داخل قشرة تحيط بباطن النجم. وبمرور الوقت يصبح باطن النجم مضغوطا بشكل كافي بحيث يبدأ اندماج الهيليوم. في ذلك الوقت ينكمش نصف قطره تدريجيا وتزداد درجة حرارة سطحه.
بالنسبة للنجوم الكبيرة فإن منطقة باطن النجم تتحول مباشرة من عملية اندماج الهيدروجين إلى اندماج الهيليوم.
بعد أن يقوم النجم باستنزاف الهيليوم الموجود في باطنه، تستمر علمية الاندماج النووي داخل قشرة تحيط بباطنه حرارة شديدة تحتوي على الكربون والاكسجين.
يتبع النجم بعد ذلك مساراً تطورياً يوازي مرحلة العملاق الأحمر الأصلية، لكن بدرجة حرارة سطح أعلى.

### النجوم الكثيفة

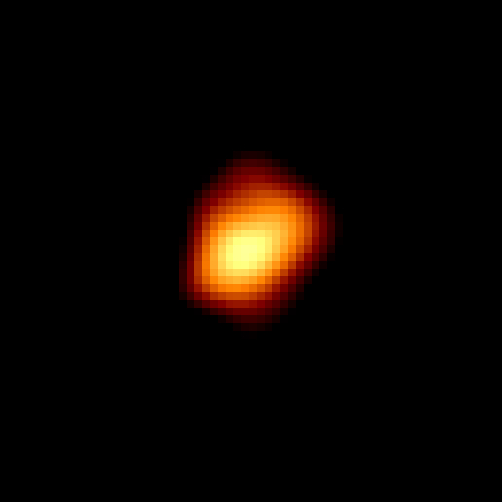
العملاق الأحمر ميرا في كوكبة قيطس.

خلال مرحلة احتراق الهيليوم، تتسع النجوم ذات كثافة عالية جدا مع أكثر من 9 كتل شمسية لتُشكل عملاق أحمر ضخم. حالما يُستَنزف هذا الوقود في لُّب النجم، يستمر التفاعل النووي فيه ليندمج لتكوين مواد أثقل من الهيليوم.
يتقلص اللُّب حتى تصبح درجة الحرارة والضغط كافيان لصهر الكربون (انظر عملية احتراق الكربون). تستمر هذه العملية ومع المراحل المتعاقبة التي يتم تغذيتها بواسطة النيون (انظر عملية احتراق النيون)، والأوكسجين (انظر عملية احتراق الأكسجين) والسيليكون (انظر عملية احتراق السيليكون). عند اقتراب نهاية حياة النجم، يستمر الاندماج على طول قشرة طبقات النجم. كل قشرة يتم فيها دمج عنصر مختلف، حيث يدمج الهيدروجين في القشرة الخارجية، التي تليها الهيليوم وهكذا دواليك.
يتم الوصول إلى المرحلة الاخيرة عندما يبدأ النجم بإنتاج الحديد. ومن طبيعة نواة الحديد فهي تكون مندمجة ولا تطلق طاقة كبيرة عن التحام هيدروجين أو هيليوم بها: أي تبدأ تفاعلات الاندماج في الانخفاض، وتقل الطاقة الصادرة من التفاعلات، وتصبح قوى الجاذبية أقوى من قوى الضغط الداخلي وتتغلب عليها فيبدأ النجم في الانكماش. ومنذ القدم فإن النجوم الضخمة، اللب الضخم من الحديد سوف يتراكم في قلب النجم. العناصر الأثقل في هذه النجوم تستطيع ان تظهر على السطح، مكونة مواد متطورة تعرف بنجوم وولف رايت والتي بإمكانها أن تكثف رياح نجمية تضرب الغلاف الجوي.

### الانهيار
عندما ينكمش لُبّ النجم، تزداد شدة الإشعاع من سطحه، وايجاد مثل هذا الضغط الإشعاعي على الغلاف الخارجي للغاز ستدفع تلك الطبقات بعيداً، مما يشكل سديم كوكبي. إذا ما تبقى من الغلاف الجوي الخارجي بعد إسقاطه هو أقل من 1.4 كتلة شمسية، فإنه ينكمش إلى كائن صغير نسبياً عن حجم الأرض، والمعروفة باسم القزم الأبيض. حيث أنها ليست ضخمة بما فيه الكفاية للحصول على مزيد من الضغط لتأخذ مكاناً لها. المواد الإلكترونية المتحللة داخل القزم الأبيض لم تعد بلازما، على الرغم من أن النجوم يشار إليها عموماً على أنها مجالات بلازما. الأقزام البيضاء سوف تتلاشى في نهاية المطاف إلى الأقزام السوداء على امتداد مسافة طويلة جدا من الزمن.

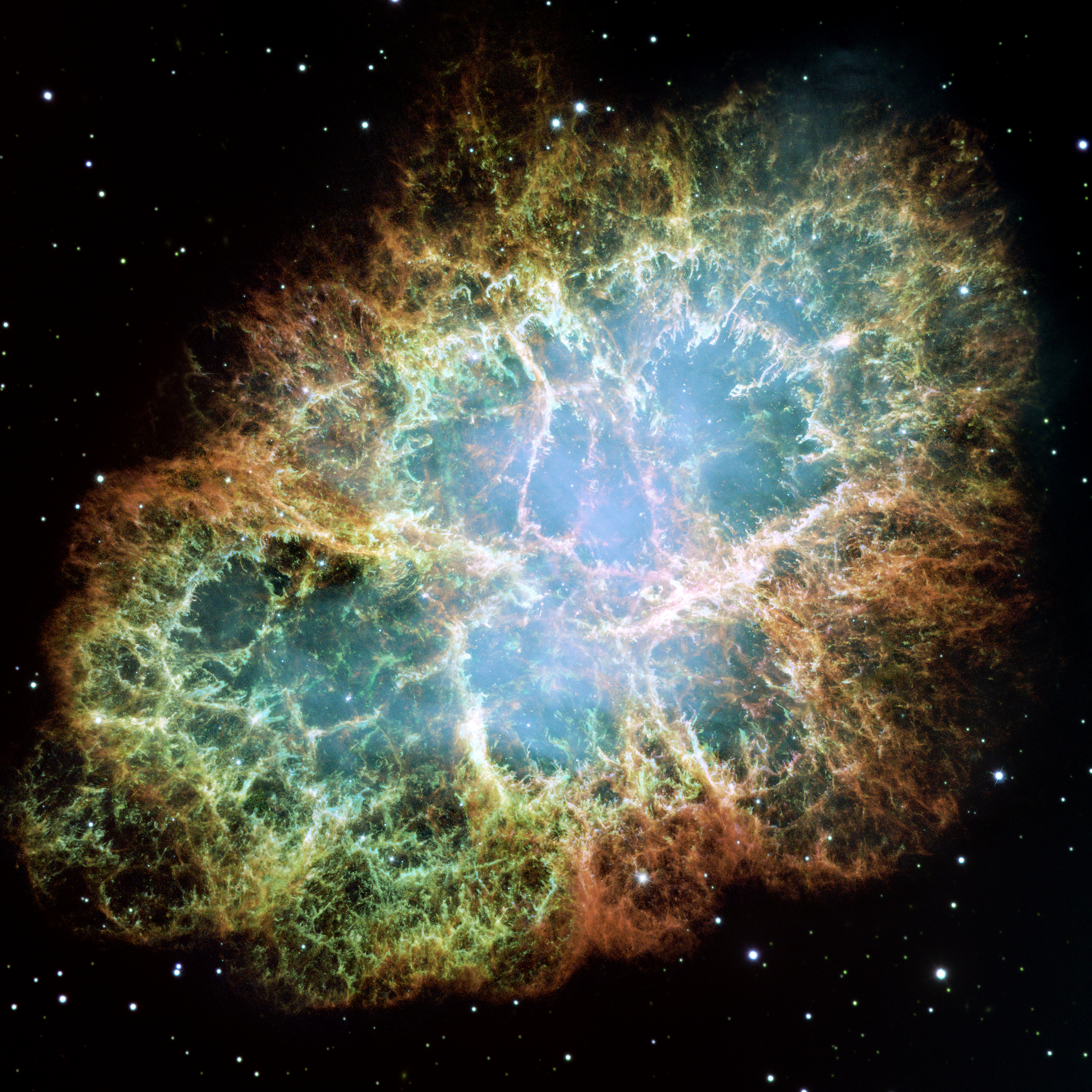
أول ما لوحظ المستعر الأعظم سديم السرطان حوالي عام 1050م

في النجوم الأكبر، يستمر الاندماج النووي حتى ينمو الحديد الأساسي أكبر من 1.4 كتلة شمسية والذي لن يصبح قادراً على دعم كتلته الخاصة. هذه القوة سوف تنهار فجأة في حين تتحرك إلكتروناتها في داخل البروتونات، مشكلة النيوترونات، حيث تكون النيوترونات وأشعة غاما في موجة من الأسر الإلكتروني واضمحلال بيتا العكسي. تشكل الهزة بسبب هذا الانهيار المفاجئ تسبب انفجارا لبقية النجوم لتكون نجوم متفجرة. النجوم المتفجرة مشرقة جداً حيث إشراقها قد يتفوق لفترة وجيزة على نجم بأكمله في المجرة الرئيسية. عندما يحدث داخل مجرة درب التبانة، لوحظ تاريخيا ان النجوم المتفجرة تشاهد بالعين المجردة، وتعرف باسم النجوم الجديدة حيث لم يكن موجودا على ما يبدو من قبل.
معظم هذه المواد في النجم تنفجر بعيداً من جرّاء انفجار النجوم المتفجرة (تشكيل السدم مثل سديم السرطان) وما تبقى سيكون نجم نيوتروني (الذي تظهر أحيانا نفسها بأنها بولسار أو الأشعة السينية المفجرة) أو في حالة من نجوم أكبر (كبيرة بما يكفي ليترك بقايا نجمية أكبر من ما يقرب من 4 كتلة شمسية)، أو ثقب أسود. وفي مواد النجم النيوتروني هو في حالة تعرف باسم مادة النيوترون المتحللة، مع أكثر شكل غريبة من المادة المتحللة، مادة كوارك، ربما موجودة في لُّب النجم. داخل الثقب الأسود فإن هذه المادة هو في حالة ليست مفهومة حالياً.
الطبقات الخارجية في النجوم المحتضرة قابلة للخروج وتشمل العناصر الثقيلة والتي يمكن إعادة تدويرها خلال تشكيل نجم جديد. هذه العناصر الثقيلة تسمح بتشكيل الكواكب الصخرية. يلعب التدفق من النجوم المتفجرة والرياح النجمية من النجوم الكبيرة دوراً هاما في تشكيل المتوسط بين النجوم.

### النجوم الثنائية

رسمة توضح نظام نجم ثنائي

قد يختلف تطور النجوم الثنائية بعد التسلسل الرئيسي اختلافا كبيرا عن تطور النجوم الفردية من نفس الكتلة. إذا كانت النجوم في النظام الثنائي قريبة بما فيه الكفاية عندها تتسع إحدى النجوم لتصبح عملاق أحمر، فقد تغمرها منطقة روش وهي المنطقة المحيطة بنجمة حيث تكون المواد مرتبطة بالجاذبية مع ذلك النجم، مما يؤدي إلى نقل المواد إلى الأخرى.
عندما يتم انتهاك حيز روش يمكن أن تنتج مجموعة متنوعة من الظواهر، بما في ذلك ثنائيات التلامس وثنائيات المظروف المشترك والمتغيرات الكارثية والمستعرات الفائقة Ia.

## تصنيف النجوم

مخطط هرتزشبرونج-راسل : تصنيف أطياف النجوم. مجموعة النسق الأساسي هي تصنيف V وتضم الشمس. (أنظر أعلاه). التصنيف الحديث يعتمد على الحروف الأبجدية الموضحة على المحور الأفقي.

بدأت محاولات تصنيف أطياف النجوم عن طريق توضيح الصلة بين ضياء نجم ودرجة حرارته، وقام بها «أنجلو سكي» الإيطالي في عام 1865، وصنف النجوم في 3 تصنيفات . ثم اقترح «هيرمان فوجل» الألماني عام 1874 نظام يضم نظريات ذلك العهد عن تطور النجوم . وحسن أنجلو سكي تصنيفه في عام 1868 وصنف اطياف النجوم في 4 تصنيفات أساسية ، كالآتي:
- فئة I : نجوم بيضاء وزرقاء ، تبدي خطوط طيف واضحة للهيدروجين (تضنيف A)
- فئة II : نجوم صفر، تبدي خطوط ضعيفة للهيدروجين، وتبدي خطوط واضحة اللمعادن (تصنيف G وK)
- فئة III : نجوم برتقالي وحمراء تبدي أطيافا معقدة (تصنيف M)
- فئة IV : نجوم حمراء تشتد فيها خطوط الكربون (نجوم كربونية)

ثم أزاد عليهم التصنيفات التالية عام 1878:
- فئة V : خطوط طيف ناصعة (Be وBf وغيرها)

قام «هنري درابر» بتحليل أطياف نجوم كثيرة ، وتبعه «إدوارد بيكرينج» عام 1890 وتعاون مع «ويليامينا فليمنج» و«أني كانون» واقترحوا تصنيفا جديدا استخدمو فيه الحروف الأبجدية المتتابعة من A إلى Z
طبقا لسلسلة بالمر (وهي تبين انتقالات الإلكترونات التي تصدر خطوط طيف الهيدروجين. ثم استعيض عن ذلك باستمرار البحث العلمي «بتصنيف هارفارد» والتي تقسم الأطياف إلى الأنواع Q - A.
ثم لاحظت «أني كانون» بعد ذلك أن ترتيب التصنيفات يحتاج إلى تعديل ، حيث تأتي النجوم-O البيضاء والزرقاء الشديدة السخونة بعد النجوم الحمراء M وN التي تقل فيها درجة الحرارة. فكان الاقتراح بأن يتم التصنيف على أساس درجة حرارة النجم . وفي عام 1912 إجري التصنيف على هذا الأساس الجديد الذي يعتمد على درجة حرارة سطح النجم ونتج التصنيف في 7 فئات الذي يستخدم حتى الآن لتصنيف أطياف النجوم.

### تصنيف سكتشي
خلال الفترة ما بين عامي 1860 و1870 قام الكاهن «سكتشي» بتمهيد الطريق أمام التصنيف الطيفي النجمي الحديث بإنشائه لتصنيف «سكتشي» وهو تصنيف قديم لأطياف النجوم. وبحلول عام 1866 كان قد أنشأ 3 أنواع لأطياف النجوم، وتابع بعدها حتى أنشأ 5 أنواع رئيسية لأطياف النجوم.
- نوع I:

نجوم بيضاء وزرقاء تملك خطوط هيدروجين واضحة وقوية، وهذا النوع يتضمن نوع "A" الحديث ونوع "F" القديم، ومن النجوم من هذا النوع: النسران الواقع والطائر.
- نوع II:

نجوم صفراء تملك خطوط هيدروجين بقوة منخفضة، وهذا النوع يتضمن نوعي "G" و"K" الحديثين ونوع "F" القديم، ومن النجوم من هذا النوع: الشمس والسماك الرامح.
- نوع III:

نجوم لونها ما بين برتقالي وأحمر، وهذا النوع هو تقريبا نفس نوع "M" الحديث، ومن النجوم من هذا النوع: قلب العقرب ومنكب الجوزاء.
- نوع IV:

نجوم حمراء كربونية.
- نوع V:

هي نجوم ذات خطوط ابتعاثية مثل «غاما ذات الكرسي».
وفي أواخر عام 1890م بدأ تصنيف «هارفارد» يحل محل هذا التصنيف، والذي قام بتصنيف الأنواع الأخرى من النجوم.

### تصنيف هارفارد
أول مرة استخدم فيها تصنيف هارفارد كانت في تسعينيات القرن التاسع عشر بواسطة فلكيين من جامعة هارفارد (ومن هنا جاءت التسمية). يُقسّم تصنيف هارفارد أطياف النجوم إلى سبع درجات - أنواع - رئيسية، مُرتبة بحسب درجة حرارة السطح من الأسخن إلى الأبرد حيث أنها بالترتيب التالي:
| النوع | الحرارة (كلفن)  | اللون               | اللون الظاهري       | الكتلة (كتلة شمسية) | نصف القطر (نصف قطر شمسي) | الضياء (البولومتري) | خطوط الهيدروجين |
| ----- | --------------- | ------------------- | ------------------- | ------------------- | ------------------------ | ------------------- | --------------- |
| O     | ≥ 30,000 ك      | أزرق                | أزرق                | ≥ 16 M☉             | ≥ 6.6 R☉                 | ≥ 30,000 L☉         | ضعيف            |
| B     | 10,000–30,000 ك | بين أزرق وأزرق مبيض | أزرق مبيض           | 2.1–16 M☉           | 1.8–6.6 R☉               | 25–30,000 L☉        | متوسط           |
| A     | 7,500–10,000 ك  | أبيض                | بين أبيض وأبيض مزرق | 1.4–2.1 M☉          | 1.4–1.8 R☉               | 5–25 L☉             | قوي             |
| F     | 6,000–7,500 ك   | أبيض مصفر           | أبيض                | 1.04–1.4 M☉         | 1.15–1.4 R☉              | 1.5–5 L☉            | متوسط           |
| G     | 5,200–6,000 ك   | أصفر                | أبيض مصفر           | 0.8–1.04 M☉         | 0.96–1.15 R☉             | 0.6–1.5 L☉          | ضعيف            |
| K     | 3,700–5,200 ك   | برتقالي             | برتقالي أصفر        | 0.45–0.8 M☉         | 0.7–0.96 R☉              | 0.08–0.6 L☉         | ضعيف جدا        |
| M     | ≤ 3,700 ك       | أحمر                | أحمر برتقالي        | ≤ 0.45 M☉           | ≤ 0.7 R☉                 | ≤ 0.08 L☉           | ضعيف جدا        |

بيانات الكتلة والقطر والضياء المُبيّنة في الجدول لا تصلح إلا لنجوم النسق الأساسي (وهو يُمثل جزءاً من حياة النجوم) وبالتالي فهو غير مناسب لبعض أنواع النجوم مثل العمالقة الحمراء. والدرجات الرئيسية في التصنيف تنقسم بدورها إلى درجات فرعية مُرقّمة بالأعداد العربية (0 - 9). فمثلاً، النجوم من درجة "A0" هي أكثر نجوم النوع "A" حرارة و"A9" هي أكثرها برودة. وشمسنا تنتمي إلى درجة حرارة سطحية مقدارها 5.780 كلفن، وفئة طيفية "G2".

### التصنيف الحالي
المجموعة الكاملة الآن هي تصنيف نجمي، وكل مجموعة من تلك تقسم إلى عشرة تقسيمات فرعية من الأسخن إلى الأبرد، وتُستعمل الارقام من صفر إلى الرقم 9، وعلى سبيل المثال يعتبر (O0) أحر نجم، أما شمسنا فهي تعتبر في التصنيف G. وباستخدام النظام العشري يجعل الشمس في التصنيف (G2)، عموما التصنيف يشتق من أطياف النجوم.
حديثا تم إضافة تصنيفين أخرى ن لتفسير النجوم الحمراء الضعيفة التي اكتشفت بالتقنيات الجديدة:
- L - (من 1.500 إلى 2.000 كلفن)
- T - (نحو 1.000 كلفن)

## تصنيف أطياف النجوم
الصورة التالية تُبيّن تصنيف أطياف النجوم بألوان قريبة جدا للتي نراها بالعين المجردة. وهي مرتبة حسب حرارة أسطحها وبحسب أحجامها :

تصنيف "مورغان-كينان" الطيفي للنجوم. الشمس من تصنيف G ولونها أصفر برتقالي، وتعتبر متوسطة الحجم.

### نوع O
النجوم من نوع O ساخنة جدا وذات درجة ضياء عالية ومعظم ما تنتجه هو الأشعة فوق البنفسجية. وهي أندر أنواع النجوم الرئيسية طبقا للنسق الأساسي. فواحد من كل 3,000,000 نجم من نجوم النسق الأساسي ينتمي للنوع الفائق الكتلة "O". والنجوم التي تنتمي إلى هذا النوع تكون ذات كتل هائلة (بين 20 إلى 100 كتلة شمسية، وتطلق طاقة بما يعادل مليون ضعف ما تطلقه الشمس. تنتمي أكبر النجوم على الإطلاق إلى النوع O.
تـُظهر هذه النجوم خطوط امتصاص قوية جدا. وأحيانا تصدر خطوط هيليوم II (الهيليوم المتأين)، ومن المعادن المتأينة الهامة: خطوط سيليكون IV وأوكسجين III ونيتروجين III وكربون III، وخطوط هيليوم متعادلة، تزداد قوةً من درجة O5 إلى O9. بسبب ضخامة نجوم النوع O الشديدة فنواها تكون شديدة الحرارة تصل أحيانا إلى 500 مليون كلفن. ولهذا فإنها تحرق وقودها من الهيدروجين بسرعة كبيرة، وتترك النسق الأساسي بسرعة خلال تطورها. وتبين الأرصاد الحديثة بواسطة مقراب سبيتزر الفضائي أن عملية تكوّن الكواكب لا تحدث حول النجوم من النوع O بسبب الإشعاعات الكهرومغناطيسية الشديدة التي تطلقها هذه النجوم مثل:.
- نجوم النطاق في كوكبة الجبار
- الميسان (نجم) في كوكبة الجبار، والمنطقة (دلتا الجبار).

### نوع B

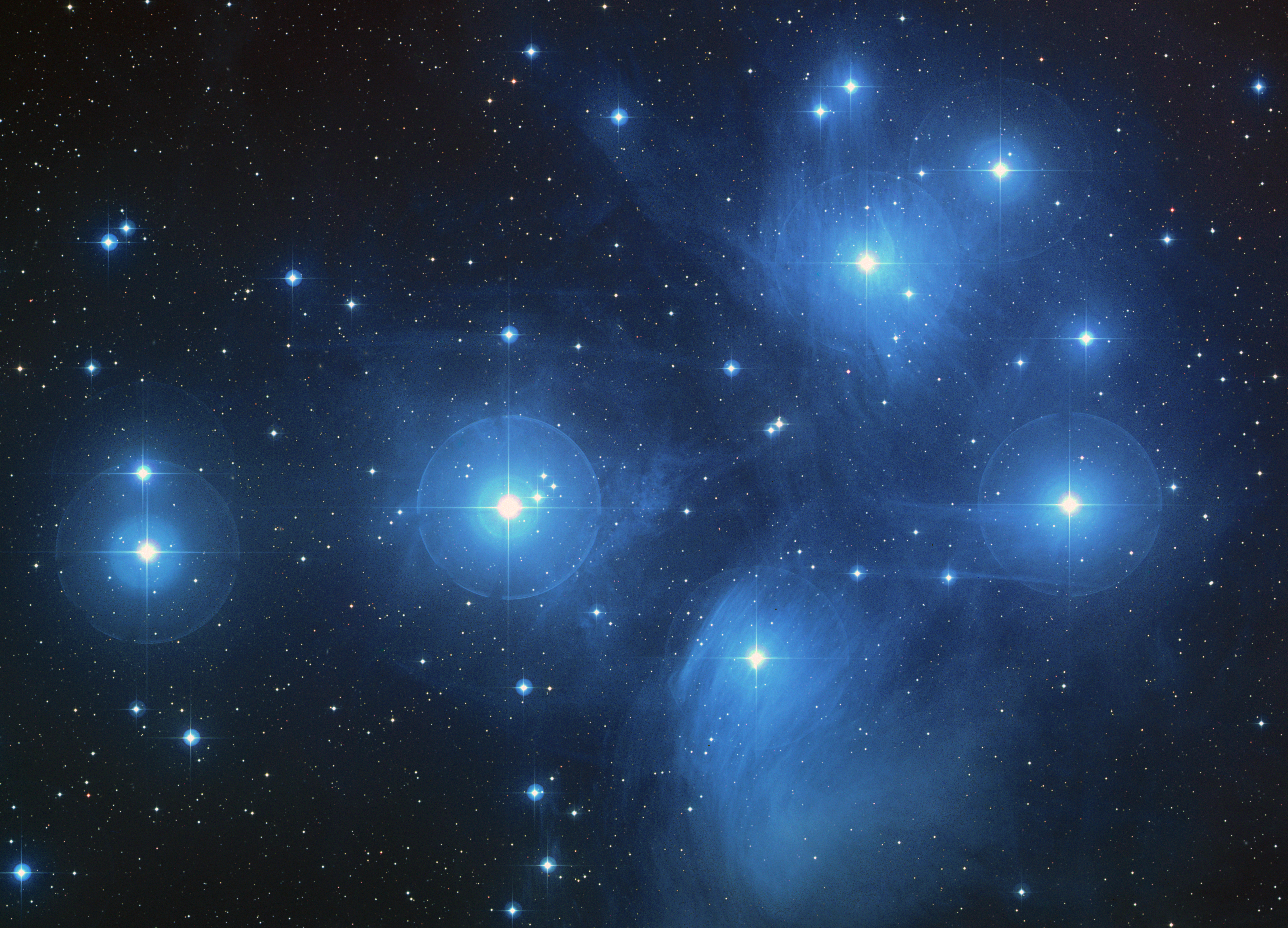
عنقود الثريا النجمي المفتوح وتوجد فيه العديد من نجوم نوع B اللامعة.

النجوم من نوع "B" ساطعة إلى أبعد الحدود وزرقاء اللون وخطوط الهيدروجين فيها معتدلة. ونجوم النوعين "B" و"O" تمتاز بأنها قوية جدا في مختلف خصائصها وأنها تحيى لمدة قصيرة جدا، ولذلك فالنجوم من هذين النوعين لا تكون بعيدة جدا عن مكان ولادتها. وغالبا ما تكون هذه النجوم في تجمعات تعرف بـ«بعناقيد OB» والتي تترافق مع سحب جزيئية عملاقة. ومن أمثلتها «عنقود الجبار OB1» النجمي الذي يغطي جزءا كبيراً نسبياً من إحدى الأذرع الحلزونية لمجرتنا - درب التبانة - ويحتوي على العديد من نجوم كوكبة الجبار اللامعة. 1 من كل 800 نجم من نجوم التسلسل الرئيسي المجاورة لشمسنا ينتمي إلى نوع "B" مثل:.
- رجل الجبار.
- السماك الأعزل.
- النجوم اللامعة في عنقود الثريا النجمي.

### نوع A
أغلب النجوم من النوع "A" تُرى بالعين المجردة ولونها بين الأبيض والأبيض المزرق، ولديها خطوط هيدروجين قوية وأقواها في نوع "A0"، 1 من كل 160 نجم من نجوم التسلسل الرئيسي المجاورة لشمسنا ينتمي إلى هذا النوع مثل:.
- النسر الواقع.
- الشعرى اليمانية.
- ذنب الدجاجة.
- النسر الطائر.

### نوع F
لونها أبيض وتملك خطوط هيدروجين ضعيفة، 1 من كل 33 نجم من نجوم التسلسل الرئيسي المجاورة لشمسنا ينتمي إلى هذا النوع مثل:
- نجم الراقص.
- سهيل.
- الشعرى الشامية.

### نوع G

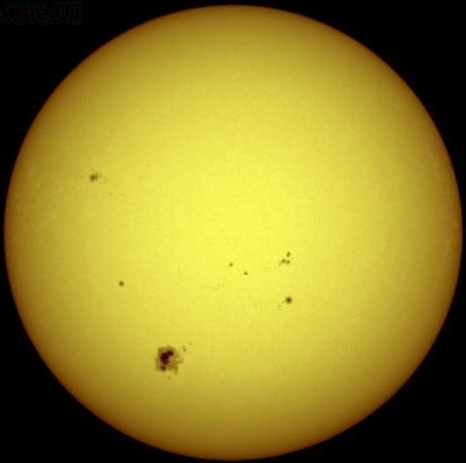
أشهر نجوم نوع G وهي الشمس، وتظهر على قرصها بعض الكلف الشمسية.

تنتمي شمسنا إلى هذا النوع ، حيث 1 من كل 13 نجم من نجوم النسق الأساسي طبقا رسم هرتزبرونغ-راسل التي تنتمي الشمس لها ، ينتمي فئة الطيف"G". أكثر خطوط الطيف الملحوظة هما خطي "H" و"K" للكالسيومII في فئة الطيف G2. ويحوي طيف تلك النجوم خطوط هيدروجين ولكنها أضعف مما تحويه النجوم من نوع F.
وتحتوي أطياف التصنيف G أيضا خطوطا لمعادن متأينة ومعادن متعادلة، كما نجد في الطيف G خطوطا لجزيئات مركبات الكربون والهيدروجين CH.
غالبا ما يتراوح نوع طيف نجوم العمالقة العظام ووالعمالقة العظام الفائقين بين التصنيف نجم-O أو B (أزرق) وK أو M (أحمر). بينما لا تبقى تلك العمالقة طويلا في التصنيف G لمدة طويلة حيث أنها لا تكون مستقرة بسبب كتلتها العظيمة، وتفارق هذا التصنيف خلال تطورها لتصبح عمالقة عظيمة حمراء على سبيل المثال:
- الشمس.
- رجل القنطور أ.
- العيوق.
- تاو قيطس.

### نوع K
النجوم من نوع K برتقالية اللون حيث أنها أبرد من شمسنا. بعض نجوم النوع K هي عمالقة أو عمالقة عظيمة مثل السماك الرامح، وأيضا بعضها أقزام برتقالية مثل رجل القنطور ب. ونجوم النوع K تملك خطوط هيدروجين ضعيفة للغاية، وأكثر المعادن تواجداً فيها هي المنغنيز والحديد والسيليكون. 1 من كل 8 من نجوم التسلسل الرئيسي المجاورة للشمس تنتمي إلى النوع K. وهناك اعتقاد بأن نجوم النوع K تملك احتمالية كبيرة جدا بوجود حياة حولها.
على سبيل المثال:
- رجل القنطور ب.
- إبسلون النهر.
- السماك الرامح.
- الدبران.

### نوع M
من النجوم المجاورة للشمس أكثر الأنواع انتشارا على الإطلاق هو النوع M. فهي تكون نحو 76% من نجوم النسق الأساسي وشمسنا تنتمي إلى هذا النوع. بالرغم من أن معظم النجوم من نوع M هي أقزام حمراء، إلى أن معظم النجوم العملاقة والعديد من العمالقة العظيمة مثل منكب الجوزاء وقلب العقرب تنتمي إليه. يُظهر طيف نجوم النوع M خطوطاً لجميع المعادن لكن خطوط الهيدروجين لا توجد فيه عادة. يُمكن أن يكون أوكسيد التيتانيوم قوياً في طيف هذا النوع، وعادة يكون قويا في درجة M5 من الطيف على سبيل المثال:
عمالقة عظيمة
- منكب الجوزاء.
- قلب العقرب.

أقزام حمراء
- بروكسيما القنطور.
- نجم برنارد.
- غليزا 581.

## توزيع النجوم

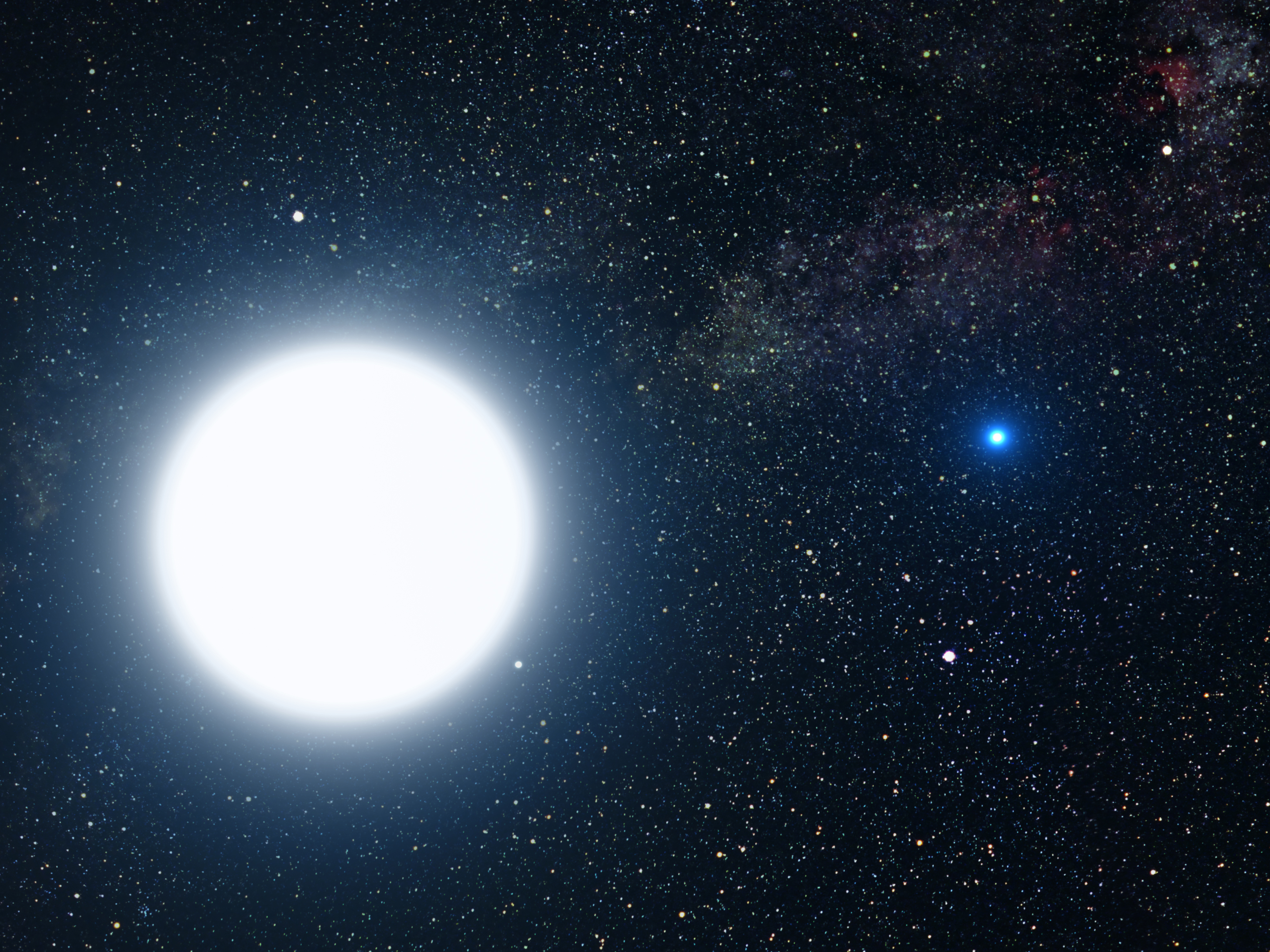
صورة لنجم قزم أبيض في المدار حول نجم الشعرى اليمانية صورة من ناسا.

بالإضافة إلى النجوم المعزولة، هناك نظام النجم المتعدد الذي يتكون من اثنين أو أكثر من نجوم محدودة الجاذبية تدور حول بعضها البعض. أكثر الأنظمة النجمية المتعددة شيوعا نظام النجم الثنائي، وتوجد أنظمة من ثلاثة أو أكثر من النجوم. ذلك بسبب تحقيق الاستقرار المداري، وغالبا ما تنظم هذه الأنظمة مثل نظام النجم المتعدد في مجموعات هرمية من النجوم الثنائية المشتركة المدار. أيضا اُكتُشِفَتْ مجموعات أكبر تسمى عناقيد النجوم. هذه مجموعة من الرابطات النجمية لها عدد قليل من نجوم الحرة، وقد تصل إلى مجموعات كروية هائلة من مئات الآلاف من النجوم.
ساد الافتراض الذي يذكر بأن غالبية النجوم التي توجد في محيط الجاذبية نفسه ماهي إلا أنظمة نجوم متعددة لفترة طويلة. وهذا الافتراض صحيح بشكل خاص للنجوم من فئة O وفئة B، حيث أن 80% من هذه النجوم يُعتقد بأنها جزء من أنظمة نجوم متعددة. على أي حال فإن نسبة انظمة النجوم الوحيدة تتزايد بالنسبة للنجوم الصغرى. لذلك 25% من الاقزام الحمر تعرف بان لديها قرين نجمي. وكما ان 85% من كل النجوم هي أقزام حمراء، فإن أغلب النجوم في مدار جرة درب التبانة هي على الارجح وحيدة من الولادة.
لاتنتشر النجوم بشكل منتظم عبر الفضاء ولكنها عادة تتجمع في مجرات بالقرب من الغازات والاتربة النجمية. المجرة المثالية تحتوي على مئات المليارات من النجوم وهنالك أكثر من 100 مليار مجرة في الكون المرئي. التعداد التقديري للنجوم في العام 2010 كان 300 سكستيليون (3 × 1023) في الكون المرئي. بينما كان من المعتقد غالباً ان النجوم فقطا توجد في المجرة، اكتشفت نجوم توجد مابين المجرات.
أقرب نجم إلى الأرض، بصرف النظر عن الشمس، هو بروكسيما سنتوري، والذي يبعد 39.9 تريليون كيلو متر، أو 4.2 سنة ضوئية. السفر في سرعة مدارية للمكوك الفضاء (8 كيلومتر في الثانية تقريبا، 30,000 كيلومترا في الساعة)، ان الامر سيستغرق حوالي 150,000 سنة للوصول إلى هناك. مثل هذه المسافات هي نموذجية داخل أقراص المجرة، بما في ذلك في محيط النظام الشمسي. النجوم يمكن ان تكون أقرب إلى بعضها البعض في مراكز المجرات والعناقيد الكروية أو أبعد من ذلك بكثير وبصرف النظر في هالات المجرة.
بسبب المسافات الشاسعة نسبيًا بين النجوم خارج نواة المجرة، فإن الاصطدامات بين هذه النجوم يُعتقد بأنها كانت نادرة. في المناطق الأكثر كثافة مثل قلب التجمع المغلق أو مركز المجرة يمكن للتصادمات فيها أن تكون أكثر شيوعًا. مثل هذه الاصطدامات يمكن أن تنتج ما يُسمى بالنجوم الزرقاء الشاردة. هذه النجوم الشاذة تمتلك درجة حرارة على سطحها أعلى من درجات الحرارة للنجوم الرئيسية الأخرى مع بقاء نفس اللمعان في عنقود النجوم.

## الخصائص
يتم تحديد كل شيء تقريبا عن النجم من قبل كتلته الأولية، بما في ذلك الخصائص الأساسية مثل اللمعان والحجم، وكذلك تطور النجم، وعمره، ومصيره النهائي.

### العمر
عمر معظم النجوم هو مابين مليار و10 مليارات سنة. بعض النجوم قد يكون حتى على مقربة من 13.8 مليار سنة من عمر الكون المرصود. أقدم نجمة تم اكتشافها هي HE 1523-0901 بما يقدر بـ 14.46 مليار سنة (مع نسبة خطاء 0.8 مليار سنة).
كلما كان النجم أكثر ضخامة، فإنه أقصر في مدة البقاء في المقام الأول لأن النجوم الضخمة لديها مزيد من الضغط على لُّب النجم، مما يسبب لهم حرق الهيدروجين بسرعة أكبر. معظم النجوم الضخمة تستمر ما معدله بضعة ملايين من السنين، في حين نجوم الكتلة الأدنى -الأقزام الحمراء- تحرق وقودها ببطء شديد وتستمر لعشرات ومئات المليارات من السنين.
| كتلة أولية (M☉) | التسلسل الرئيسي | شبه عملاق | عملاق احمر | نواة احتراق الهيليوم |
| --------------- | --------------- | --------- | ---------- | -------------------- |
| 1.0             | 7.41            | 2.63      | 1.45       | 0.95                 |
| 1.5             | 1.72            | 0.41      | 0.18       | 0.26                 |
| 2.0             | 0.67            | 0.11      | 0.04       | 0.10                 |

### التركيب الكيميائي
عند تشكل النجوم في مجرة درب التبانه في الوقت الحاضر فإن قياس كتلتها يتكون من 71% هيدروجين و27% هيليوم، مع وجود نسبة ضئيلة من العناصر الأثقل. عادة مايتم قياس نسبة العناصر الثقيلة من حيث محتوى الحديد في الغلاف الجوي النجمي، وذلك لكون الحديد عنصر شائع كما انه من السهل نسبيا قياس خطوط امتصاصه. لكون السحب الجزيئية -حيث تتشكل النجوم- يتم تزويدها بشكل ثابت بالعناصر الثقيلة المستمدة من انفجارات نجوم المستعر الأعظم لذلك فإن قياس التركيب الكيميائي للنجم يمكن استخدامه لاستنتاج عمره. نسبة العناصر الثقيلة يمكن أيضا ان تشير إلى احتمالية ان النجم لديه نظام كواكب.
إن أقل محتوى من الحديد وُجِد في نجم ما هو في القزم (HE1327-2326) في مقابل 1/200,000th كمية من الحديد الموجودة في الشمس. على النقيض من ذلك، النجم مفرط الغنى بالمعدن رأس الأسد الشمالي لديه قرابة ضعف فيض الحديد الذي في الشمس، في حين النجم حامل الكواكب المسمى 14 هركولز لديه قرابة ثلاثة اضعاف فيض الحديد. مما يوجد في الشمس. وايضا توجد نجوم غريبة كيميائيا والذي تظهر وفرة غير عادية لبعض العناصر في اطيافها، وخاصة الكروميوم وعناصر ارضية نادرة.
يمكن للنجوم ذات الأجواء الخارجية الأكثر برودة بما في ذلك الشمس، أن تشكل جزيئات ثنائية الذرة ومتعددة الذرات.

### القطر

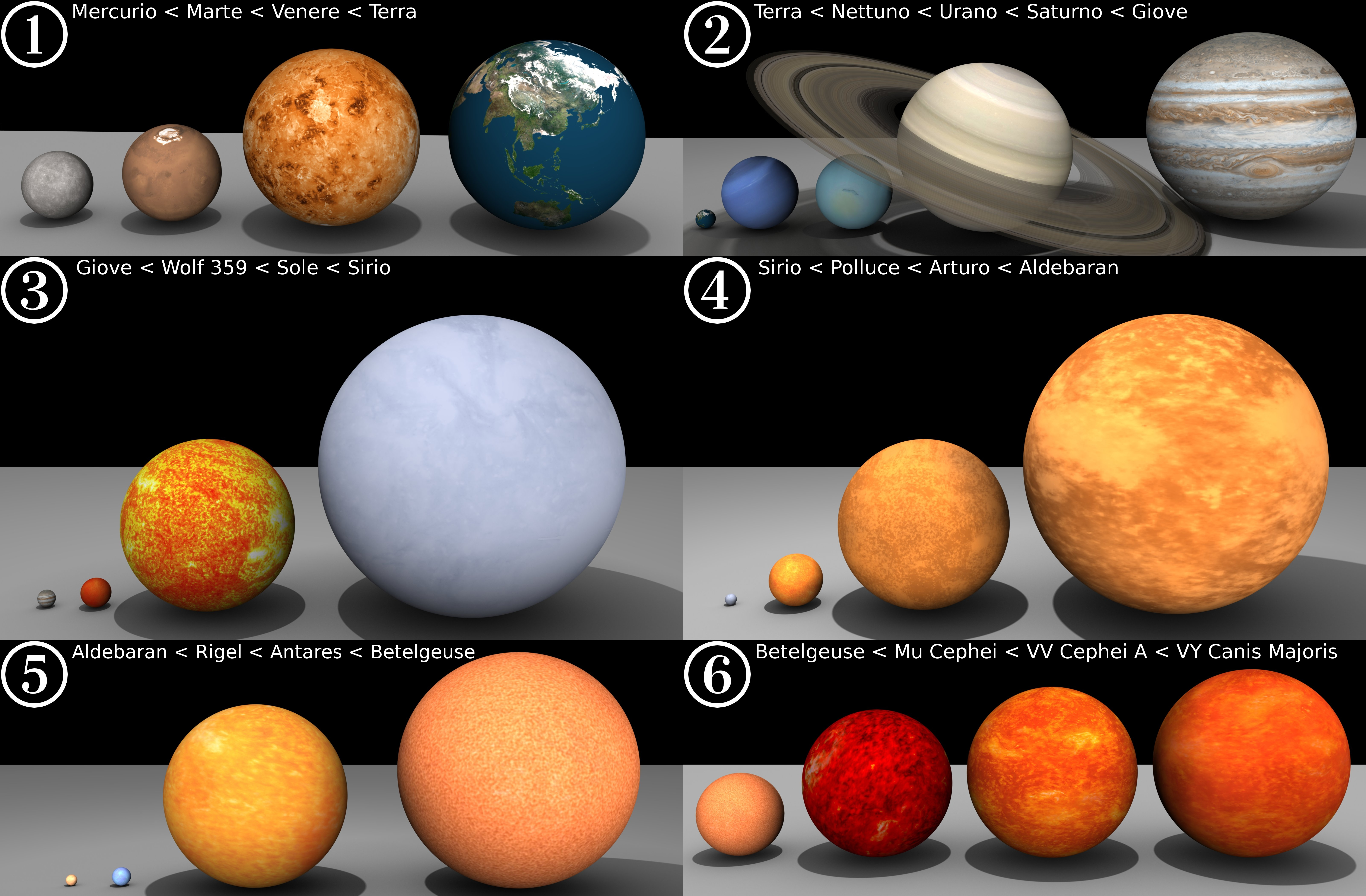
،مقارنة بين أحجام النجوم. كل صورة تبداء بالنجم الذي انتهت به الصورة السابقة للمقارنة. فالكرة الزرقاء على يمين الصورة الأولى هي الأرض، وبالتالي، فالكرة الزرقاء على يسار الصورة الثانية هي الأرض.

نظراً للمسافة الشاسعة بينها وبين الأرض، تبدو جميع النجوم للعين البشرية -ماعدا الشمس- كنقاط لامعة ذات وميض في السماء ليلاً، وذلك بسبب تأثير غلاف الأرض الجوي. مع أن الشمس نجمة أيضاً، الا أنها قريبة بما فيه الكفاية من الأرض لتبدو كقرص، ولتوفير ضوء النهار. وفيما عدا الشمس، تعد آر دورادوس أكبر نجمة من حيث الحجم الظاهر، بقطر زاوية يساوي 0.057 ثانية قوسية فقط.
تعد أقراص معظم النجوم أصغر (من حيث قطر الزاوية) من أن تلاحظ بالتيلسكوبات البصرية الأرضية الحالية، ولهذا يتطلب استعمال تيليسكوبات لقياس التداخل لإنتاج صور لهذه الأجسام الفضائية.الاحتجاب هي طريقة أخرى لقياس قطر الزاوية النجمي. يُمكن احصاء قطر زاوية النجم عن طريق قياس الانخفاض في سطوع النجم بدقة حين يحجبه القمر (أو ارتفاع السطوع عندما يعاود النجم ظهوره).
تتراوح النجوم في حجمها من النجوم النيوترونية، والتي يختلف قطرها في أي مكان من 20 إلى 40 كم (25 ميل)، إلى العملاقة الفائقة مثل منكب الجوزاء في كوكبة أوريون، والتي يبلغ قطرها حوالي 650 مرة أكبر من الشمس، أي حوالي 900,000,000 كم (560,000,000 ميل). ومع ذلك، منكب الجوزاء لديها كثافة أقل بكثير من الشمس.

### علم الحركة المجردة

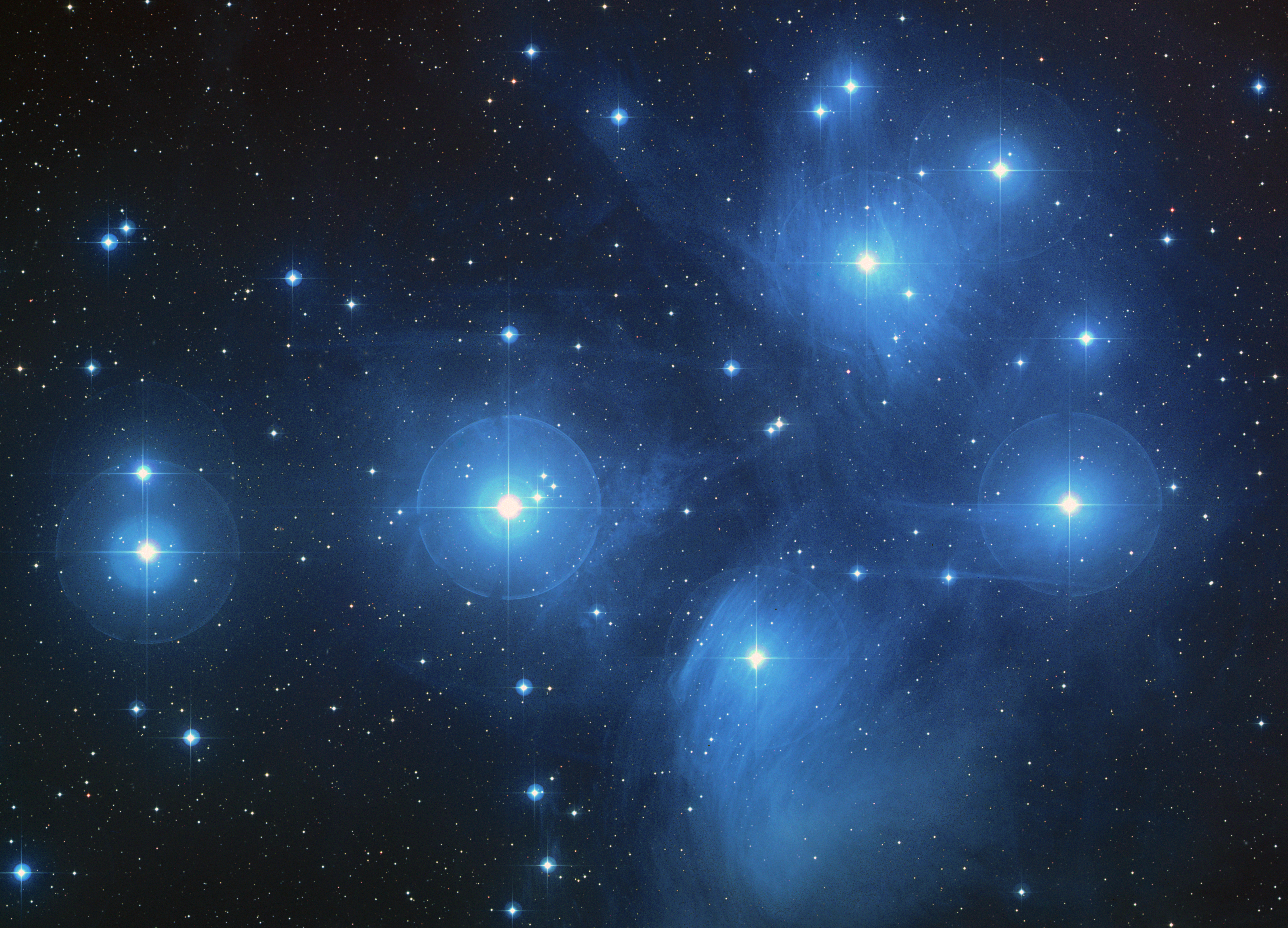
الثريا، وهي مجموعة مفتوحة من النجوم في كوكبة الثور. تتحرك هذه المجموعة في الفضاء تحت نفس القوانين الكينماتيكية. الصورة من وكالة ناسا.

يمكن لحركة نجم ذو صلة بالشمس أن توفر معلومات مفيدة عن أصل وعمر النجم، فضلاً عن بنية وتطور المجرة المحيطة به. تتألف مكونات الحركة من نجم من السرعة الشعاعية باتجاه أو بعيدا عن الشمس، وحركة اجتياز الزاوي وهو ما يسمى الحركة الذاتية.
السرعة الاشعاعية تقاس بتأثير دوبلر للخطوط الطيفية للنجوم، وتعطى بوحدة كم/ث. الحركة المناسبة لنجم تقاس بمقاييس استرومترية دقيقة بوحدات اصغر من دقيقة قوسية بالسنة. بقياس اختلاف نجم، الحركة الذاتية يمكن عندها ان تُحول إلى وحدات سرعة. النجوم ذات معدل عالي من الحركة الذاتية هي على الارجح اقرب نسبيا للشمس، وتجعلهم مرشحين مناسبين للقياسات المختلفة.
عندما يعلم معدلي الحركة، يمكن حساب السرعة الفضائية للنجم نسبة إلى الشمس أو المجرة. بين النجوم القريبة، وجد ان المجتمع الأول من النجوم لديهم سرعات اقل بصفة عامة من نجوم المجتمع الثاني والأكبر. تمتلك الأخيرة مدارات بيضاوية والتي تميل إلى السطح المستوي للمجرة. مقارنة علم الحركة للنجوم القريبة أدى إلى التعرف على العلاقات النجمية. وهذه هي المجموعة من النجوم والتي تشترك في نقطة معينة في السحب الجزيئية العملاقة.

### المجال المغناطيسي

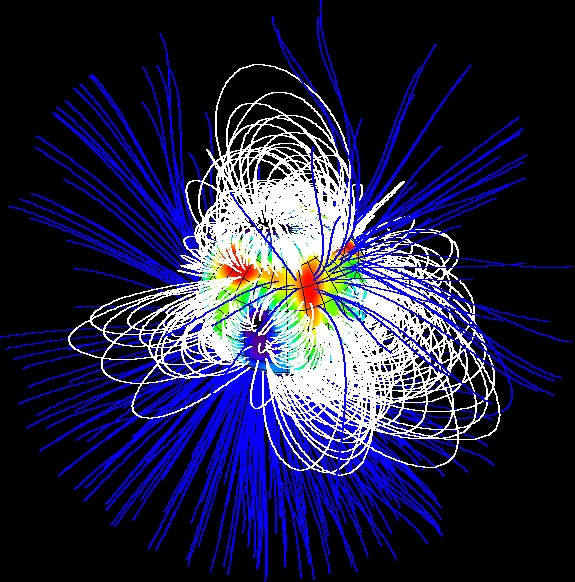
المجال المغناطيسي لسطح نجم أس يو أور (نجمة ناشئة من نوع نجم تي الثور.)

يتم توليد المجال المغناطيسي للنجم ضمن المناطق الداخلية التي يحدث بها انتشار الحمل الحراري. هذه الحركة من وظائف البلازما الموصل مثل المولد، حيث يولد مجالات مغناطيسية تمتد إلى كافة أنحاء النجم. قوة المجال المغناطيسي تختلف بحسب كتلة النجم، وطريقة تكوينه، ومقدار النشاط السطحي المغناطيسي الذي يعتمد هو الآخر على معدل دوران النجم. ينتج هذا النشاط السطحي ما يُعرف بمنطقة البقعة النجمية، وهي مناطق حقول مغناطيسية قوية وأقل من درجات الحرارة السطحية الطبيعية. وحلقات الهالة تتسبب بتقوس المجالات المغناطيسية التي تصل بها إلى الهالة من المناطق النشطة. كما أن الانفجارات الشمسية تعتبر تفجير في الجزئيات ذات الطاقة العالية التي تنبعث بسبب النشاط المغناطيسي ذاته.
عادةً ما تمتلك النجوم الحديثة سريعة الدوران مستويات عالية من النشاط السطحي بسبب مجالها المغناطيسي. يُمكن للمجال المغناطيسي أن يؤثر في الريح النجمية لنجمة، مما يعمل كفرامل لتخفيف معدل الدوران كلما أزداد عمر النجمة. لهذا تمتلك النجوم الأكبر سناً سرعة أقل في الدوران ونسبة نشاط سطحي أقل. يمكن لدرجات النشاط للنجوم التي تدور بسرعة أن تتفاوت بطريقة دورية ويمكن أن تُغلق تماماً لفترة. على سبيل المثال، مرت الشمس بفترة 70 سنة من دون نشاط للبقع الشمسية خلال فترة الحد الأدنى لماوندر.

### الكتلة

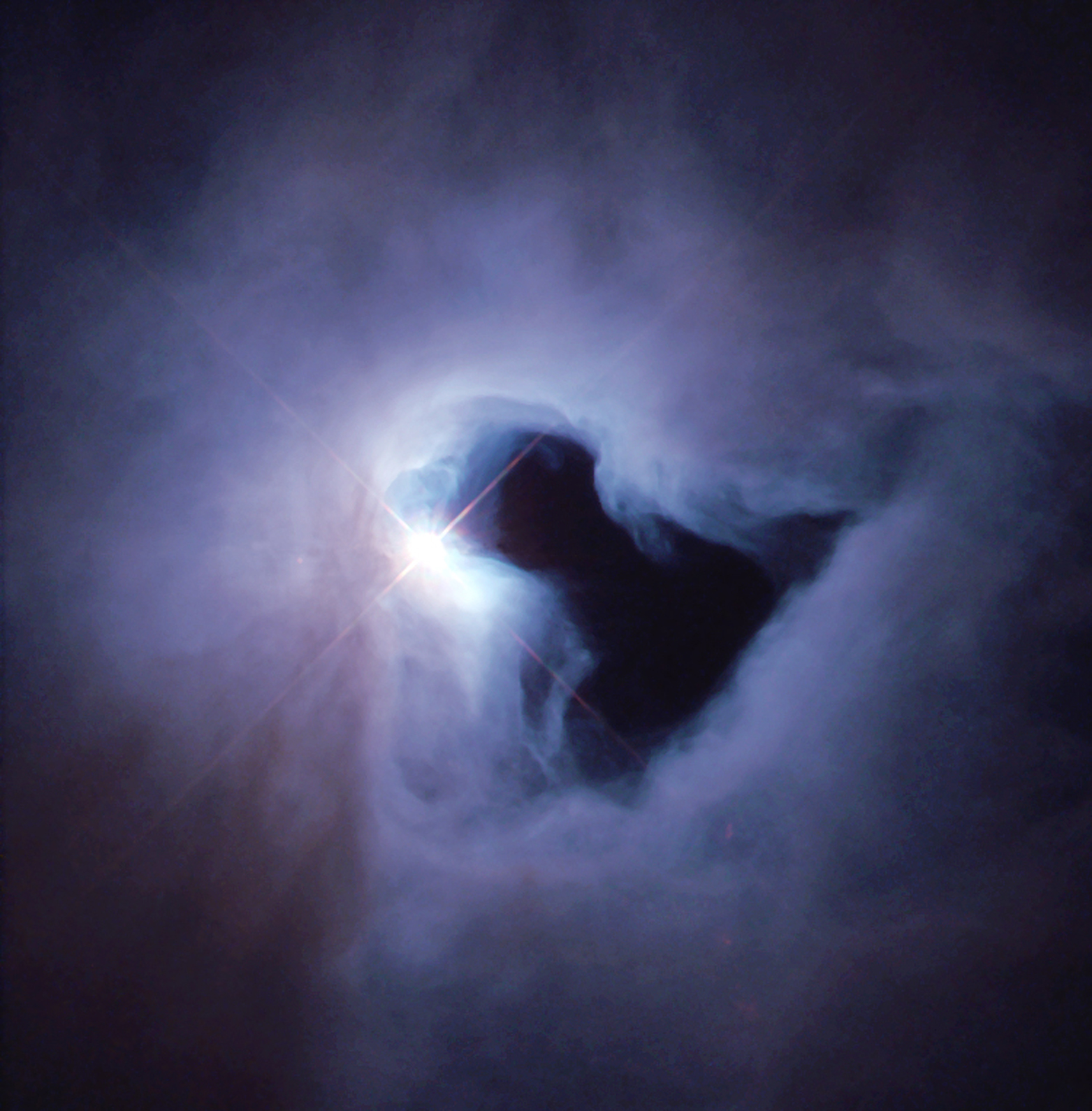
ينير أوريون في السديم العاكس.

أحد أكثر النجوم المعروفة ضخامة هو إيتا كارينا، حيث أن كتلته ضعف كتلة الشمس 100-150 مرة كما أنه يعمّر عدة ملايين من السنين فقط. أشارت دراسة تجمع أرشز إلى أن 150 كتلة شمسية هو الحد الأعلى للنجوم في العصر الحالي للكون. والسبب في هذا الحد غير معروف تماماً، وإنما هو جزئياً نتيجة حد إدنجتون الذي يحدد الحد الأقصى للضياء الذي يمكن أن يمر من خلال الغلاف الجوي للنجم بدون طرد غازات إلى الفضاء. ومع ذلك، فقد تم قياس كتلة نجم اسمه R136a1 في التجمّع النجمي RMC 136A وتبلغ 265 كتلة شمسية، الأمر الذي يضع هذا الحد موضع تساؤل.
دراسة أخرى تشير إلى أن النجوم التي تكون أكبر من 150 كتلة شمسية في R136 نشأت من خلال تصادم وتلاحم بين نجوم ضخمة في أنظمة مزدوجة، موفرة احتمال تكوّن نجوم ذات كتلة أكبر من 150 كتلة شمسية.
أول نجوم تكونت بعد الانفجار العظيم قد تكون ضخمة تصل إلى 300 كتلة شمسية أو أكثر، بسبب انعدام وجود العناصر الأثقل من الليثيوم في تكوينها. فهذا الجيل من الضخامة هو نجوم قديمة انطفئت منذ وقت طويل غير أنها توجد حاليا فقط في البحوث النظرية. وتشير التقديرات إلى أن حوالي 75 مرة كتلة كوكب المشتري. النجوم الصغيرة تكون فيها نسبة المعادن منخفضة جدا، ومع ذلك، فإن دراسة حديثة للنجوم الصغيرة تشير إلى أن الحد الأدنى لحجم النجم يبدو حوالي 8.3% من كتلة الشمس، أو أكبر حوالي 87 مره من كتلة كوكب المشتري. وتسمى تلك النجوم صغيرة الكتلة الأقزام البنية، وهي تكون بلون رمادي-بني واضح بين النجوم والكواكب الغازية العملاقة.
النجوم العملاقة لديها جاذبية سطحية أقل بكثير من نجوم التسلسل الرئيسي. وبسبب هذا بالإضافة إلى ضغط الإشعاع الشديد فيها فهي تطرد بعض غازاتها السطحية إلى الفضاء، وتجدها مغلفة في سحابة غازية حولها تخرج منها مع الريح النجمي. هذا بعكس نجوم النسق الأساسي المتوسطة الكتلة فتكون أسطحها محددة؛ وكذلك أسطح الأقزام البيضاء التي هي شديدة الكثافة. انغمار النجوم الضخمة في غازات حولها تنطلق تصعب عملية رصدها . (انظر صورة النجم WR 124)

### الدوران

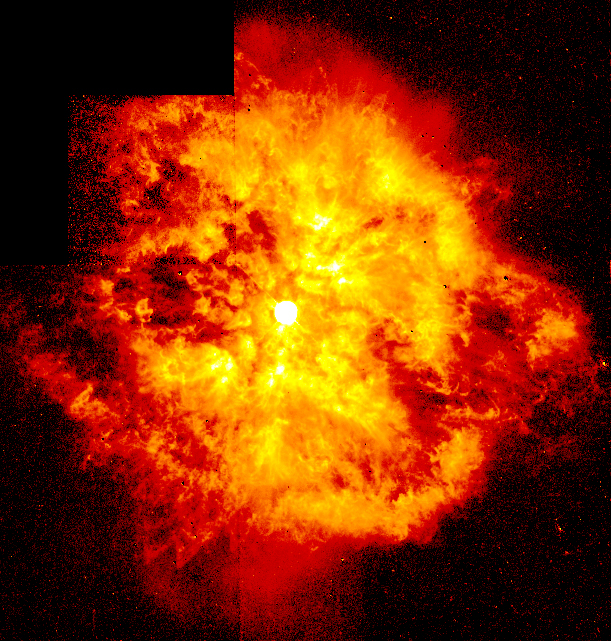
صورة بتلسكوب هابل الفضائي للسحابة الغازية M1-67 حول النجم WR 124، وهو من نوع نجوم ولف-رايت.

نستطيع قياس معدل دوران النجوم بواسطة مقياس الطيف، أو بطريقة أكثر دقة عن طريق تتبع معدل الدور من مكان النجم. معدل الدورة للنجوم الصغيرة أكبر من 100 كيلومتر لكل ثانية (100كلم/ثانية) حول خط الاستواء.
على سبيل المثال تبلغ سرعة الدوران الاستوائية لنجم اخر النهر من الفئة ب 225 كلم/ث أو أكثر، متيحا له قطرا استوائيا أكبر من 50% أي أكبر من المسافة بين القطبين. هذا المعدل أقل من السرعة الحرجة بقليل أي ما يساوي 300 كلم/ث حيث عندها ينكسر النجم. على النقيض من ذلك، تدور الشمس مرة واحدة فقط كل 25-35 يوماً، بسرعة استوائية تعادل 1.994 كلم/ث. يعمل المجال المغناطيسي للنجوم والرياح النجمية على ابطاء معدل دوران تسلسل النجوم الرئيسي بكمية معينة ضمن التسلسل الرئيسي.
النجوم المتحوّلة تنكمش وتتقلص إلى كتل مضغوطة، ممايؤدي إلى معدل عالي للدوران. على أي حال لدى النجوم المتحولة معدل منخفض نسبيا للدوران مقارنة لما يمكن ان يتوقع بالمحافظة على الزخم الزاوي (الميل لدوران الاجسام لتعويض الانكماش في الوزن بزيادة معدل دورانها السريع). جزء كبير من الزخم الزاوي للنجم يتبدد كنتيجة لفقد الكتلة من خلال الرياح النجمية. على الرغم من هذا، معدل الدوران الضاغط من الممكن ان يكون سريع جداً. على سبيل المثال فإن الضاغط في قلب سديم السرطان يدور 30 مرة في الثانية. معدل الدوران الضاغط سوف ينخفض تدريجيا كنتيجة لانبعاث الإشعاع.

### درجة الحرارة
يتم تحديد درجة حرارة سطح نجم المتسلسل الرئيسي وفقاً لمعدل إنتاج الطاقة في القطر ونصفه، ويحدد غالباً من مؤشر لون النجم. وتعطى غالبا على انها درجة الحرارة الفعالة، والتي هي درجة الحرارة من الجسم الأسود المثالي والتي اشعاع طاقته مشابه للمعان سطح النجم. لاحظ أن درجة الحرارة الفعالة ليست سوى قيمة تمثيلية، حيث تزداد درجة الحرارة نحو لُّب النجم. درجة الحرارة في منطقة النواة للنجم تساوي عدة ملايين كلفن.
درجة الحرارة النجمية تحدد معدل التأين للعناصر المختلفة، ينتج عن ذلك خاصية خطوط الطيف (ألوان الطيف السبعة). درجة حرارة السطح الخارجي للنجم تكون موازية للقدر المطلق (قياس سطوع أي جسم فضائي) وحجم قسماتها، وتستخدم أيضا لتصنيف النجم (انظر إلى التصنيف أدناه).
سلسلة النجوم الرئيسية الضخمة تصل حرارة سطحها إلى 50000 كلفن. النجوم الأصغر مثل الشمس درجات الحرارة تكون بضعة آلاف من كلفن. العمالقة الحمراء تكون درجة حرارة سطحها الخارجي أقل نسبيا بحدود 3600 كلفن، ولكن لديها درجة سطوع عالية نظرًا لاتساع سطحها الخارجي.

## الإشعاع

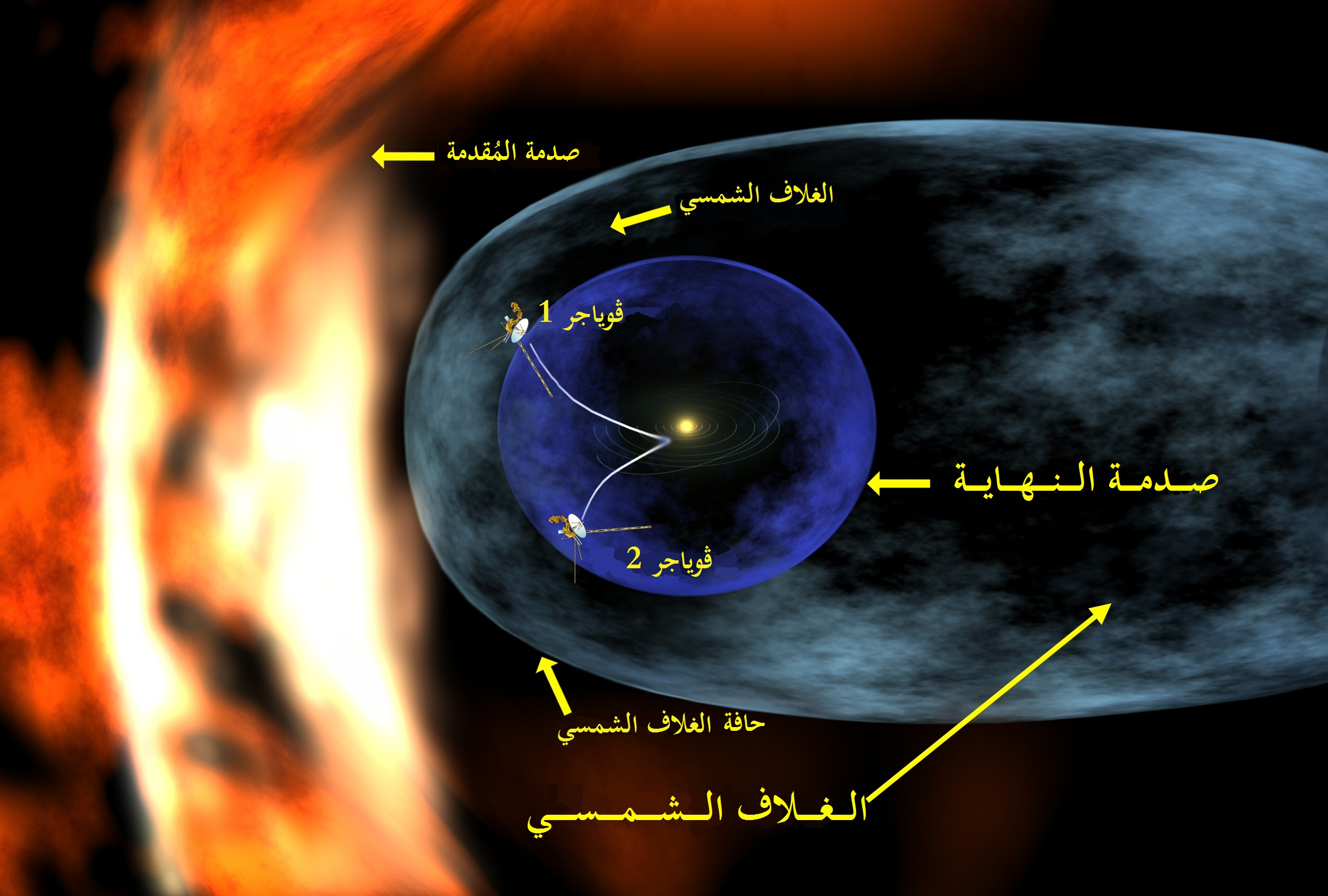
بلازما الرياح الشمسية تلاقي حافة الغلاف الشمسي

الطاقة التي تنتجها النجوم، كمنتج من الاندماج النووي، تشع في الفضاء على حد سواء الإشعاع الكهرومغناطيسي وإشعاع الجسيمات. ويتجلى إشعاع الجسيمات المنبعثة من نجم مثل الرياح النجمية، التي تفيض من الطبقات الخارجية كبروتونات حرة، وألفا المشحونة كهربائياً، وجسيمات بيتا. على الرغم من أن المعظم عديمة الكتلة أيضاً يوجد تدفق مستمر من النيوترونات المنبثقة من لُبّ النجم.
إنتاج الطاقة في لُبّ النجم سببه أن النجوم تتألق جداً: في كل مرة اثنين أو أكثر من نوى ذرية تندمج معا لتشكيل نواة الذرة الواحدة من عنصر أثقل، يتم إطلاق فوتونات أشعة غاما من منتج الاندماج النووي. يتم تحويل هذه الطاقة إلى أخرى من الطاقة الكهرومغناطيسية في التردد المنخفض، مثل الضوء المرئي، في الوقت الذي تصل فيه إلى الطبقات الخارجية للنجم.
يعتمد لون النجمة على النحو الذي يتم تحديده من قبل التردد الأكثر كثافة من الضوء المرئي- على حرارة الطبقات الخارجية للنجمة، وهذا يشمل غلافها الضوئي. بالإضافة إلى الضوء المرئي، تبعث النجوم أيضاً أشكالاً من الإشعاعات الكهرومغناطيسية غير مرئية للعين البشرية. في الواقع، يمتد الإشعاع النجمي الكهرومغناطيسي على كامل مدى الطيف الكهرومغناطيسي، ابتداء من أطول موجات الراديو والأشعة تحت الحمراء، وحتى أقصر موجات الأشعة فوق البنفسجية، الأشعة السينية، وأشعة غاما. من وجهة نظر مجموع الطاقة الذي تبعثه النجمة، لا تعد جميع مكونات الأشعة النجمية الكهرومغناطيسية مهمة، ولكن توفّر جميع الترددات معلومات عن فيزياء النجمة.
باستخدام الطيف النجمي، يستطيع علماء الفلك تحديد درجة حرارة السطح وجاذبيته، بالإضافة إلى معدنية وسرعة دوران النجم. إذا كانت مسافة النجم معلومة، مثلاً عن طريق قياس الاختلاف في المكان، بالتالي فإنه بالإمكان استنتاج لمعان النجم. ومن ثم يمكن تقدير الكتلة والإشعاع والجاذبية السطحية وفترة الدوران اعتمادا على نماذج نجمية. (نستطيع قياس كتلة نجم ما في النظام الثنائي سرعاتها المدارية وأبعادها. وقد استخدمت عدسات الجاذبية الصغرى لقياس كتلة النجم الأحادي.) وباستخدام هذه المقاييس يستطيع علماء الفلك تقدير عمر النجم ايضاً.

### اللمعان
إن لمعان النجم هو كمية الضوء وغيرها من أشكال الطاقة المشعة التي تشع في كل وحدة من الزمن. حيث أن لديها وحدات من الطاقة. يتم تحديد لمعان النجم بواسطة نصف قطره ودرجة حرارة سطحه. ومع ذلك، فإن العديد من النجوم ليس لها تدفق موحد (كمية الطاقة المنبعثة في وحدة المساحة) عبر سطحها كله. على سبيل المثال فإن نجم النَّسر سريع الدوران لديه تدفق طاقة في قطبيه أعلى مما يوجد على طول خط استوائه.
تعرف بقع سطح النجم مع درجة حرارة ولمعان منخفضين اقل من المعدل بالكلف النجمية. النجوم الصغيرة والقزمية مثل الشمس التابعة لنا لديها بشكل عام واساسيا أقراص ساكنة فقط مع كلف شمسية صغيرة. النجوم الأكبر هي نجوم عملاقة لديها كلف أكبر وأكثر وضوحاً.كما تظهر أيضا رياح نجمية قوية سوداء الاطراف أي أن السطوع يقل باتجاه حافة الأقراص النجمية. نجوم الأقزام الحمراء المضيئة مثل لويتن 726-8 ربما أيضا يمتلك مميزات الكلف النجمية بشكل بارز وواضح.

### القدَر
يتم التعبير عن سطوع النجمة الظاهر بالقدر الظاهري للنجمة، والذي هو سطوعها وهو دلالة على ضياء النجمة، وبعدها عن الأرض، والتغيُر في ضوء النجمة عند مرورها بغلاف الأرض الجوي. قدر النجمة الجوهري (أو قدرها المطلق) يرتبط مباشرة بضياء النجمة، وهو القدر الظاهري للنجمة لو كانت المسافة بين الأرض والنجمة 10 فراسخ فلكية (32.6 سنين ضوئية).
إن كلا المقياسين القدريين للنجم -الظاهري والمطلق- هي وحدات لوغاريتمية: فارق واحد عدد صحيح من حيث الحجم يساوي تباين وسطوع من حوالي 2.5 مرة (الجذر الخامس من 100 أو ما يقرب من 2.512). وهذا يعني أن القدر الأول (+1.00) لنجم حوالي 2.5 مرات أكثر إشراقا من القدر الثاني (+2.00) للنجم، وحوالي 100 مرة أكثر إشراقا من القدر السادس (+6.00) للنجم. النجوم الاشد خفوتا التي يمكن رؤيتها بالعين المجردة في ظل ظروف رؤية جيدة هي من القدر +6.
| القدر الظاهر | عدد النجوم |
| ------------ | ---------- |
| 0            | 4          |
| 1            | 15         |
| 2            | 48         |
| 3            | 171        |
| 4            | 513        |
| 5            | 1,602      |
| 6            | 4,800      |
| 7            | 14,000     |

في كلا المقياسين القدريين للنجم -المطلق والظاهري- كلما كانت قيمة القدر أصغر كان النجم أكثر لمعانا، وكلما كبرت قيمة القدر كلما كان النجم أقل لمعاناً. تمتلك النجوم الأكثر لمعاناً قدراً بقيمة سالبة في كلا القياسين. يتم حساب التفاوت في اللمعان (ΔL) بين نجمين عن طريق طرح قيمة القدر للنجم الأكثر لمعانا (mb) من قيمة القدر للنجم الأقل لمعاناً (mf) ثم يستخدم الفرق بينهما كأُس للرقم الأساسي 2.512 وذلك على النحو التالي:
{\displaystyle \Delta {m}=m_{\mathrm {f} }-m_{\mathrm {b} }}
{\displaystyle 2.512^{\Delta {m}}=\Delta {L}}
بالنسبة إلى كلا من اللمعان والمسافة عن الأرض، يكون القدر المطلق (M) والقدر الظاهريّ (m) للنجم ليسا متساويان: على سبيل المثال فإن القدر الظاهري لنجم الشعرى اليمانية اللامع هو - 1.44، بينما القدر المطلق هو +1.41. كما أن القدر الظاهري للشمس يساوي - 26.7 بينما القدر المطلق يساوي فقط 4.83.
نجم الشعرى اليمانية أكثر النجوم لمعانا في السماء ليلاً كما يرى من الأرض ويعد أكثر لمعاناً من الشمس بما يقارب 23 مرة، بينما نجم سهيل ثاني النجوم الأكثر لمعانا في السماء ليلا كما يرى من الأرض قدره المطلق - 5.53 وهو تقريبا أكثر لمعاناً من الشمس ب 14 ألف مرة.
وعلى الرغم من ان نجم سهيل أكثر لمعانا من نجم الشعرى اليمانية بكثير، فإن الشعرى اليمانية يظهر وكأنه أكثر لمعاناً من نجم سهيل. وذلك يرجع لكون نجم الشعرى اليمانية يبعد مجرد 8.6 سنة ضوئية عن الأرض، في حين ان نجم سهيل أبعد بكثير بمسافة تقارب 310 سنة ضوئية.
منذ 2006 م اعتبر نجم LBV 1806-20 كأعلى النجوم المعلومة قدراً مطلقاً حيث بلغ قدره -14.2 وهذا النجم هو أشد من إضائة الشمس بـ 5 ملايين مرة على الأقل. كما أن النجوم الأقل إضاءة والتي نعرفها تقع في مجال التجمع المغلق لـ NGC 6397. كما أن أضعف الأقزام النجمية الحمراء في التجمع المغلق بقدر 26، فيما تم اكتشاف قزم نجمي أزرق بحجم 28. هذه النجوم تعتبر خافتة وهي بمثابة شمعة عيد ميلاد على سطح القمر إذا ما تمت رؤيتها من سطح الأرض.

## التصنيف
| الصنف | درجة الحرارة     | مثال           |
| ----- | ---------------- | -------------- |
| O     | 33,000 ك أو أكثر | زيتا أوفيوشي   |
| B     | 10,500–30,000 ك  | رجل الجبار     |
| A     | 7,500–10,000 ك   | الطائر         |
| F     | 6,000–7,200 ك    | الشعرى الشامية |
| G     | 5,500–6,000 ك    | الشمس          |
| K     | 4,000–5,250 ك    | إبسلن إندي     |
| M     | 2,600–3,850 ك    | قنطور الأقرب   |

نشأ نظام التصنيف النجمي الحالي في بداية القرن العشرين، عندما كانت تصنف النجوم بحسب الأحرف الإنجليزية من A حتى Q معتمداً على قوة الخط الهيدروجيني. وفي ذلك الوقت لم يكن يعرف بأن الذي يؤثر على قوة الخط هو درجة الحرارة. قوة خط الهيدروجين وصلت لقمتها عند ماهو فوق 9000 كلفن، واضعفها عند كل من أعلى درجات الحرارة وابردها. عندما تم إعادة ترتيب التنظيم اعتمادا على درجة الحرارة، أصبحت أقرب لما يُعرف بالمخطط الحديث.
ترِد النجوم ضمن تصنيفات مفردة من خلال ترتيب حرفيّ وفقاً لأطيافها حيث يبدأ بالنوع O والمعروفة بشدة الحرارة إلى أن يصل إلى المستوى M المعروف بشدة البرودة بحيث من الممكن أن تتشكّل تلك الجزيئات في غلافها. التصنيف الرئيسي يأتي بحسب انخفاض درجة الحرارة كالتالي O ،B ،A ،F ،G ،K ،M. هناك مجموعات طيفية نادرة لها تصنيفات أخرى خاصة أشهرها النوع L والنوع T والتي تصنف على انها أبرد النجوم ذات الكتلة المنخفضة والأقزام البنية. لكل حرف حوالي 10 تفرعات مرقمة من 0 إلى 9 مرتبة بانخفاض درجات الحرارة. ومع ذلك فإن هذا النظام ينهار مع درجات الحرارة العالية جداً حيث من الممكن أن لا يوجد في التصنيف O0 وO1 أي نجم.
بالإضافة إلى ذلك، تصنف النجوم بحسب آثار السطوع الموجودة في خيوطها الطيفية، والتي تتوافق مع الحجم المكاني وتحددها جاذبية السطح. هذه مجموعة تمتد من 0 (عملاق عظيم فائق) مروراً بـ III (عملاق عادي) إلى V (الأقزام من التسلسل الرئيسي)؛ بعض الباحثين أضافوا VII (القزم الأبيض). معظم النجوم تنتمي إلى التسلسل الرئيسي، الذي يتكون من نجوم هيدروجين ملتهب عادية. وهي تنخفض على امتداد ضيق، ويكون النطاق مائل وفقًا لقدرها المطلق والنمط الطيفي وذلك عند رسمها بيانيًا. الشمس هي نجم تسلسل رئيسي من النوع المسمّى بالقزم الأصفر وذلك لدرجة الحرارة المتوسطة وحجمها الاعتيادي.
التسميات الإضافية، والتي يعبر عنها على شكل حروف أبجدية تُشير للسمات الخاصة في طيف النجم، فعلى سبيل المثال حرف "e" يمكن أن يشير إلى وجود خطوط انبعاثية، ويمثل حرف "m" المستويات القوية جدًا من المعادن، كما تعني اختصار "var" على وجود اختلافات في النوع الطيفي.
كما أن الأقزام النجمية البيضاء تمتلك تصنيف خاص بها مع الحرف "D". ومن تلك التصنيفات: DA وDB وDC وDO وDZ وأخيرًا DQ حيث تعتمد هذه التصنيفات على أنواع الخطوط البارزة الموجودة في الطيف. كما يتبع ذلك قيمة رقمية تُشير إلى مؤشر درجة الحرارة.

## النجوم المتغيرة

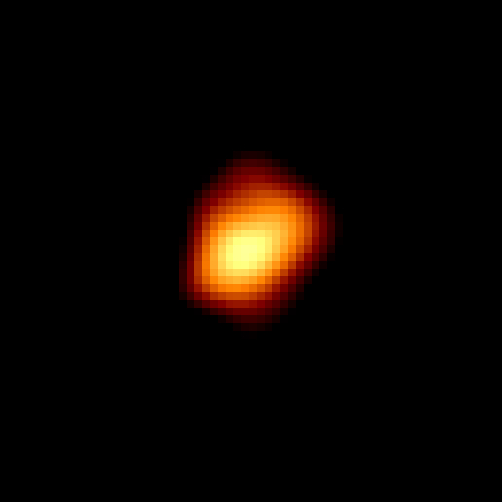
الظاهر الغير متوازن للنجمة المتغرة ميرا.

النجوم المتغيره لها تغيرات دورية أو عشوائية في اللمعان تبعاً لخواص داخلية أو خارجية. بالنسبة للخواص الداخلية للنجوم، الأنواع الأولية يمكن تقسيمها إلى ثلاثة مجموعات رئيسية.
خلال ثورة التطور النجمي، بعض النجوم تمر بمراحل بحيث تصبح متغيرة تذبذبياً. النجوم المتغيرة تذبذبياً تختلف في القطر واللمعان خلال الزمن. تتمدد وتتقلص في فترات تتراوح من دقائق إلى سنوات، اعتمادا على حجم النجم. هذا التصنيف يتضمن نجوم قيفاوي والنجوم الشبيه له، ومتغيرات الفترة الطويلة مثل ميرا.
المتغيرات الثائرة نجوم تعرضت لارتفاع مفاجئ من اللمعان بسبب توهجات أو احداث الانبعاث الكتلي. تشمل هذه المجموعة النجوم الأولية ونجوم ولف رايت والنجوم النيّرة وكذلك النجم العملاق والعملاق العظيم.
النجوم المتغيرة المتفجرة أو الكارثية هي تلك التي تخضع لتغيرات جذرية في خواصها. تشمل هذه المجموعة النجم المستعرّ والنجم المستعرّ الاعظم. باستطاعة النظام النجمي الثنائي الذي يشمل القزم الأبيض بجانبه- إنتاج أنواع معينة من هذه الانفجارات النجمية المميزة، بما في ذلك النجم المستعرّ والنوع a1 من النجم المستعرّ الأعظم. ينشأ الانفجار عندما يلتحِم القزم الأبيض مع الهيدروجين من النجم المرافق له، فتتكون كتلة إلى أن يخضع الهيدروجين لعملية الاندماج. بعض المستعرات تكون أيضا متكررة، حيث تملك تفجرات دورية من السعة المعتدلة.
قد تختلف النجوم في اللمعان أيضاً بسبب عوامل خارجية، ككسوف الثنائيات، إضافة إلى تناوب النجوم الذي ينتج عنه اماكن النجوم النهائية. كمثال واضح على الكسوف الثنائي هو رأس الغول والذي يختلف بشكل منتظم بمقدار 2.3 - 3.5 على مدى فترة من 2.87 يوم.

## التركيب

نسق النجوم الداخلي. مثلت المناطق الحرارية بدورات ذوات أسهم ومثلت المناطق الإشعاعية بومضات حمراء. الدائرة الحمراء اليسرى تمثل القزم الأحمر، دائرة الوسط الصفراء تمثل القزم الأصفر بينما الدائرة الزرقاء اليمنى تمثل نسق داخلي أزرق مبيض.

التركيب الداخلي لنجم ثابت هي حالة من التوازن الهيدروستاتيكي حينما تتوازن القوى على أي وحدة صغيرة. القوى المتوازنة هي قوة الجذب الداخلية والقوة الخارجة بسبب تدرج الضغط داخل النجم. ينشأ التدرج في الضغط من التدرج في درجة الحرارة في البلازما: الجزء الخارجي للنجم يكون أبرد من لُبّ النجم. تكون درجة حرارة لُبّ نجم التسلسل الرئيسي أو النجم العملاق على الأقل 107 كالفن (أي أكثر من تسعة الاف درجة حرارة مئوية). الحرارة الناتجة والضغط الناتج من احتراق الهيدروجين في لُبّ نجم التسلسل الرئيسي تكون كافية ليحدث الاندماج النووي وكافية أيضا لانتاج طاقة كافية لمنع النجم من الانهيار.
كلما انصهرت الأنوية الذرية في لُبّ النجم، تنبعث الطاقة في شكل أشعة غاما. تتفاعل هذه الفوتونات مع البلازما المحيطة لتضاف إلى الطاقة الحرارية في اللُبّ. في التسلسل الرئيسي للنجوم يتم تحويل الهيدروجين إلى هيليوم، محدثا زيادة بطيئة لكن ثابتة في نسبة الهيليوم في اللُبّ. في نهاية المطاف يصبح محتوى الهليوم سائد وويتوقف إنتاج الطاقة في اللُبّ. عوضا عن ذلك، للنجوم بكتلة أكبر من 0.4 كتلة شمسية، يحدث الانصهار في توسع القشرة ببطء حول نواة الهيلوم المتحوّل.
بالإضافة إلى التوازن الهيدروستاتيكي، فإن المناطق الداخلية من نجم مستقر سوف تحافظ على توازن الطاقة في التوازن الحراري. هناك تدرج في درجة الحرارة الاشعاعية في جميع الانحاء الداخلية والتي أنتجت تدفق للطاقة المتدفقة نحو الخارج. كما أن تدفق الطاقة الصادرة من أي طبقة داخل نجمة تتطابق تماماً مع تدفق الطاقة الواردة من الأسفل.
منطقة الإشعاع هي منطقة في الداخل النجمي حيث النقل الإشعاعي هو فعال بما يكفي للحفاظ على تدفق الطاقة. في هذه المنطقة البلازما سوف لن تضطرب وأي تحركات كاملة سوف تنقرض. إذا لم تكن هذه هي الحالة، سيصبح البلازما غير مستقر وسوف يحدث الحمل الحراري وسيشكل منطقة الحمل الحراري. يمكن أن يحدث هذا، على سبيل المثال، في المناطق التي تحدث فيها تدفقات الطاقة العالية جدا، مثل قرب النواة أو في المناطق عالية التعتيم كما هو الحال في الغلاف الخارجي.
حدوث الحمل الحراري في الغلاف الخارجي لنجم التسلسل الرئيسي يعتمد على الكتلة. النجوم ذات الكتلة الأعلى من كتلة الشمس مرات عدة تكون منطقة الحمل الحراري فيها في عمق المنطقة الداخلية ومنطقة الإشعاع في الطبقات الخارجية. بينما نجوم أصغر مثل الشمس على العكس من ذلك تماماً، منطقة الحمل الحراري تكون في الطبقات الخارجية. نجوم القزم الأحمر ذوات الكتلة أقل من 0.4 كتلة شمسية يكون الحمل الحراري في كل مكان مما يمنع تكدّس نوى الهيليوم. وبالنسبة لمعظم النجوم فإن مناطق الحمل الحراري تختلف بمرور الوقت كما هو عمر النجم وبالإضافة إلى التغير في التركيب الداخلي.

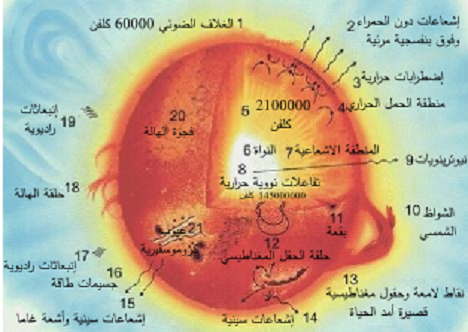
رسم مقطعي للشمس.

يسمّى الجزء الظاهر من أي نجم للرائي بالغلاف الضوئي. هذه الطبقة التي يصبح فيها البلازما للنجم شفاف لفوتونات (الفوتون هي وحدة قياس الكم الضوئي) الضوء. ومن هنا فإن الطاقة المتولدة في لُبّ النجم تصبح حرة لتشع في الفضاء. وتظهر من ضمن الغلاف الضوئي تلك الكلفة الشمسية أو المناطق التي هي اقل من معدل درجات الحرارة.
يتواجد الغلاف الجوي النجمي فوق مستوى الغلاف الضوئي. في نجمة من التسلسل الرئيسي كالشمس، تكون منطقة الغلاف اللوني الرقيقة أدنى مستويات الغلاف الضوئي، حيث تظهر الأشواك تبدأ اأنفجارات النجمية. تحيط منطقة انتقالية بهذه المنطقة، حيث ترتفع الحرارة بسرعة على مسافة 100 كم (62 ميل) فقط. تتواجد الهالة بعد هذا، وهي كمية من البلازما شديدة الحرارة التي تستطيع أن تمتد إلى الخارج حتى عدة ملايين من الكيلومترات. يبدو أن وجود الهالة يعتمد على منطقة الحمل الحراري في الطبقات الخارجية للنجمة. تبعث الهالة ضوءاً قليلاً جداً على الرغم من حرارتها العالية. تكون منطقة الهالة في الشمس مرئية فقط خلال الكسوف الشمسي.
من هالة النجم تنتشر رياح نجمية مكونة من جزيئات بلازم اخارج النجم، تنتشر حتى تتفاعل مع الوسط داخل النجم. بالنسبة للشمس، تأثير الرياح الشمسية يمتد حتى منطقة على شكل فقاعة من الغلاف الجوي للشمس.

## مسارات تفاعل الانصهار النووي
| المادة   | الكتلة الشمسية |
| -------- | -------------- |
| هيدروجين | 0.01           |
| هليوم    | 0.4            |
| كربون    | 5              |
| نيون     | 8              |

تفسير لسلسلة الفوتوت-فوتون

دورة الكربون-الهيدروجين-الأوكسجين

تشكيلة من عدة تفاعلات الانصهار النووية تحدث في لُبّ النجوم، وذلك تبعاً لكتلتها وتركيبها الداخلي، كجزء من تفاعلات الاصطناع النووي النجمي. الكتلة الصافية للانوية الذرية المنصهرة أصغر من العناصر الاساسية. هذه الكتلة المفقودة تتحرر كطاقة كهرومغناطيسية، على حسب علاقة تكافؤ المادة والطاقة ط = ك س² (E=mc2).
عملية انصهار الهيدروجين هي عملية حساسة لدرجة الحرارة. لذا الزيادة المعتدلة في درجة حرارة لُبّ النجم ستنتج زيادة معبرة في معدل الانصهار. وكنتيجة لذلك فإن درجة حرارة اللُبّ في التسلسل الرئيسي للنجوم يختلف فقط من 4 ملايين كلفن لنجوم فئة M إلى 40 مليون كلفن لنجوم فئة O الضخمة.
في الشمس، ومع لُبٍّ تصل درجة حرارته إلى 10 مليون كلفن، الهيدروجين ينصهر ليكون الهليوم في:
(41H → 22H + 2e+ + 2νe (4.0 MeV + 1.0 MeV
(21H + 22H → 23He + 2γ (5.5 MeV
(23He → 4He + 21H (12.9 MeV
هذه التفاعلات تنتج كتفاعل كامل كمايلي:
(41H → 4He + 2e+ + 2γ + 2νe (26.7 MeV
حيث أن e+ بوزيترون (مضاد الإلكترون)، وγ فوتون أشعة غاما، وνe نيوترينو، وH وHe نظائر للهيدروجين والهيليوم بالترتيب. الطاقة الناتجة عن هذا التفاعل تقدر بملايين فولت إلكتروني والذي يعادل كمية بالغة الصغر من الطاقة. غير ان اعداد هائلة من هذه التفاعلات تحدث بشكل ثابت، مُنتجة كل الطاقة اللازمة للحفاظ على الاشعاعات الخارجة من النجم.
في النجوم الأكثر ضخامة، ينتج الهيليوم في سلسلة أو مجموعة من التفاعلات تُحفّز بواسطة الكربون- حلقة كربون-نيتروجين-أوكسجين.
في النجوم التي درجة حرارة قلبها 100 كلفن وكتلتها مابين 0.5 إلى 10 كتلة شمسية، يمكن أن يتحول الهيليوم إلى كربون في عملية ألفا الثلاثية والتي يستعمل فيها عنصر البريليوم كوسيط.
4He + 4He + 92 keV → 8*Be
4He + 8*Be + 67 keV → 12*C
12C → 12C + γ + 7.4 MeV
هذه التفاعلات تنتج كتفاعل كامل كمايلي:
34He → 12C + γ + 7.2 MeV
في النجوم الكبيرة، يمكن أيضًا أن تحرّق العناصر الأثقل في النواة عبر طاقة الترابط من خلال عملية حرق النيون وعملية حرق الأوكسجين. والمرحلة النهائية في عملية تفاعلات الاندماج النووي النجمي هي عملية حرق السيليكون التي تؤدي إلى إنتاج نظير فيزيائي آخر مستقر وهو حديد-56. ولا يمكن للاندماج التقدم إلى أبعد من ذلك إلا من خلال عملية امتصاص الحرارة، والتي يمكن أن تنتج المزيد من الطاقة من خلال انعدام الجاذبية.
ويُظهر المثال التالي مقدار الوقت اللازم لنجم مكون من 20 كتلة شمسية ليستهلك كل وقوده النووي. وذلك باعتباره نجم تسلسل رئيسي من التصنيف O، وسيكوّن حينها دائرة بمقدار 8 أضعاف دائرة نصف قطرها الشمس ولمعان بمقدار 62.000 ضعف للمعان الشمس.
| الوقود المادة | الحرارة (مليون كلفن) | الكثافة (كغ/سم3) | فترة الإحتراق (τ بالسنين) |
| ------------- | -------------------- | ---------------- | ------------------------- |
| هيدروجين      | 37                   | 0.0045           | 8.1 مليون                 |
| هيليوم        | 188                  | 0.97             | 1.2 مليون                 |
| كربون         | 870                  | 170              | 976                       |
| نيون          | 1,570                | 3,100            | 0.6                       |
| أوكسجين       | 1,980                | 5,550            | 1.25                      |
| كبريت/سلكون   | 3,340                | 33,400           | 0.0315                    |

## مراحل ولادة وفناء النجوم

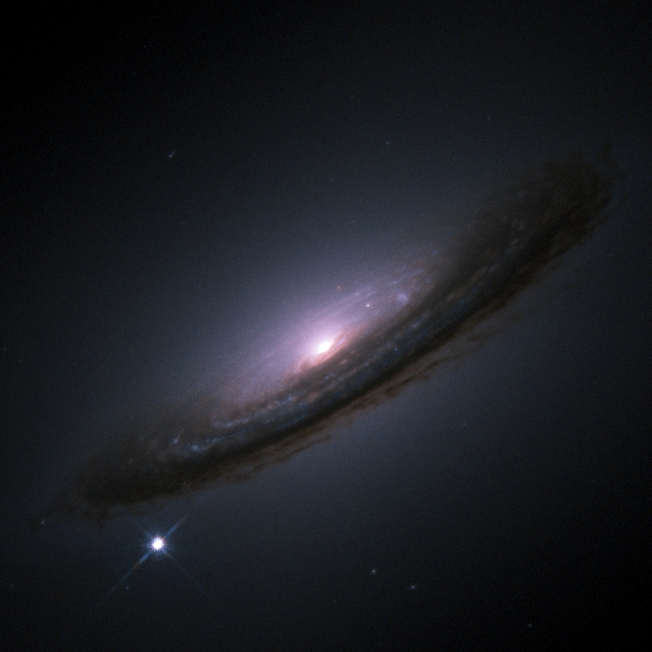
صورة تمثل مجرة درب التبانة

تمر النجوم بمراحل التكون والتشكل قبل أن يبدأ فيها التفاعل النووي وقبل أن تُستَهلك وتضمحل أو تنفجر. ونعلم بأن نحو 70% من الغلاف الغازي للشمس مكون من غاز الهيدروجين و30% من غاز الهيليوم، أما في باطن الشمس فالعكس ملحوظ حيث نجد إن النسب معكوسة. وقد افترض العلماء أن الهيدروجين بالباطن يتعرض لضغط عال جدا يسبب انفصال الإلكترونات عن النواة مما يجعل الهيدروجين مكوناً من نواة فقط. وتندمج نوى الهيدروجين ذات البروتون الواحد في باطن النجم معاً لتتحول إلى نوى هليوم ذات بروتونين فيما يسمى بالاندماج النووي، مما يُولد طاقة كبيرة تندفع بقوة إلى خارج النواة صانعة بذلك ضغطاً باتجاه الخارج يَمنع النجم من الانهيار على نفسه نتيجة لجاذبيته. تنقل الطاقة الناتجة عن هذا الاندماج النووي بعد ذلك إلى السطح بطريقتين هم الحمل والإشعاع، وهناك تستمد النجوم من هذه الطاقة ضوءها وحرارتها الذين يُميزانها. تواصل النجوم خلال معظم فترة حياتها حرق الهيدروجين في نواها مولدة الطاقة، وفي ذلك الوقت تكون داخل المرحلة التي تعرف بالنسق الأساسي، ويُمكن أن تتراوح مدة هذه المرحلة من ترليونات السنين إلى بضعة ملايين حسب كتلة النجم (كلما زادت كتلته حرق الهَيدروجين في نواته بسرعة أكبر).
لكن بعد انقضاء هذه المدة - سواء أخذت ملايين أم ترليونات السنين - يَنفذ جميع وقود الهيدروجين الذي كان النجم يَحرقه في نواته لتوليد الطاقة، ولذا فإنه يُصبح مهدداً بالانهيار على نفسه لأن جاذبيته تشد طبقاته الخارجية باتجاه النواة في حين لم تعد توجد وسيلة لإيقاف هذا بتوليد ضغط معاكس باتجاه الخارج. وما يَعتمد عليه ما سيَحدث لاحقاً هو كتلة النجم، ففي حال كانت فوق حد تشاندراسيخار وتحت 4 ك.ش فسيَبدأ النجم بدمج الهيدروجين المتبقي حول النواة، مما يَتسبب بتمدد النجم إلى بضع أضعاف حجمه الأصلي وبتحوله إلى ما يُعرف بعملاق أحمر، لكن سرعان ما يُستنفذ كل الهيدروجين المتبقي في طبقات النجم فيَعود مهدداً بالانهيار على نفسه، ولإيقاف هذا يَقذف طبقاته الخارجية في رياح نجمية قوية مُحولاً إياها إلى سديم كوكبي، فلا تبقى سوى نواته الباردة التي تتحول إلى قزم أبيض. والقزم الأبيض لا يُولد أي طاقة في نواته، لكن ما يَمنعه من الانهيار على نفسه هو مبدأ الاستبعاد الباولي (الذرات قريبة من بضعها لدرجة أنه لا يُمكنها الانهيار إلى مساحة أصغر)، ولذا فهو يَكون كثيفاً جداً. ولاحقاً يَبرد القزم الأبيض تدريجياً نتيجة لعدم امتلاكه لمصدر للطاقة، ويَستمر ضوؤه بالخمود حتى يَتحول إلى قزم أسود لا يَملك أي ضوء أو حرارة تقريباً.
أما النجوم التي تملك كتلة فوق 4 إلى 5 ك.ش فعندما يَنفذ وقودها الهيدروجيني تشرع بحرق نوى الهليوم (التي كانت قد دمجتها سابقاً من نوى الهَيدروجين) فتتحول إلى نوى كربون، وعندما يَنفذ الهليوم تشرع بدمج نوى الكربون لإنتاج النيون أو المغنيسيوم، وتستمر بعد ذلك بحرق العناصر المختلفة وصولاً إلى الحديد. لكن في كل مرة يَحرق فيها النجم عنصراً أثقل في نواته تصبح الطاقة الناتجة عن عملية الاندماج النووي أقل، وفي المقابل تأخذ العملية وقتاً أقصر وتحتاج إلى حرارة أكبر، ولذا ففي آخر مرحلة من حرق العناصر وهي حرق السيليكون إلى حديد يُمكن أن تأخذ العملية بضعة أيام فقط لاستنزاف مخزون السيليكون، وعند الوصول إلى الحديد يُصبح العنصر ثقيلاً جداً بحيث لا يَعود النجم قادراً على دمج نواه إلى عناصر أثقل، ولذا فإنه يَخسر جميع وسائله لمقاومة جاذبيته فيَنهار على نفسه في انفجار مستعر أعظم. وبعد هذه الانفجار تتحول بقايا النجم إما إلى نجم نيوتروني أو ثقب أسود حسب كتلتها.

## الأقزام البيضاء

مقارنة بين أحجام القزم الأبيض بيجازي B (في الوسط) والشمس (إلى اليمين) والنجم بيجازي A (إلى اليسار). وتبلغ درجة حرارة سطح بيجازي B نحو 35.500 درجة كلفن بينما تصل درجة حرارة سطح الشمس 6.500 درجة فقط.

نوع من النجوم يسمى قزم أبيض. يعتبر القزم الأبيض الحالة ما قبل النهائية بعد موت النجوم الصغيرة، وهي تتكون عندما تكون كتلة النجم أقل من الكتلة الحرجة لتكوين نجم نيوتروني، عندما يبدأ الهيدروجين في النواة بالانتهاء، يبدأ النجم بالتوسع نظراً لانخفاض كتلته وبالتالي انخفاض جاذبيتهُ ، فيصل لمرحلة العملاق الأحمر هذا الأمر يسمح باندماج الهيليوم فيه مكوناً كاربون وأكسجين، عملية الاندماج هذه تطلق طاقة كبيرة تطرد الطبقات الخارجية للعملاق الأحمر، وعندما يكون النجم صغيراً بشكل غير كافي لدمج الكربون في النواة فإن الكربون والأكسجين في النواة يبدءان بالتجمع في النواة دون عملية اندماج نووي.. فيموت النجم حينئذ لأن كتلته أقل من الكتلة الحرجة لدمج الكربون.
هنا يحصل انقسام لنوعين من النجوم الأقزام إن كانت كتلة النجم أقل من 1.44 من كتلة الشمس فإن النجم سيتحول إلى قزم أبيض، أما إن كانت كتلة النجم أعلى من 1.44 من كتلة الشمس فإن النجم سيتحول إلى نجم نيوتروني وكلاهما يعتبران نجوماً ميتة لا تتضمن أي تفاعلات نووية.
رغم أنها تعتبر ميتة إلا أنها لا تزال ساخنة جداً، بل أشد حرارة من سطح الشمس، والسبب يرجع لتركز الطاقة في حجم أصغر بكثير من النجوم العادية والتي تدفع طاقة الاندماج في النواة فيها بحجم النجم في التوسع. بينما لا توجد نواة فاعلة في هذه النجوم. فبينما تبلغ حرارة سطح الشمس مثلاً 6500 درجة كالفن فإن حرارة سطح النجوم الأقزام تصل لعشرات الآلاف، فمثلاً نجم بيجاسي ب وهو قزم أبيض يبلغ حجمه 0.6% من حجم الشمس رغم أن كتلته أعلى قليلاً من كتلة الشمس بواقع 1.15 كتلة شمسية. حرارة سطح هذا النجم تصل إلى 35500 درجة كالفن.
لأن هذه النجوم لا تتضمن أي مصدر للطاقة فإن حرارتها هي نتيجة ما تبقى من حرارة النواة الأصلية للنجم، ولأنه لا توجد وسيلة أخرى لإطلاق هذه الطاقة غير الإشعاع فإن عملية تبريد النجم تأخذ زمنا طويلاً فأقدم النجوم البيضاء المعروفة تبلغ حرارة سطحها 3900 درجة كالفن، ولا يتوقع العلماء أن تكون هناك نجوم أبرد بشكل ملحوظ من هذا والسبب لأنها تحتاج لفترة طويلة جداً. وعندما يبرد القزم الأبيض لدرجة تعادل محيطه في الفضاء أي ما يقارب ال 2 - 4 كالفن فإن النجم يسمى بالقزم الأسود ولا يتوقع العلماء وجود أي نجم في هذه الحالة ليس لأنه لا يمكن رصده بسبب برودته الشديدة وإنما لأنه لكي يتحول القزم الأبيض لقزم أسود فإنه يحتاج لفترة طويلة أطول بكثير من العمر المقدّر للكون والبالغ 14 مليار سنة.
تعتبر الأقزام البيضاء صغيرة نسبياً فنجم بنفس كتلة الشمس قد يصل حجمه لحجم الأرض وهذا ما يرفع كثافة النجم بشكل كبير، فتبلغ كثافة القزم الأبيض نحو طن/سنتيمتر مكعب. لو أخذت علبة عود ثقاب عادية وملأتها بمادة القزم الأبيض فإن وزنها سيكون 250 طناً. وتحت هذا الضغط العظيم يصل فيها الغاز فيه إلى حالة انفطار (فيزياء) كما يسميها العلماء. هذه الحالة تعني انشطار مستويات الطاقة في نظام يتبع ميكانيكا الكم إلى مستويات ثانوية. حيث تنزل الإلكترونات من حالة البلازما إلى مستويات الطاقة نفسها بسبب الضغط، ولكن لحد معين حيث سيصل النجم حينها لضغط معين يتوقف فيه الضغط حيث يصبح النجم مقاوماً جداً لأي زيادة في الضغط لأن الإلكترونات لا يمكنها أن تنزل لمستويات طاقة أقل ن مستويات الطاقة الأقل ممتلئة أساساً. تسمى هذه الحالة بالطباقية الإلكترونية. فإن كانت كتلة النجم كبير بحيث يجعل النجم يتحول لنجم نيوتروني فإن ما يحصل أن الضغط سيكون أكثر بكبير من أن تتحمله حالة الطباقية الإلكترونية فتنهار الذرات متحولة لطباقية نيوترونية.
نظراً لأن النجم الأصلي كان كبيراً ثم انكمش في حجم صغير فإن الطاقة الحركية لدوران النجم الأصلي ستنضغط بحجم أصغر مما يؤدي لزيادة سرعة دوران القزم الأبيض حول نفسه، النجوم العادية تدور حول نفسها بمعدل دورة واحدة كل بضع أيام، الشمس مثلاً تدور مرة كل 28 - 29 يوم، أما الأقزام البيضاء فتصل لعدة دورات في الساعة الواحدة.

## الأقزام النيوترونية
عندما تكون كتلة النجم المتبقية بعد طور العملاق الأحمر أكبر من 1.44 كتلة شمسية فإن الضغط الهائل على النواة يجعل الطباقية الإلكترونية تنهار مكونة حالة أخرى هي الطباقية النيوترونية حيث عندما تنهار الإلكترونات لوسط النواة تندمج الإلكترونات مع البروتونات مكونة نيوترونات وتندمج الأخيرة مع نيوترونات النواة مكونة كتلة ضخمة من النيوترونات المجردة فيسمى حينئذ بالقزم النيوتروني ويسمى أيضاً نجم نيوتروني. نظراً لكونه أضخم من القزم الأبيض وأنه قادم من نجم ضخم أساساً فإن مقدار الطاقة الحرارية فيه أكبر من القزم الأبيض، في المتوسط تصل إلى 60000 كالفن.
رغم أن كتلة النجوم النيوترونية أكبر من الأقزام البيضاء إلا أنها أصغر بكثير حسب الحجم الأصلي للنجم فأغلبها يبلغ قطرها بضع كيلومترات وأغلبها بين 10 - 12 كم مما يجعلها بحجم مدينة متوسطة مثل الرياض. وهذا الحجم الصغير يتضمن كتلة أكبر من كتلة الشمس مما يجعل الكثافة جداً كبيرة لدرجة لو أننا أخذنا علبة ثقاب صغيرة ووضعنا فيها مادة النجم النيوتروني فإن وزنها سيكون 250 ألف مليون طن. هذه الكثافة الهائلة مع الكتلة الكبيرة في مجال ضيق يؤدي لجاذبية هائلة جداً لدرجة أن الضوء ينحني على سطح النجم النيوتروني، فلو أمكننا النظر مباشرة لنجم نيوتروني كروي فإنه بدلا من أن نشاهد نصف النجم فقط فإننا سنشاهد 60% من النجم لأن الضوء القادم من وراء طرف قرص النجم سينحني باتجاهك مما يجعلك ترى جزءا من خلف النجم في نفس الوقت. الجاذبية على سطح النجم النيوتروني هائلة لدرجة أن سرعة الإفلات من جاذبيته تقارب 100 ألف كم/ثا أي ما يقارب ثلث سرعة الضوء.
الحجم الصغير للنجم مع كتلته الهائلة يجعل دورانه حول نفسه سريعاً. فالأقزام البيضاء تدور بضع مرات في الساعة بينما الأقزام النيوترونية تدور عدة آلاف في الدقيقة قد تصل لعشرات الآلاف، وأسرع نجم نيوتروني تم اكتشافه يدعى PSR J1748-2446ad ويدور حول نفسه بمعدل 712 دورة في الثانية الواحدة.
الأقزام النيوترونية أشد حرارة من نظيرتها البيضاء وهي أصغر حجما وأكثر كثافة وكتلة، ولكي تبرد فإنها ستحتاج لوقت أطول بشكل كبير من الأقزام البيضاء.

## تحديد العمر بواسطة الدوران
سرعة دوران النجم تحدد عمره. لقد عثر علماء الفلك على أمكانية جديدة لتحديد عمر النجوم عن طريق مراقبة سرعة دورانها حول نفسها. وتتناقص هذه السرعة أثناء حياة النجم بصورة مميزة، وذلك عندما يفقد بعضا من كتلته بواسطة الإشعاع الذي يبثه في الفضاء، وبالتالي يمكن ربطها بعمر ولون النجم. بما أن هذه العملية لا تقتضي على النقيض من أخرى ات ملاحظة بعد النجم الذي لا يمكن تحديده بدقة، ويستطيع الباحثون تقدير عمر النجم بخطأ لا يتجاوز قدره 15%. ويناسب هذا القياس بصورة خاصة النجوم المفردة التي لا تظهر في عناقيد نجمية.

## عدد النجوم في الكون

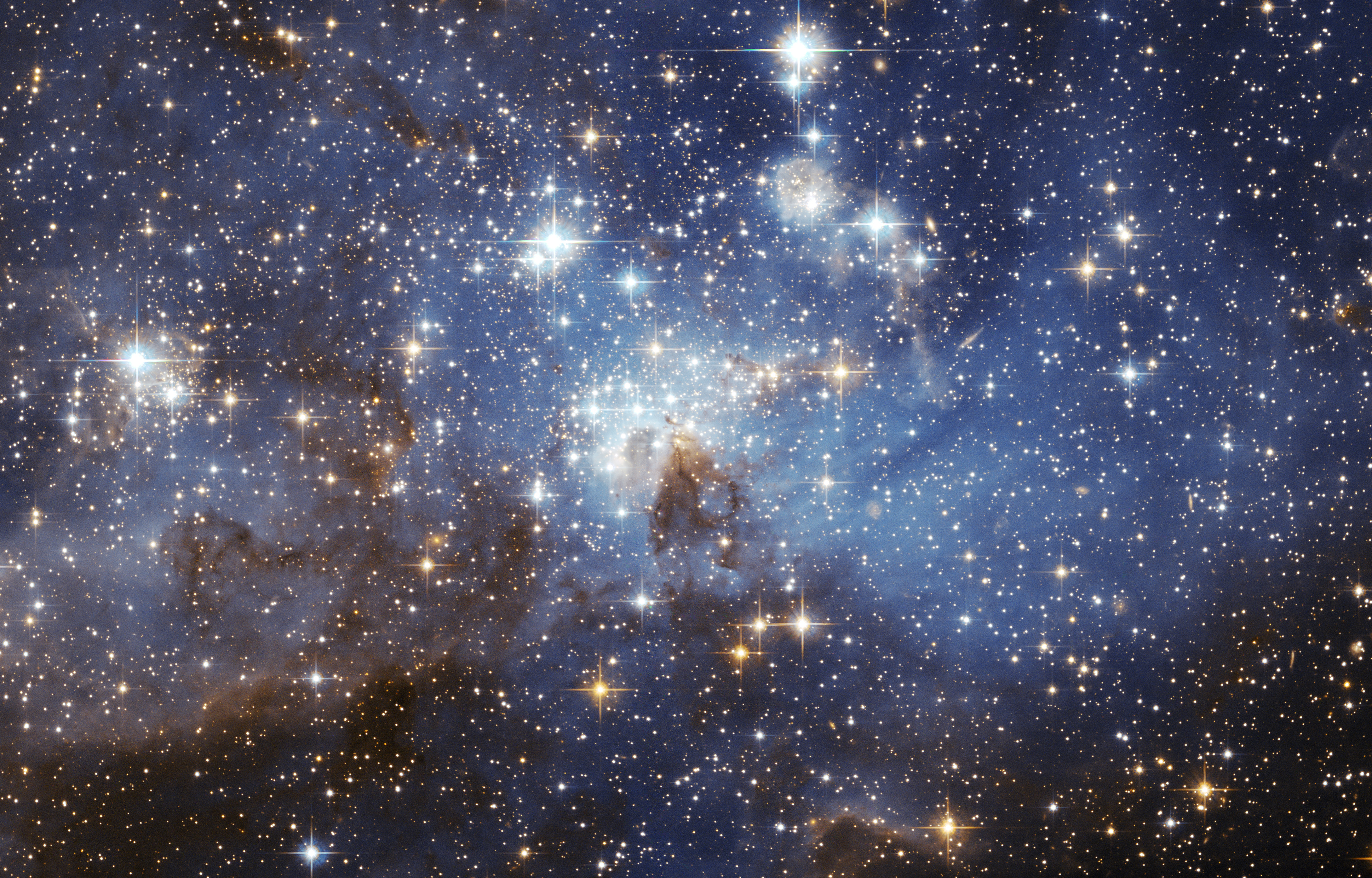
منطقة تكوّن نجوم جديدة سحابة ماجلان الكبرى. صورة من ناسا/إيسا.

يستطيع كل منا رؤية نحو 6000 نجم بالعين المجردة ولكنهم يشكلون مجموعة النجوم القريبة منا وتبين الإحصاءات الجديدة ما يلي: يوجد نحو 100 مليار مجرة تحتوي كل منها في المتوسط على 200 مليار من النجوم (هذا التقدير بحسب عالم الفلك الألماني هارالد ليش، بجامعة ميونيخ).
وبناءً على ذلك يوجد نحو عشرة آلاف ترليون من النجوم في الكون، وهو عدد يفوق كل تصور. كذلك لا أحد يعرف حجم الكون أو حتى تصوره. فأبعد المناطق التي يأتينا منها الضوء منذ الانفجار العظيم تبعد عنا نحو 13.7 مليار سنة ضوئية وبالتالي نكون فكرة بالنظر في صورتها التي كانت عليها قبل 13.7 مليار سنة. وعند هذا البعد يصطدم الفلكيون «بالأفق الكوني». ولا أحد يَعرف ماذا يُوجد ورائه. فيعتمد ذلك على شكل الكون. هل هو على شكل كروي يمكن التحرك عليها بدون حدود، أم هو مستوي ويتسع باستمرار، ويُعطينا قياس إشعاع الخلفية الميكروني الكوني صورة أخرى عجيبة، اما القول بانه ربما يَكون الكون في شكل إطار السيارة، وعن طريق انكسار الضوء تبدوا المجرات البعيدة كصور منعكسة لتجمعات نجمية قريبة، يكون هذا القول محض خيال ليس الا لانه ليس هنالك فراغ أو نقطة ليس بها مادة أو جسم معين في الفضاء الخارجي فيكون الكون في حقيقته امرا محيرا وغامضا لايمكن الإلمام بابعاده أو مساحته خاصة وان الكون يتسع بصورة مطردة ولايمكن حتى تصوره بأي حال من الأحوال كما وان من المستحيل الإدراك بكافة تفاصيل جسم معين وانت في داخله إلا أن العلماء قد توصلوا أخيرا على أن الكون هو منظومة مدهشة مخلوقة بعناية فائقة وبتقديرات دقيقة في شكل خيوط محبوكة بصورة محكمة لامجال لورود نسبة ولو ضئيلة من خطأ فيها بأي حال من الأحوال.

## معرض الصور

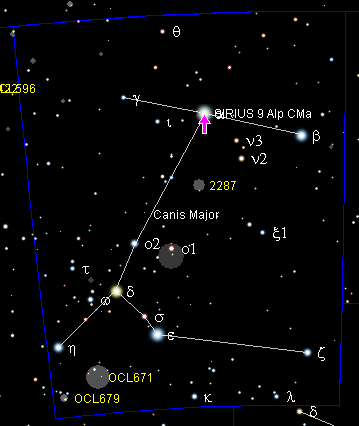
كوكبة الكلب الأكبر، حيث تظهر الشعرى اليمانية
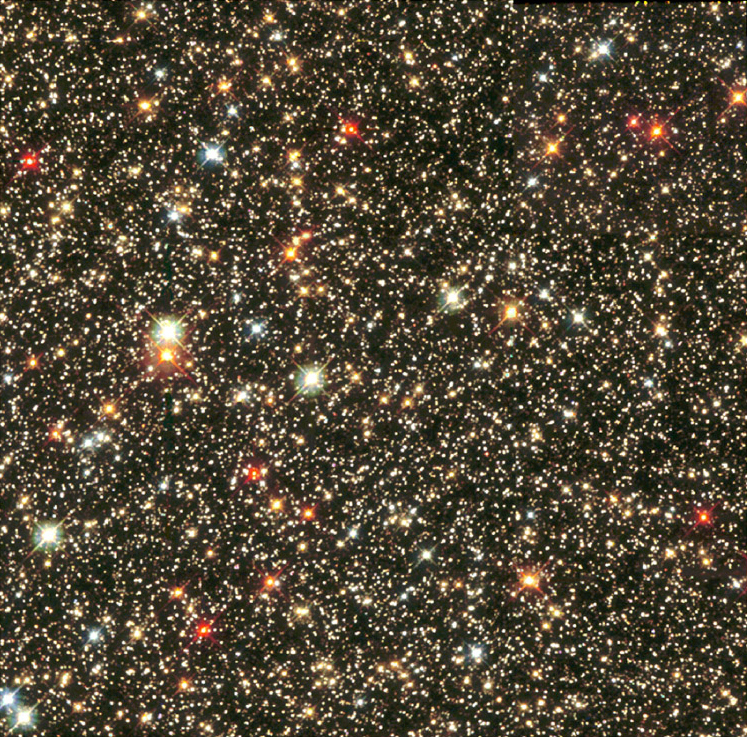
حقل نجوم كثيف في كوكبة الرامي
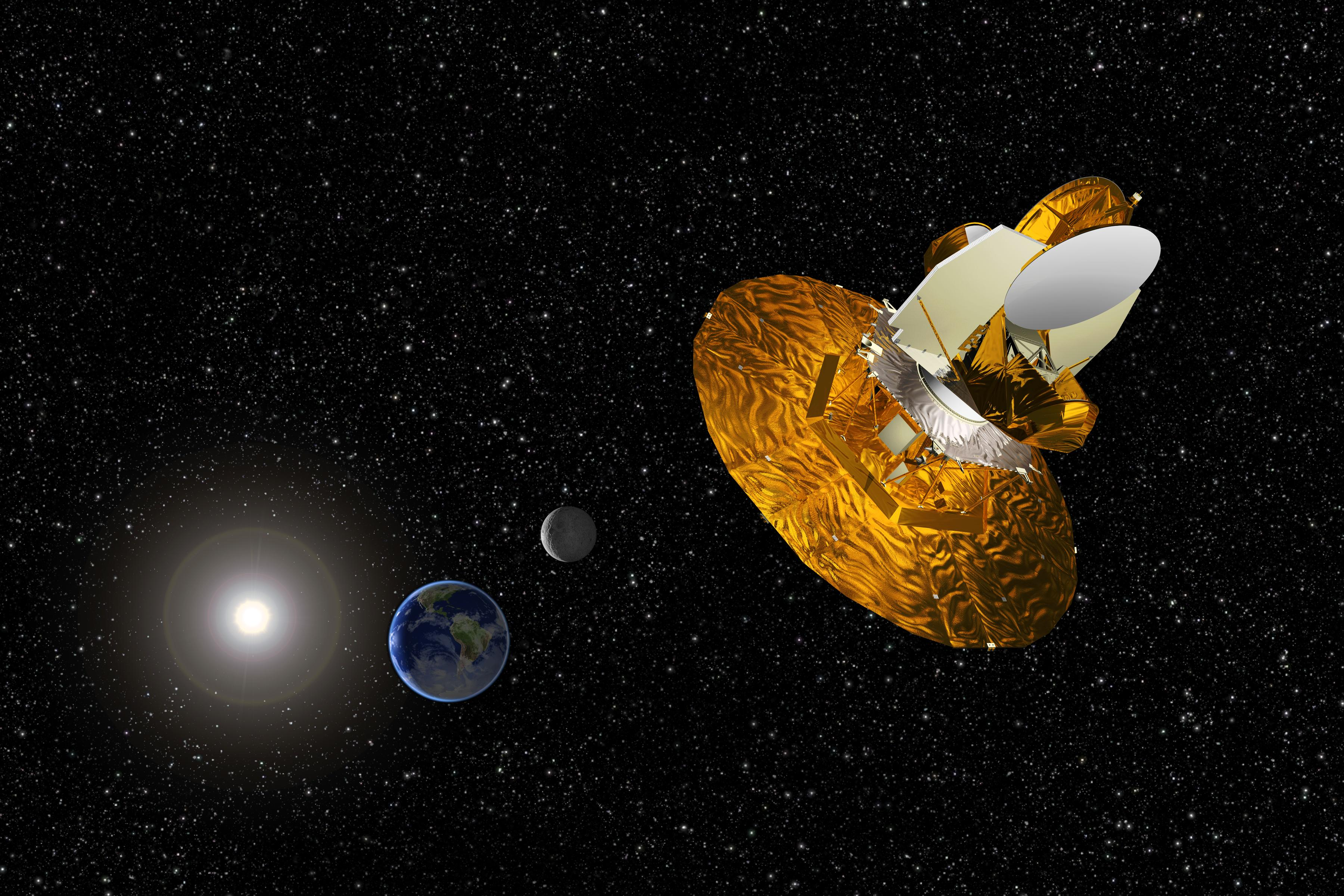
تصوُّر فني للقمر الصناعي مسبار ويلكينسون لقياس اختلاف الموجات الراديوية الذي يجمع بيانات لمساعدة العلماء على فهم الانفجار العظيم.
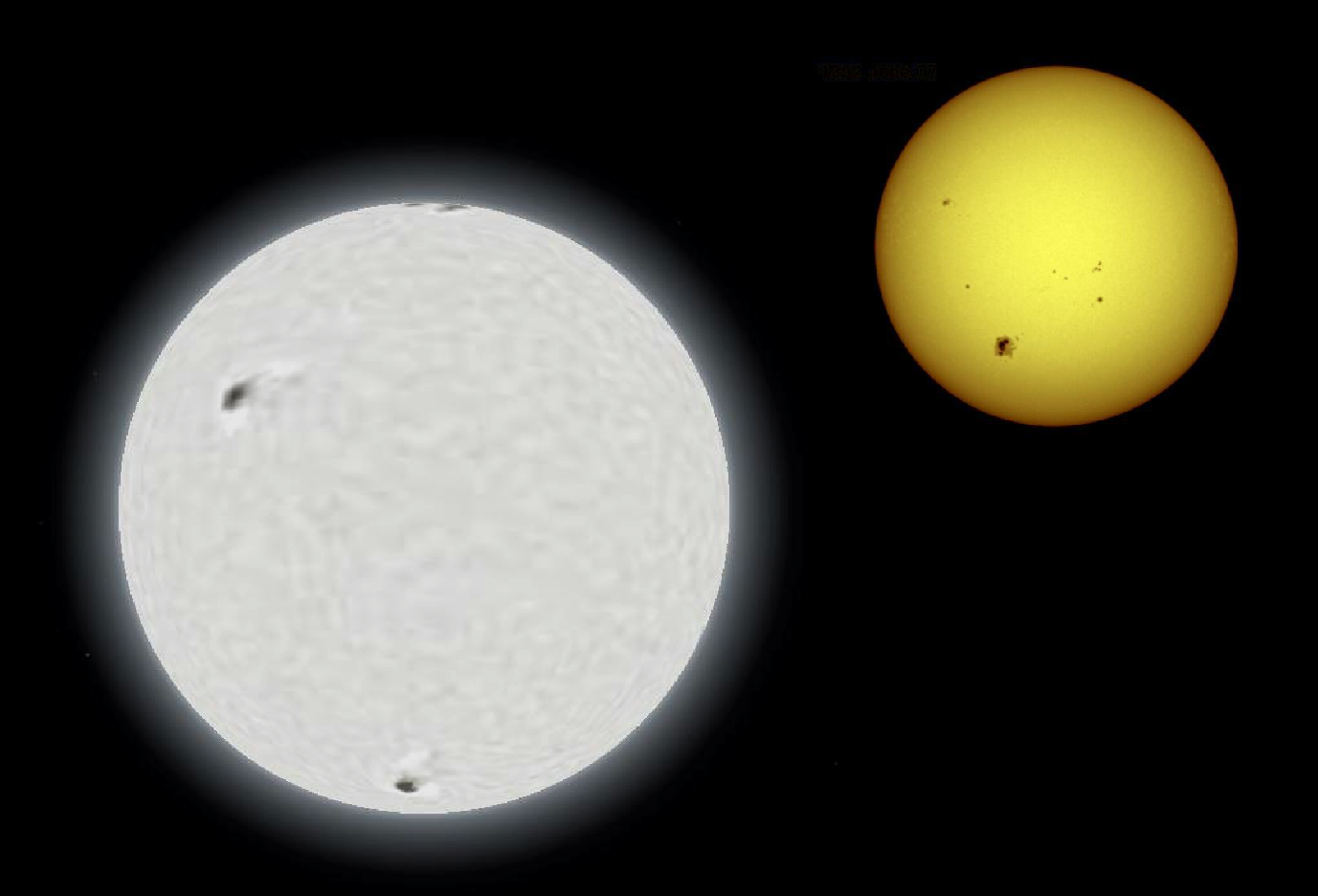
مقارنة بين الشعرى اليمانية A (إلى اليسار) والشمس
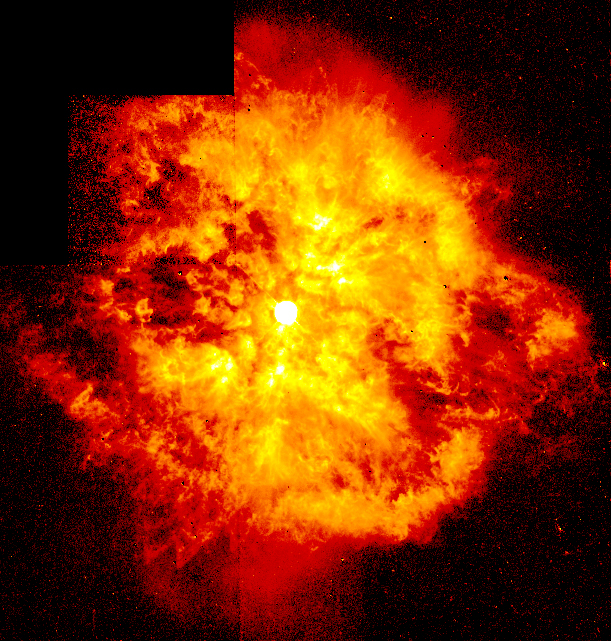
صورة بتلسكوب هابل الفضائي للسحابة الغازية M1-67 حول النجم WR 124، وهو من نوع نجوم ولف-رايت.
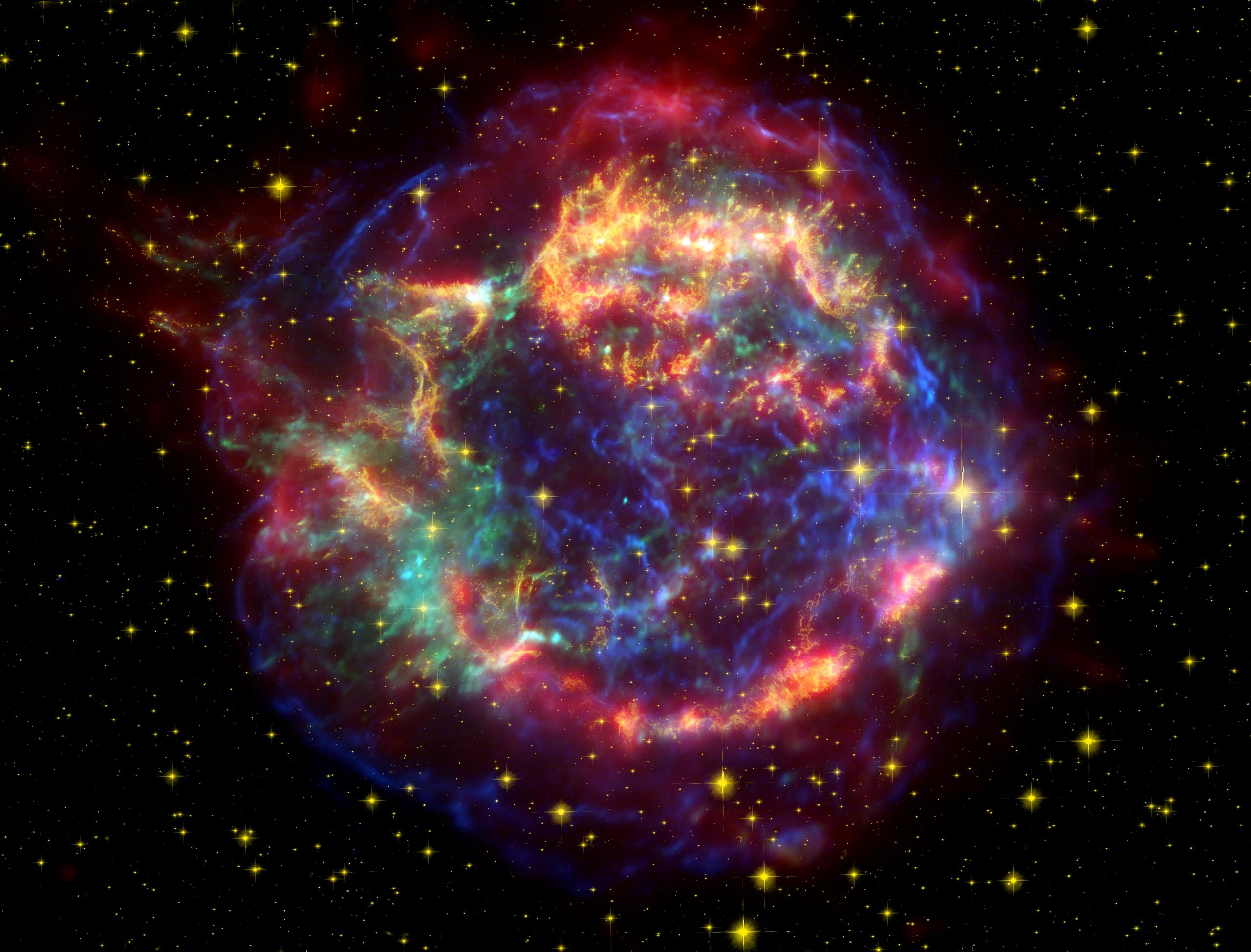
مستعر أعظم ذات الكرسي أ في وسطه نجم نيوتروني يُصدر أشعة إكس.
- فيديو يظهر محاكاة تصادم نجمين نيوترونيين
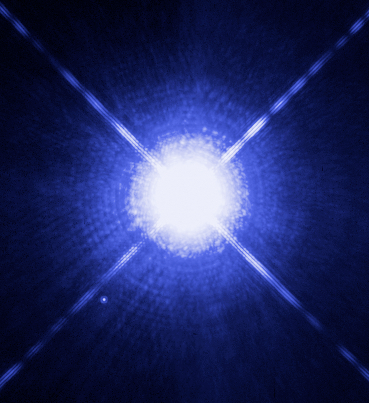
صورة مرصد هابل الفضائي للشعرى اليمانية أ (وسط الصورة) والشعرى اليمانية ب (النجم الصغير على أسفل اليسار ).

## وصلات خارجية
- موقع الكون
- عمر اقدم النجوم من مجلة العلوم الأمريكية - النسخة العربية.